# Chantiers de la jeunesse française
 (janvier 2025).
Pour les articles homonymes, voir CJF.
Ne doit pas être confondu avec Chantiers jeunesse.
L'organisation des Chantiers de la jeunesse française (CJF), souvent appelés chantiers de jeunesse, est une institution paramilitaire française active de 1940 à 1944. Lieu de formation et d'encadrement de la jeunesse française, elle est fortement imprégnée des valeurs de la Révolution nationale prônées par le gouvernement Pétain.

## Histoire

### Création et objectifs

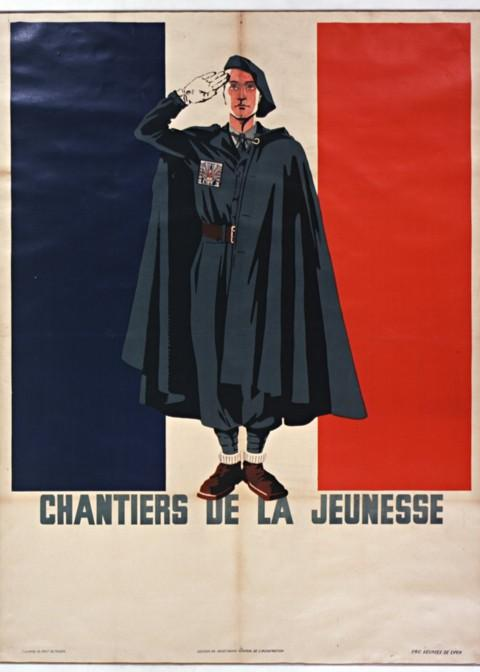
Affiche pour les Chantiers de 1941.

L'armistice du 22 juin 1940 ayant supprimé le service militaire obligatoire, les chantiers de jeunesse sont créés à la place, le 30 juillet 1940. Les jeunes hommes de la zone libre et de l'Afrique du nord française en âge (20 ans) d'accomplir leurs obligations militaires y sont incorporés pour un stage de six mois. Ils vivent en camp près de la nature, à la manière des scouts à la différence importante qu'ils ne sont pas volontaires et ils accomplissent des travaux d'intérêt général, notamment forestiers, dans une ambiance militaire. Ils sont encadrés par des officiers et des sous-officiers d'active et de réserve démobilisés, ainsi que par des aspirants formés pendant la guerre de 1939-1940. À partir de 1941, l'obligation des chantiers de jeunesse est prolongée, passant de six à huit mois.

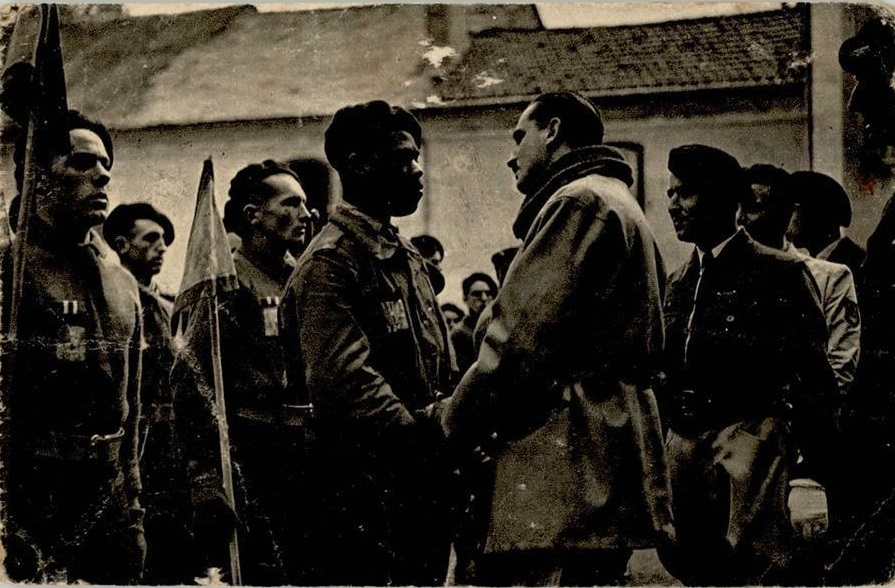
Georges Lamirand dans un chantier de la jeunesse française. Carte postale de propagande du régime de Vichy.

Dirigés par le général Joseph de La Porte du Theil, les chantiers de jeunesse sont une institution ambiguë. Il s'agissait d'inculquer les valeurs de la Révolution nationale, prônée par le Régime de Vichy. Pour le général, « la formation morale est à rechercher essentiellement dans le culte de l’honneur et dans la pratique de la vie en commun ; la formation virile, qui crée d’ailleurs une prédisposition heureuse au développement moral, se rattache à l’entraînement physique ». L’incorporation des normes passe ainsi par l’exercice. « Savoir se tenir est un précepte de dignité morale mais il y faut la maîtrise d’un corps. Le débraillé, l’indiscipline, la paresse de la France de 1940 étaient moraux, physiques aussi. On ne fait pas la guerre avec un peuple qui ne sait pas se tenir et qui n’a pas de muscles ». Scoutisme, hébertisme, sport et jeux ont ainsi pour vocation de s’intégrer dans un projet idéologique plus vaste dans lequel la formation à la discipline, l’autorité et l’obéissance participent au « relèvement » du pays.
Les Chantiers, initialement ouverts aux chefs et aux jeunes de confession juive, leur sont interdits dès 1941 en Afrique du nord, à la demande du lieutenant-colonel Van Hecke, commissaire régional, soutenu par le général de La Porte du Theil. Puis l'année suivante (2e semestre 1942), l'exclusion est étendue aussi à la métropole. Le culte de la hiérarchie et de la discipline passe notamment par l'importance donnée au chef, à tous niveaux. La vénération du Maréchal Pétain imprègne profondément les cadres. Alors que le régime exalte le retour à la terre et le provincialisme, la vie en groupements dans les bois se lit aussi comme une réaction à la ville industrielle, considérée comme corruptrice, foyer de l'individualisme et de la lutte des classes. Aucune activité « politique » n'est tolérée dans les chantiers. Cela signifie l'interdiction de la propagande des organisations de Résistance, mais aussi des partis collaborationnistes ainsi que l'absence de radios, de débats et autres moyens de communication qui, même censurés, auraient permis aux jeunes de suivre l'évolution de la guerre et de la politique du régime et de se faire une opinion personnelle.

### Détracteurs et défenseurs des Chantiers
Il n'est pas rare, après la guerre, d'entendre les anciens dirigeants des Chantiers affirmer avoir voulu préparer une troupe mobilisable en cas de reprise de la guerre contre l'Allemagne. Les faits leur ont donné raison en Afrique du nord, province où les anciens des Chantiers, après le débarquement des Alliés le 8 novembre 1942, sont rappelés, entraînés et répartis au sein des différentes unités de l'Armée d'Afrique. Ils participent aux campagnes de Tunisie, d'Italie, de France et d'Allemagne de 1943 à 1945, le plus connu étant le 7e régiment de chasseurs d'Afrique du lieutenant-colonel Alphonse S. Van Hecke à qui est dédié Le chant des Africains en 1943.
Les détracteurs des Chantiers font remarquer :
- l'implication active des Chantiers dans l'envoi de 16 000 jeunes au Service du travail obligatoire (STO) en Allemagne , la direction des Chantiers n'ayant rien fait contre cet envoi ;
- les chefs des Chantiers ne cherchent pas à rejeter les idées de la " Révolution Nationale ", assurant au contraire sa diffusion dans tous les groupements ; les chefs et instructeurs apparaissent être des " vichystes " convaincus et disciplinés ;  ils sont antisémites, anti-francs maçons, anti-partis de gauche de l'époque et opposés aux idées fondamentales de la IIIème  République ;
- le processus de résistancialisme des Chantiers n'a pas été soutenu par la direction des Chantiers de Jeunesse en tant que telle qui est toujours restée fidèle à Vichy (excepté en Afrique du Nord, après novembre 1942 et le débarquement des Alliés). Certes, des hommes issus des Chantiers se sont engagés dans la Résistance mais ils l'ont fait à titre individuel et cela n'impliquait pas l'organisation ;
- les chefs des Chantiers, que ce soit au début des Chantiers (en 1941/42) comme après le débarquement des Alliés en Afrique du Nord et après la victoire de Stalingrad (février 1943), n'appellent pas les jeunes à rejoindre la Résistance. La thèse et le livre de Christophe Pécout[5] analysent très bien ce mythe résistancialiste des Chantiers ;
- le général La Porte du Theil choisit de revenir d'Afrique du Nord en novembre 1942 au moment même du débarquement anglo-américain, au lieu de rejoindre le camp des Alliés anglo-saxons comme le firent les officiers de l'armée de l'armistice, vichystes, conduits par Darlan et Giraud .

Les défenseurs des Chantiers mettent en avant (outre la militarisation des Chantiers d'Afrique du Nord) :
- le sabotage des départs de jeunes pour le Service du travail obligatoire (STO) en Allemagne dans certains groupements (notamment ceux des Alpes) ;
- la prise en charge des jeunes des Chantiers partis de leurs groupements pour le STO en Allemagne dans le cadre de la "mission Chantier en Allemagne" à laquelle furent affiliés plusieurs dizaines de jeunes cadres des Chantiers volontaires pour les suivre et les encadrer (voir notamment le sous-titre suivant avec le cas de Georges Toupet) ;
- l'esprit de revanche animant les cadres, et notamment l'implication du lieutenant-colonel Van Hecke dans le « groupe des cinq » visant à faciliter le débarquement allié en Afrique du Nord ;
- une entreprise de camouflage : camouflage de jeunes Alsaciens (réfractaires à l'incorporation dans l'armée allemande) qui recevaient une fausse identité ; camouflage de certains matériels de l'armée d'armistice ;
- l'esprit de responsabilité de La Porte du Theil revenant d'Afrique du Nord vers le 10 novembre 1942 à l'égard d'environ 70 000 jeunes des Chantiers en métropole ;
- l'existence de rapports secrets établis par M.  de Brinon, délégué du gouvernement de Vichy à Paris, destinés à Pierre Laval critiquant très sévèrement les Chantiers du point de vue de leur manque de loyauté vis-à-vis du gouvernement et de leurs sentiments anti-allemands.

Lorsqu'ils envahissent la Zone sud, les Allemands ordonnent au gouvernement de Vichy de supprimer l'Armée d'armistice  le 27 novembre 1942 mais, divisés sur le sujet, ils choisissent de maintenir les Chantiers. Toutefois, ils modifient profondément leur implantation à partir de mars 1943 : les groupements de Provence, des Pyrénées et des Alpes sont délocalisés respectivement dans le Massif central, en Dordogne et dans les Landes. L'occupant craint en effet leur concours à un débarquement allié par la Méditerranée (groupements de Provence), le concours ou la participation à des évasions par l'Espagne (groupements des Pyrénées), ou l'aide aux maquis (groupements des Alpes). Le 20 septembre 1943, la Wehrmacht fait une série de contrôles musclés dans les trois quarts des groupements des Chantiers.
Plusieurs anciens des chantiers rejoignent la Résistance alors que d'autres passent en Afrique du Nord. Les stocks de vivres et de vêtements des Chantiers sont une proie classique pour les maquis en manque de tout. De multiples coups de main, bénéficiant parfois de complicités dans la place, permettent aux maquisards de faire main-basse sur ces dépôts. Cela explique que, sur nombre de photos, des maquisards sont habillés en uniformes des Chantiers de jeunesse, non prévus à cet effet au départ.

### Le destin du général de La Porte du Theil
C'est à partir de septembre 1943 que le général de La Porte du Theil, devant de nouvelles exigences allemandes qui auraient équivalu à l'envoi en Allemagne de la quasi-totalité des effectifs restant des Chantiers, refuse catégoriquement toute mise à disposition supplémentaire au bénéfice de l'occupant (d'où les contrôles musclés de la part de la Wehrmacht). Mais il décline également les invitations de la Résistance à la rejoindre ou à gagner Alger, pour continuer la lutte aux côtés des Anglo-saxons, après leur débarquement le 8 novembre 1942.  
Averti d'une arrestation imminente à la fin de décembre 1943, il refuse également de s'enfuir. Destitué par décret pris par le gouvernement de Vichy au tout début du mois de janvier 1944, il est arrêté le 4 janvier 1944 à son bureau de Châtel-Guyon par les Allemands et est emmené en Allemagne  pour être interné à Munich d'abord puis en Autriche où il sera libéré par un détachement de l'armée française le 4 mai 1945 et ramené sur le territoire national. 
Ses activités menées avant son arrestation  et son internement en Allemagne feront l'objet d'une instruction par une commission de la Haute cour de justice, à compter de juillet 1945. Cette instruction conduit la Haute cour de justice à émettre un non-lieu en 1947. Quatre raisons principales expliquent cet arrêt :
- les Chantiers de jeunesse ont agi comme rempart, pour la jeunesse, contre les influences allemandes ou collaborationnistes ;
- il n'est pas établi, malgré une centaine de témoignages des anciens chefs de groupements subordonnés à l'inculpé, que le général de La Porte du Theil a servi avec zèle les intérêts de l'occupant ; son caractère constamment germanophobe est même confirmé ;
- le général de La Porte du Theil refuse catégoriquement tout envoi ou mise à disposition de main-d'œuvre de membres des Chantiers en faveur de l'occupant à partir de septembre 1943 ;
- les anciens des Chantiers participent en nombre aux combats pour la Libération en 1944-1945 : 38 000 en provenance d'Afrique du nord, 60 000 engagés volontaires de métropole dans la période de juin à septembre 1944, puis 100 000 jeunes de la classe 1943 mobilisés à partir de janvier 1945.

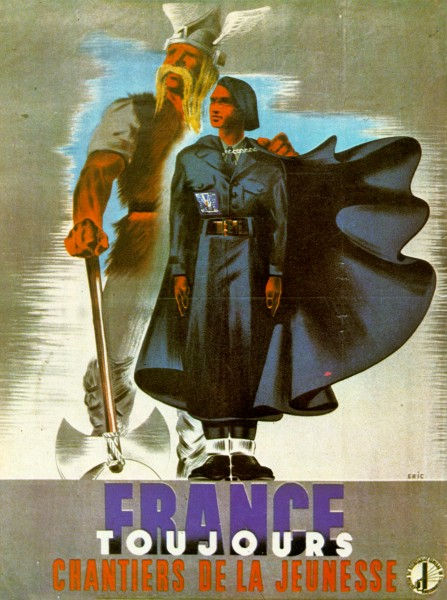
Affiche pour les Chantiers.

### En Allemagne pendant le Service du travail obligatoire
Dans le cadre de la loi sur le Service du travail obligatoire (STO) qui concerne les jeunes garçons nés en 1920, 1921 et 1922, les Chantiers mobilisent la classe appelée sous leurs drapeaux en novembre 1942, au nombre de 32 000 jeunes Français. 16 000 d'entre eux sont effectivement envoyés en Allemagne (Archives nationales [cote F60 1452 p.ex.]). Sur les 16 000 autres jeunes des Chantiers qui ne partent pas en Allemagne, 7 000 s'évanouissent dans la nature, parfois avec le concours des chefs de groupement (notamment dans la Province Alpes-Jura) et 9 000 sont astreints au travail obligatoire en France.
En Allemagne même, de nombreux chefs de chantiers requis sont partis avec leurs jeunes. Un certain nombre se portent volontaires pour aller les encadrer sur place, les groupements étant restés intacts. Jusqu'en 1945 y perdurent ainsi les pratiques d'une Révolution nationale discréditée dans la France occupée, puis disparue en France libérée : culte du Maréchal, cérémonies patriotiques collectives tels les levers de couleurs ou les "face-à-l'ouest", etc. Les chefs ayant redonné des uniformes à leurs jeunes démobilisés, on vit des jeunes Français défiler dans des rues d'outre-Rhin en uniforme, en rangs, bannières déployées, encadrés par leurs chefs, et parfois musique en tête.
Ces mêmes chefs, tout en restant pour la plupart indéfectiblement pétainistes, contrecarrent aussi la propagande des extrémistes de la collaboration, par exemple en dissuadant les jeunes du STO de s'engager dans la Waffen SS. Ils luttent également pour une amélioration des conditions d'existence dans les camps de travailleurs civils.
L'expérience la plus connue est celle mise en œuvre par le jeune chef Georges Toupet en Silésie. Âgé de quelque 25 ans, il parvient à prendre la tête d'un camp à la dérive regroupant 2 500 travailleurs français, et situé à deux pas du complexe d'extermination d'Auschwitz-Birkenau. Lui et ses adjoints luttent contre le laisser-aller, la saleté, le manque d'hygiène, l'alcoolisme et le recours à la prostitution, développent une riche vie culturelle, sportive et éducative, et rétablissent spectaculairement l'ordre et la discipline. Parallèlement, Toupet participe à une filière d'évasion de prisonniers de guerre et à un réseau de renseignement allié, auquel il communique des informations sur le camp de la mort voisin.
Si les Allemands apprécient au début la discipline et l'organisation efficace des Chantiers, qui peuvent servir à maintenir l'ordre parmi des milliers de jeunes travailleurs forcés exilés, les relations se tendent progressivement. Au total, sur près de 200 chefs de chantiers présents dans le Reich, une trentaine paient de leur vie des actes de résistance avérés ; à peu près autant subissent une arrestation prolongée ou une déportation en camp de concentration dont ils ne sont pas toujours revenus.
Quant aux jeunes gens envoyés en Allemagne par les Chantiers, beaucoup d'entre eux, sans forcément pardonner à l'institution de les avoir livrés au STO, reconnaissent du moins ne pas avoir été laissés livrés à eux-mêmes outre-Rhin. La vie en groupe, le prestige de l'uniforme et la discipline présentent aussi pour eux des avantages.

## Organisation
Afin de ne pas apparaître aux yeux de l'occupant comme une organisation militaire, les Chantiers sont placés sous la tutelle du secrétariat d'État à l'Éducation nationale et à la jeunesse. Après l'arrestation de La Porte du Theil, les Chantiers passent sous le contrôle du Ministre du travail et de la production industrielle, Jean Bichelonne, un collaborationniste responsable de la mise en œuvre du Service du travail obligatoire. Ce changement accentue leur transformation en un vivier de main-d'œuvre au service de l'occupant, en France comme en Allemagne.
Le Commissariat général coordonne les commissariats régionaux. Chaque commissariat régional supervise une école de cadres et 8 à 10 groupements, assimilables à des régiments, de 1 500 à 2 200 hommes. Chaque groupement est divisé en 6 à 12 groupes, assimilables à des compagnies de 150 à 200 hommes chacune. Les groupes sont divisés en équipes.

### Le Commissariat général
Basé à Châtel-Guyon (Puy-de-Dôme) au "Splendid Hôtel", il est dissous le 17 juin 1944. Jusque là, il se compose :
- du cabinet ;
- de la 1re section : organisation, commandement, service social ;
- de la 2e section : personnel, effectifs et contentieux ;
- de la 3e section : éducation ;
- de la 4e section : budget ;
- de la 5e section : travaux ;
- de la 6e section : santé ;
- de la 7e section : transports et rencontres ;
- du service intérieur et aumônerie ;
- de la liaison Vichy ;
- de la zone occupée ;
- de l'école d'administration ;
- de l'école féminine sociale ;
- de l'établissement hippique des CJF à Chamberet (Corrèze), créé en mars 1941 et dissous le 24 février 1944;
- du magasin général sanitaire ;
- et de la musique nationale des CJF, créée en mars 1941 et dissoute en juillet 1944.
- Groupement no 42 "la Marne", basé à Châtel-Guyon (Puy de Dôme). Dissous le 30 novembre 1943. Devise : "En l'avant, hardiment". Publication : Au cœur des chantiers

### Les commissariats régionaux

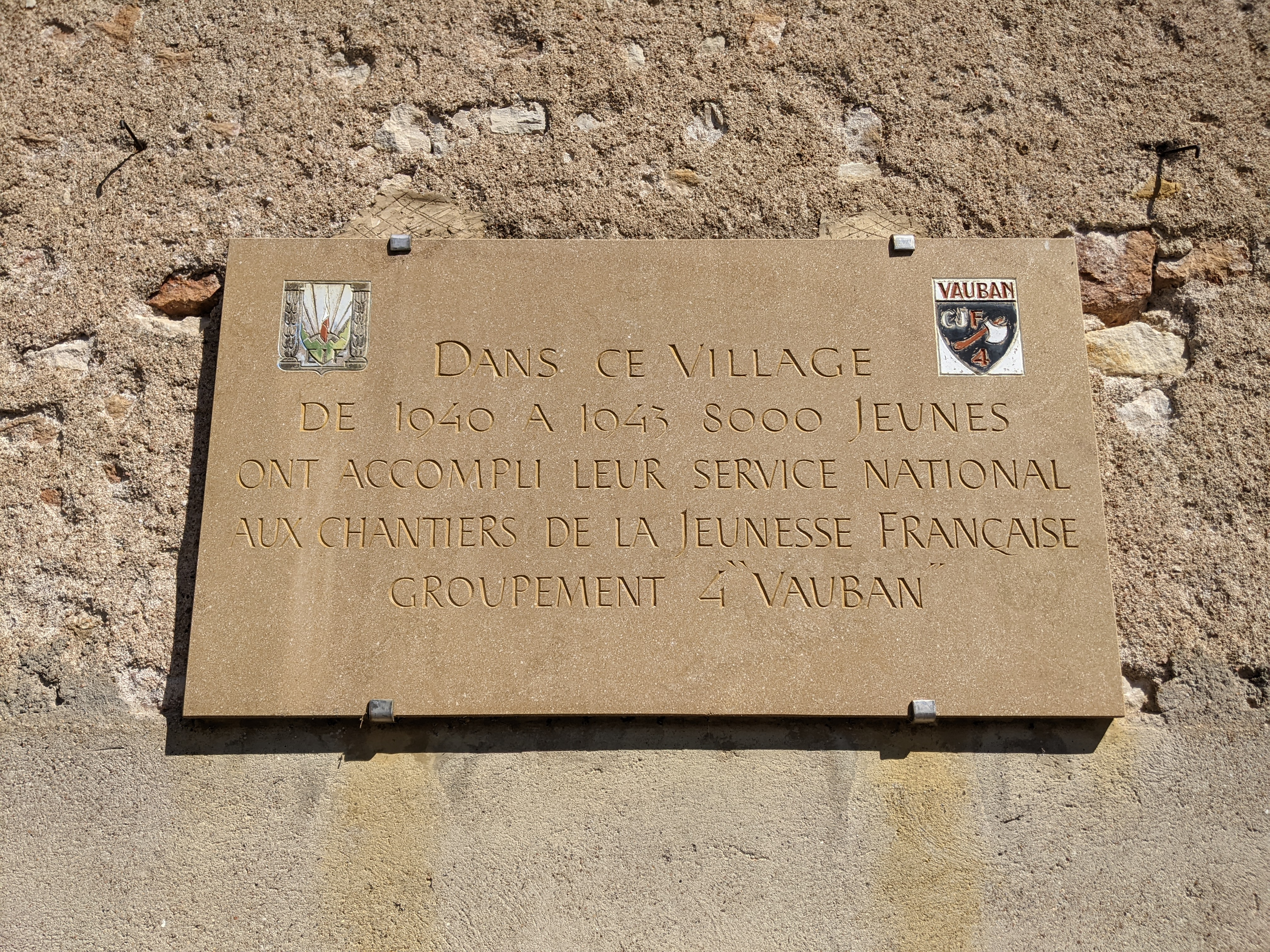
Plaque en hommage au groupement no 4 Vauban à Cormatin.

Le Commissariat régional pour la Province d'Alpes-Jura
- Commissariat régional, basé à Lyon (Rhône). Devise : "Faire face". Publication : Jeunesse des Alpes et du Jura
- École régionale des chefs nommée Psichari, basée à Collonges-au-Mont-d'Or (Rhône). Devise : "Croire, aimer, servir". Promotions : Promotion "Alain de Fayolle" du 15 au 25 juin 1941 – Promotion "Desplat" du 8 décembre 1941 au 24 août 1942 – Promotion "Roland-Morillot" du 15 novembre au 23 décembre 1942 – Promotion "Marquis-de-Morès" de février 1943 au 30 août 1943 – une cinquième promotion prévue en octobre 1943 ne voit jamais le jour, les Allemands ayant demandé la fermeture de l'École[7].

La province comprend, à sa création, les chantiers :
- Groupement no 2 "Jehan-de-Vienne", basé à Crotenay (Jura). Dissous le 30 novembre 1943. Devise : "Comtois, rends-toi, nenni, ma foi". Publication : En flèche. Groupes : 1/ "France" puis "France d'abord", 2/ Groupe des Sioux, puis Groupe Kayak, 3/ "les capitaines", 4/ Groupe des grands vents, 5/ "de l'empire français", puis Charles de Foucauld, puis "Empire colonial", 6 /"Cluny", 7 / "de la montagne" puis "les bâtisseurs", et de nouveau "de la montagne", 8 /inexistant ?, 9 /"chevalier d'Assas" et aussi appelé "groupe des sources", 10 /"de la Marine", 11 / "de la jeunesse ardente".
- Groupement no 3 "Bournazel", basé à Bourg (Ain). Dissous le 30 novembre 1943. Devise : "Droit au but". Publication : Chanteclerc. Groupes : 1/ Laperrine, 2/ Gouraud, 3/ Bugeaud, 4/ Faidherbe, 5/ De Brazza, 6/ De Foucauld, 7/ Lyautey, 8/ Gallieni, 9/ La Pérouse, 10/ René Caillé, Groupe de direction : Marchand.
- Groupement no 4 "Vauban", basé à Cormatin (Saône-et-Loire), puis à Paray-le-Monial (Saône-et-Loire) en octobre-novembre 1943. Dissous le 30 novembre 1943. Devise : "La sueur épargne le sang". Publication : Vauban. Groupes : 1/ Briançon, 2/ Brest, 3/ Verdun, 4/ Bayonne, 5/ Dunkerque, 6/ Toulon, 7/ Metz, 8/ Strasbourg, 9/ Douai, 10/ Lille, Groupe de direction : Belfort.
- Groupement no 7 "Le fier", basé à Rumilly (Haute-Savoie)[8]. Créé le 17 août 1940, dissous le 9 août 1943. Devise : "Il faut que France continue". Publication : L'écho du Clergeon (no 1 le 18 août 1940) puis Le fier à partir de 1941. Groupes : 1/ Le regain, 2/ Grand Nord, 3/ Hurlevent, 4/ La Remonte, 5/ Le Dru, 6/ L'Effort, 7/ Sur le Rocher, 8/ Le Hardi, 9/ Le Renouveau, 10/ L'Élan, 11/ L'Espoir.
- Groupement no 8 "La Relève", basé à Le Châtelard (Savoie), puis à Captieux (Gironde) en octobre-novembre 1943[9]. Créé en septembre 1940, versé à la production industrielle le 1er février 1944. Devise : "France, debout !". Publication : Court-circuit. Groupes : 1/ Lyautey, 2/ Roland, 3/ Bayard, 4/ Mermoz, 5/ De Bournazel, 6/ Guynemer, 7/ Charcot, 8/ Saint Georges, 9/ Les Aigles, 10/ Du Plessis, 11/ Colbert.

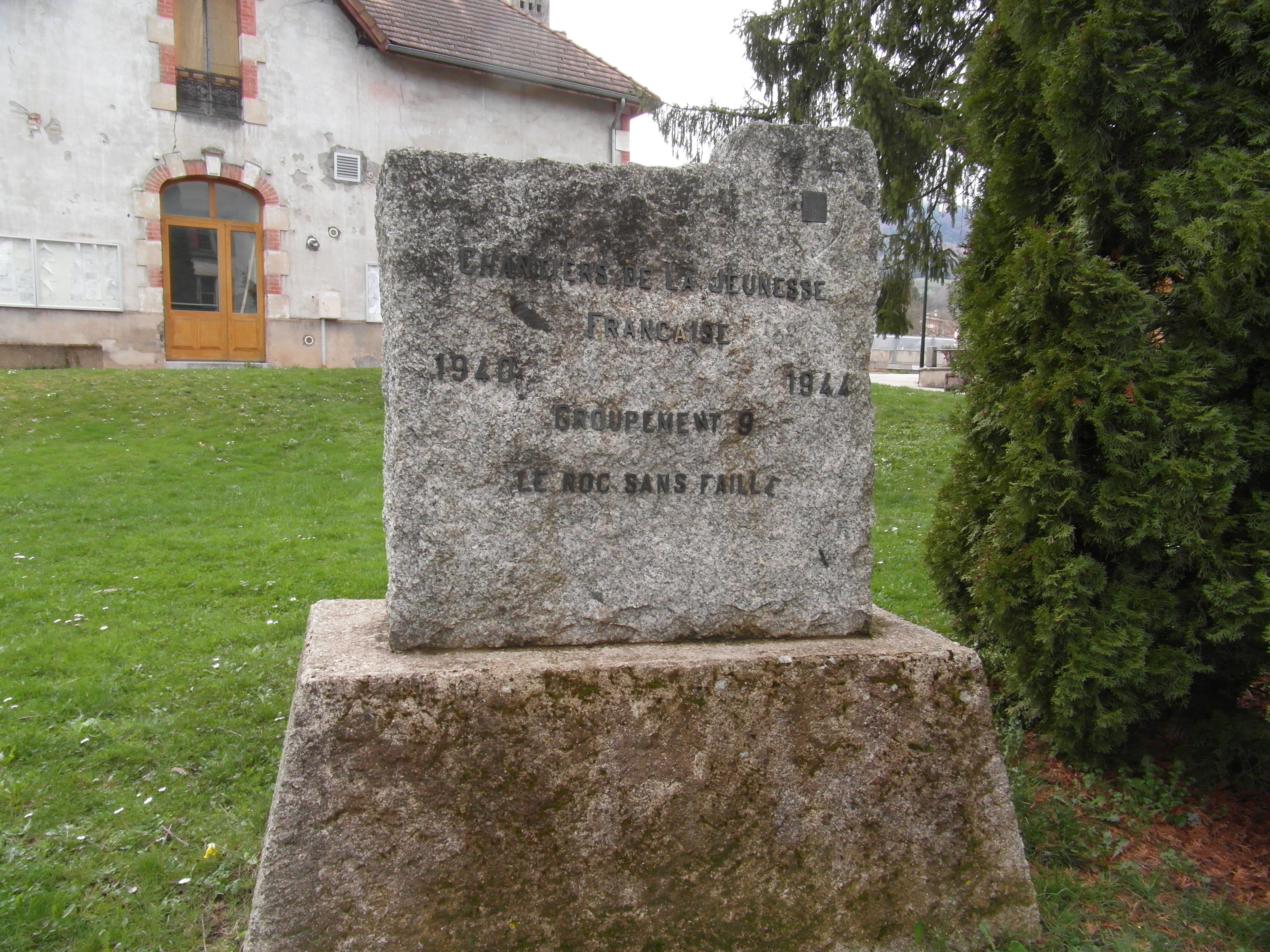
Monument au groupement 9 érigé à Monestier-de-Clermont.

- Monument au groupement 9 érigé à Monestier-de-Clermont. Groupement no 9 "Le roc", basé à Monestier-de-Clermont (Isère) puis à Saint-Magne (Gironde) en octobre-novembre 1943[10]. Créé le 15 août 1940, versé à la production industrielle le 1er février 1944. Devise : "Sans faille". Publication : Le Roc. Groupes : 1/ Roland, 2/ Montcalm, 3/ Rivière-Atlantique sud, 4/ De Foucault, 5/ Lyautey-Lorraine, 6/ Du Guesclin, 7/ Bournazel, 8/ Bayard, 9/ Turenne, 10/ Saint Louis, 11/ Mangin.
- Groupement no 10 "La Grande-Chartreuse", basé à Saint-Laurent-du-Pont (Isère), puis à Sore (Landes) en octobre-novembre 1943[11]. Créé en août 1940, versé à la Production Industrielle le 1er février 1944. Devise : "Pour la France et de bon cœur". Publication : La cognée. Groupes : 1/ Le Billon, 2/ Chartrousette, 3/ La Ruchère, 4/ Malamille, 5/ Brevardière, 6/ Perquelin, 7/ Les Échelles, 8/ Miribel, 9/ Marfay, 10/ Fourvoirie puis Curière, 11/ Saint-Laurent-du-Pont, SES. Ces noms correspondent aux implantations des groupes.
- Groupement no 11 "Vercors", basé à Villard-de-Lans (Isère). Dissous le 30 novembre 1943. Devise : "Faire face". Publication : Faire face. Groupes : 1/?, 2/?, 3/?, 4/?, 5/?, 6/?, 7/ Le Peuil, 8/?, 9/?, 10/?, 11/? Variantes : le groupe 7 Le Peuil existe en deux fabrication Paquet de Grenoble : un avec un dos plat, un modèle avec dos "matricé"
- Groupement no 12 "Belledonne", basé à Saint-Martin-d'Uriage (Isère) puis Vizille et Moustey (Landes) en octobre-novembre 1943[12]. Créé le 7 septembre 1940, versé à la Production Industrielle le 1er février 1944. Devise : "À force d'honneur". Publication : La cordée. Groupes : 1/ De Foucault, 2/ Foch, 3/ Mermoz, 4/ Guynemer, 5/ Sidi Brahim, 6/ Jean de Vienne, 7/ Lyautey, 8/ Le chamois, 9/ De Freydière, 10/ Point du jour, 11/ Le chardon
- Groupement no 43 "Sidi-Brahim", basé à Artemare (Ain) puis Toctoucau (Gironde) en octobre-novembre 1943[13]. Créé le 1er juin 1941, versé à la Production Industrielle le 1er février 1944 à la poudrière de Saint-Médard-en-Jalles (Gironde). Devise : "Serrons les dents". Publication : Le téméraire. Groupes : 1/ Général Dosse, 2/ Général Béjart, 3/ Montvernier, 4/ Général Touchon, 5/ Général Gratier, 6/ Général Cartier, 7/ Dunkerque, 8/ Colonel Driant, 9/ Narvik, 10/ Lieutenant de Labaume, École des chefs / École de Foucault.

Le Commissariat régional pour la Province d'Auvergne
- Commissariat régional, basé à Clermont-Ferrand (Puy-de-Dôme). Devise : "À moi Auvergne ; pour la France, plus haut". Publication : L'Aiguillon
- École régionale des chefs, basée à Theix par Saint-Genès-Champanelle (Puy-de-Dôme) ouvre en mars 1941. Devise : "Fides Intrepida" ("Une foi intrépide"). Promotions : Promotion "Maréchal-Lyautey" du 31 mars au 17 juin 1941 – Promotion "Amiral-Darlan" du 28 juillet 1941 au 27 août 1941 – Promotion "Général-Weygand" du 5 octobre 1941 au 28 janvier 1942 – Promotion "Maréchal-Foch" du 26 octobre au 15 septembre 1943 – Promotion "Le flambeau" du 26 octobre au 23 décembre 1942 – Promotion "Verdun" du 2 mars au 23 décembre 1942 – Promotion "Général-Laperrine" du 17 octobre au 9 décembre 1943 – Promotion "Les plaideurs" de janvier au 14 juin 1944[7].

La province comprend, à sa création, les chantiers :
- Groupement no 1 "Maréchal Pétain", basé en forêt de Tronçais (Allier). Créé le 25 avril 1940, dissous le 9 mai 1944, versé à la Production Industrielle. Devise : "Prendre parti hardiment". Publication : Bulletin du groupement 1. Groupes : 1/ Alsace Lorraine, 2/ Lyautey, 3/ De Foucault, 4/ Jehanne d'Arc, 5/ Vercingétorix, 6/ Galliéni, 7/ Bayard, 8/ Faidherbe, 9/ groupe des Chamignoux, 10/ Bonaparte, 11/ Foch
- Groupement no 5 "Lyautey", basé à Pontgibaud (Puy-de-Dôme). Dissous le 30 novembre 1943. Devise : "Bâtir". Publication : France, ralliement. Groupes : 1/ Péguy (1er contingent) puis Jeanne d'Arc, 2/ Charcot, 3/ Bayard, 4/ Guynemer, 5/ De Bournazel, 6/ Verdun, 7/ Francis Garnier, 8/ Gouraud, 9/ Du Plessis, 10/ Jean Bart, 11/ Sidi Brahim (Groupe de Direction)
- Groupement no 20 "Turenne", basé à Lapleau (Corrèze) puis Le Ripault (Indre-et-Loire) en septembre-octobre 1943[14]. Créé en octobre 1940, dissous le 30 novembre 1943. Devise : "Avec loyauté, servir". Publication : Servir. Groupes : 1/ Weygand, 2/ Jeanne d'Arc, 3/ Chevalier d'Assas puis La Tour d'Auvergne, 4/ Sully, 5/ Charcot, 6/ de Bournazel, 7/ Roland puis Pol Lapeyre, 8/ Surcouf, 9/ Saint Christophe puis Général Janssen, 10/ Lyautey puis Bonaparte, 11/ Colbert.
- Groupement no 21 "Gallieni", basé à Renaison (Loire) puis Les Noës (Loire) le 15 novembre 1942 et à Roanne (Loire) en septembre-octobre 1943. Dissous le 30 novembre 1943. Devise : "Quand même". Publication : Pavillon haut ou La Francisque. Groupes : 1/Aquitaine, 2/ Flandres, 3/ Lorraine, 4/ Languedoc, 5/ Béarn, 6/ Provence, 7/ Alsace, 8/ Bretagne, 9/ Ile-de-France, Poitou (centre de stage), Berry (Groupe de Direction)
- Groupement no 22 "La-Tour-d'Auvergne" puis "Joffre", basé à Messeix (Puy-de-Dôme). Créé en août 1940, dissous le 30 novembre 1943. Devise : "Par nous, il renaîtra". Publication : France-Montjoie. Groupes : 1/ Mermoz, 2/ Soldat inconnu puis Saumur, 3/ Guynemer, 4/ ?, 5/ D'assas, 6/ Hoche, 7/ De Bournazel, 8/ Jeanne d'Arc, 9/ Verdun, 10/ Lyautey, 11/ De Lesseps (Groupe de Direction)
- Groupement no 32 "Jacques-Cœur", basé à Uzay-le-Venon (Cher) puis à Bruère-Allichamps (Cher) le 5 novembre 1942. Créé le 5 ou 6 août 1940, dissous en mars 1944. Devise : "À vaillant cœur, rien d'impossible". Publication : Cœur de France. Groupes : 1/ Colbert, 2/ Dupleix, 3/ Surcouf puis Mangin, 4/ Mermoz, 5/ Monjoie, 6/ Lyautey, 7/ Foch puis Sully, 8/ Charcot, 9/ Péguy, 10/ Jean Bart, 11/ Vauban
- Groupement no 32. Il semblerait qu'une équipe Mermoz, avec la devise toujours plus haut (devise du Groupe 3, groupement 32), ait été versée à la production industrielle, à la fonderie de Foug (appartenant à la fonderie de Pont à Mousson) près de Nancy. Un fanion de cette époque semble confirmer cette thèse.
- Groupement no 34 "Sully", basé à Mézières-en-Brenne (Indre) puis à La Rochelle (Charente-Maritime). Créé le 4 ou 5 août 1940, dissous en juin 1944 et transféré aux chantiers bleus de la production industrielle. Devise : "Haut les cœurs". Publication : La Brenne. Groupes : 1/ Lyautey, 2/ Bayard, 3/ Charcot, 4/ de Foucault, 5/ de Bournazel, 6/ Mermoz, 7/ Weygand, 8/ Turenne, 9/ Vauban, 10/ La Flamme puis Guynemer, 11/ Colbert
- Groupement no 39 "De Foucauld", basé à Montmarault (Allier) puis à Boulouris (Var) en mars 1944. Créé le 10 septembre 1940, dissous en mars 1944. Devise : "Jamais arrière". Publication : Le Passe-Partout, puis La Bouble. Chefs du groupement : Grange, Kunstler, Allard, puis Coat pour le sous-groupement 204 en 1944. Groupes : 1/ Bayard, 2/ De Bournazel, 3/ Davout, 4/ Dunkerque, 5/ D'Assas-Gironde, puis D'Assas, 6/ Maréchal de Villars, 7/ Lyautey, 8/ Montjoie, puis Bonaparte, 9/ Mermoz, 10/ Verdun, puis Sidi Brahim, 11/ Guynemer.
- Groupement no 40 "Les Arvernes" (chantier disciplinaire), basé à Murat (Cantal) puis à Hourtin (Gironde). Créé par l'article 4 de la loi du 18 janvier 1941, dissous le 30 novembre 1943. Devise : "Honneur et discipline". Publication : De là-haut. Groupes : 1/ Sidi Bel Abbès, 2/ Verdun puis Sidi Brahim, 3/ Lyautey puis Dixmude, 4/ Le Téméraire, 5/ Bayard, 6/ Sully, 7/ Pasteur puis Pol Lapeyre, Groupe de direction / Bournazel[15]
- Groupement no 44 "Jeanne-d'Arc", basé à Courpière (Puy-de-Dôme) puis Tarbes (Hautes-Pyrénées) en octobre-novembre 1943. Dissous le 30 novembre 1943. Devise : "France, toujours". Publication : L'étendard

Le Commissariat régional pour la Province du Languedoc
- Commissariat régional, basé à Montpellier (Hérault). Devise : "Prendre parti hardiment". Publication : Itinéraires
- École régionale des chefs ("L'Espelido"), basée au camp des "quatre seigneurs", près de Montpellier (Hérault) ouvre le 1er mars 1941. Devise : "Un Chef, une foi". Promotions : Promotion "Les pionniers" du 2 mars à juin 1941 – Promotion "Notre drapeau" du 1er août 1941 au 30 septembre 1941 – Promotion "Djibouti" de novembre 1941 au 29 août 1942 – Promotion "La marseillaise" du 26 octobre au 15 septembre 1943 – Promotion "Le flambeau" du 26 novembre 1942 au 18 juillet 1943[7]

La province comprend, à sa création, les chantiers :
- Groupement no 6 "De-Gévaudan" puis "Calendal" le 1er mai 1941, basé à Marvejols (Lozère), Laudun (Gard) du 1er mai 1941 en avril 1943, Marvejols (Lozère) d'avril à septembre 1943 et Saint-Étienne (Puy de Dôme) jusqu'à sa dissolution. Créé le 26 août 1940, dissous le 30 novembre 1943. Devise : "Mestie vau Baronie". Publication : Gévaudan. Groupes : 1/ Dunkerque, 2/ Albatros, 3/ Alsace-Lorraine, 4/ Lyautey, 5/, Du Guesclin, 6/ Saint-Louis, 7/ Le Coq, 8/ Etchenou, 9/ De Foucault, 10/ Verdun, 11/ Guynemer.
- Groupement no 18 "Chevalier-d'Assas", basé à Le Vigan (Gard) puis Maurs (Cantal) à partir d'avril 1943. Créé à l’hiver 1940, dissous le 1er décembre 1943. Devise : "D'aucun ne second". Publication : L'Aigoual. Groupes : ?/ Charcot, 3/ de Foucauld, 10/ L'aiglon
- Groupement no 19 "Dixmude", basé à Meyrueis (Lozère) puis à Aguessac (Aveyron) à partir du 15 novembre 1942. Dissous en mai-juin 1944 à Meyrueis. Devise : "Ça suit". Publication : Ça suit
- Groupement no 23 "Malgré", basé à Saint-Pons (Hérault) jusqu'au 24 mars 1943 puis à Lodève (Hérault), Aguessac (Aveyron) le 3 juin 1943 et Toulouse (Haute Garonne) en septembre-Octobre 1943. Dissous le 1er février 1944 à Toulouse et versé à la production industrielle. Devise : "Malgré les obstacles ". Publication :" Malgré ". Groupes ou camps : ?/ Camp Charcot (Les Verreries), 2/ Weygan (Foncontal), 9/ Lyautey, 11/ Saint Pons
- Groupement no 24 "Le Pourquoi pas ?", basé à Lodève (Hérault), Saint-Pons-de-Thomières (Hérault), Saint-Affrique (Aveyron) du 20 mars au 1er juillet 1943 et Tulle (Corrèze) en septembre-Octobre 1943. Créé le 28 août 1940, dissous le 30 novembre 1943. Devise : "Droit au but". Publication : Le coup de hache ou Pourquoi pas ?. Groupes : 1/ Duguay-Trouin, 2/ Surcouf, 3/ Jean Bart, 4/ Lyautey, 5/ Jeanne d'Arc, 6/ Saint Georges, 7/ Roland, 8/ De Bournazel, 9/ Vercingétorix, 10/ Bayard, 11/ Charcot, 12 / De Foucault.
- Groupement no 25 "Roland", basé à Le Bousquet-d'Orb (Hérault), à Lunas (Hérault) en août 1941 puis à Mauriac (Cantal) en mars-juillet 1943. Créé le 20 août 1940, dissous le 30 novembre 1943[16]. Devise : "Camaraderie, discipline". Publication : l'Élan et L'écho de Roland. Groupes : 1/ Commandant Cébrié, 2/ Maginot puis Weygand, 3/ Guynemer, 4/ Durandal, 5/ Jean Bart, 6/ Verdun, 7/ De Foucault, 8/ Lyautey, 9/ Du Guesclin, 10/ Mermoz, 11/ Alsace-Lorraine, 12 / De Foucault.
- Groupement no 35 "De la Montagne Noire", basé à Labruguière (Tarn). Créé en 1940 ?, dissous en mai 1944 et affecté aux chantiers bleus de la Production Industrielle à Perpignan et Montlouis. Devise : "Droit devant". Publication : La montagne noire.
- Groupement no 45 "Saumur", basé à Saint-Hippolyte-du-Fort -Anduze (Gard) puis à Brioude (Haute-Loire). Créé le 1er juin 1940, dissous le 1er février 1944. Devise : "Tout droit". Publication : Saumur. Groupes : 1/?, 2/?, 3/?, 4/ Caravelle (voilier), 5/?, 6/?, 7/?, 8/?, 9/?, 10/?, 11/?

Le Commissariat régional pour la Province de Pyrénées-Gascogne
- Commissariat régional, basé à Toulouse (Haute Garonne). Devise : "Servir et espérer". Publication : Espoir.
- École régionale des chefs (Saint-Louis), basée au château de l'Espinet, Montaudran (Haute Garonne), est ouverte en avril 1941. Devise : "Chef et apôtres". Promotions : Promotion "France" se termine le 19 juillet 1941 – Promotion "Alsace-Lorraine" – Promotion "Lyautey" du 8 février à juin 1942 – Promotion "Verdun" – Promotion "chef Boullet" de novembre 1942 au 1er août 1943 ; Hommage au Commissaire Boullet, mort en service le 12 avril 1943. – Promotion composée de "Cyrards" de la promotion "Charles de Foucauld", sortie fin 1943[7].

La province comprend, à sa création, les chantiers :
- Groupement no 26 "Le Camp-des-maréchaux" et "Les Loups", basé à Saint-Gaudens (Haute-Garonne) puis à Sauveterre-de-Comminges (Haute-Garonne), Felletin (Creuse), Le Tuzan (Gironde). Créé en août 1940, versé à la Production industrielle le 1er février 1944. Devise : "Ferveur". Publication : Les loups de Comminges. Groupes : 1/ Lannes, 2/ Galliéni, 3/ Franchet d'Esperey, 4/ Kellermann, 5/ Augereau, 6/ Mac Mahon, 7/ Bugeaud, 8/ Ney, 9/ Turenne, 10/ Murat, 11/ Camps des maréchaux.
- Groupement no 27 "Mangin", basé à Brassac et Bénac (Ariège), puis à Aigueperse (Puy-de-Dôme). Créé à la fin du mois d'août 1940, délocalisé en 1943 à Aigueperse où, en 1944, existera aussi le sous-groupement 202. Devise : "Toujours prêts", puis "Servir". Publication : Hardi. Groupes : 1/ d'Assas, 2/ Gouraud, 3/ de Bournazel, 4/ Charcot, 5/ Bayard puis Bugeaud, 6/ Mermoz, 7/ Lyautey, 8/ de Foucauld, 9/ Dupleix, 10/ Guynemer, 11/ Groupe de Direction, Jean Bart.
- Groupement no 28 "Péguy", basé à Castillon-en-Couserans (Ariège), puis Saint-Germain-des-Prés (Dordogne) et Bergerac (Dordogne). Créé en août 1940, déplacé en Dordogne en mars 1943, enfin affecté au service de la Poudrerie de Bergerac fin août 1943. Devise : "Travail, notre fortune". Publication : L'écho de Castillon. Groupes : 1/ Nancy, 2/ Metz, 3/ Strasbourg, 4/ Domremy, 5/ Bouvines/Valmy, 6/ Sarreguemines, 7/ Calais, 8/ Luneville, 9/ Dunkerque, 10/ J.E.S.
- Groupement no 29 "Bugeaud", basé à Formiguères (Pyrénées-Orientales), puis à Saint-Amans-Valtoret (Tarn) le 15 novembre 1942, Argelès au 1er octobre 1943 (Pyrénées-Orientales) et Pissos (Landes) en octobre-novembre 1943. Créé en août 1940, versé à la Production Industrielle le 1er février 1944. Devise : "Pour la seule France, toujours ". Publication : L'élan.
- Groupement no 30 "Foch", basé à Saint-Pé-de-Bigorre (Hautes-Pyrénées) mise en place de circuits qui ont bénéficié aux enfants de confession juive, poursuivis par les Nazis[réf. nécessaire], puis Argentat (Corrèze) et Toulouse (Haute-Garonne). Créé le septembre 1940 ?, versé à la Production industrielle le 1er février 1944. Devise : "Travailler, c'est servir". Publication : Le Gave. Commandé par Jean Morin, et François Missoffe, futur ministre du général de Gaulle. Groupes : 1/ Dunkerque, 2/ Flandres, 3/ Alsace, 4/ Dixmude, 5/ Argonne, 6/ Vercors, 7/ Yser, 8/ Marne, 9/ Douaumont, 10/ Somme, 11/ Groupe de Direction, Verdun.
- Groupement no 31 "Guynemer", basé à Arudy (Pyrénées-Atlantiques) puis à Barbaste (Lot-et-Garonne). Versé à la Production industrielle le 1er février 1944. Devise : "Faire face". Publication : La Cigogne. Groupes : 1/ Picardie, 2/ Bretagne, 3/ Béarn, 4/ Savoie, 5/, Gascogne, 6/ Auvergne, 7/ Vendée, 8/ Normandie, 9/ Flandres, 10/ Ile-de-France, 11/ Provence.
- Groupement no 36 "Montcalm", basé à Casteljaloux (Lot-et-Garonne) puis à Sainte-Livrade (Lot-et-Garonne). Dissous le 15 novembre 1942. Devise : "Manibus nostris patria vivet" ("De nos mains, notre pays vivra"). Publication : Renaissance.
- Groupement no 38 "Jean-Mermoz", basé à Argelès-Gazost (Hautes-Pyrénées) puis à Nontron (Dordogne) et à Belin (Gironde). Versé à la Production Industrielle le 1er février 1944. Devise : "Impossible, jamais". Publication : L'arc en ciel. Groupes : 1/ Verdun, 2/ Marne, 3/ Champagne, 4/ Grand Couronné, 5/ Flandres, 6/ Yser, 7/ Dunkerque, 8/ Artois, 9/ Vosges, 10/ Argonne, 11/ Groupe de Direction, France
- Groupement no 47 "Pol-Lapeyre", basé à Gabarret (Landes) puis à Casteljaloux (Lot-et-Garonne). Versé à la Production Industrielle le 1er février 1944. Devise : "Tenir". Publication : Renaissance

Le Commissariat régional pour la Province de Provence
- Commissariat régional, basé à Marseille (Bouches-du-Rhône). Devise : "Pas à pas". Publication : Jeunes de Provence.
- École régionale des chefs, basée à Le Lavandou (Var). Créée le 1er février 1941. Devise : "Tu serviras". Promotions : Promotion "Ardente relève" du 15 mars au 19 juin 1941 – Promotion "Pionniers du Maréchal" d'août à novembre 1941 – Promotion nom inconnu du 15 mars à septembre 1942 – Promotion "Provence blessée"[7].
- École d'alimentation, basée à Hyères (Var)

La province comprend, à sa création, les chantiers :
- Groupement no 13 "Bonaparte", basé à Cavaillon (Vaucluse). Dissous le 1er octobre 1943. Devise : "Ordre et grandeur". Publication : Lubéron-Durance.
- Groupement no 14 "Du Guesclin", basé à Die (Drôme)[17]. Créé à la fin du mois d'août 1940, dissous le 30 novembre 1943. Devise : "Je maintiendrai". Publication : Je maintiendrai. Groupes : 1/ Charcot, 2/ Guynemer, 3/ Lyautey, 4/ Bournazel, 5/ De Foucault, 6/ Bayard, 7/ Jacques Cartier, 8/ De Brazza, 9/ Roland, 10/ Laperrine.
- Groupement no 15 "Esterel", basé à Agay (Var) puis à Saint-Jean-en-Royans (Drôme) le 15 novembre 1942 et à Valence (Drôme) en juin 1944. Dissous en 1944. Devise : "Noblesse oblige, Esterel autant". Publication : L'Esterel. Groupes : 1/ Dramont Marine, 5/ Esterel Pionniers, 7/ Michel Detroyat, 8/ Saint Louis, 9/ Jacques Cartier, 10/ Renaissance.
- Groupement no 16 "Forêt-du-Rouet", basé à Le Muy (Var) puis à Manosque (Alpes-de-Haute-Provence). Dissous le 9 août 1943. Devise : "Qui monte en chantant". Publication : L'Alouette. Groupes : 1/ Jeanne d 'Arc, 2/ Joffre puis Foch, 3/ De Bournazel, 4/ Foucauld, 5/ Guynemer, 6/ Lyautey, 7/ Saint Louis, 8/ Bayard, 9/ Verdun, 10/ Roland, 11/ Finlande (Groupe de Direction)
- Groupement no 17 "Mistral", basé à La Plage d'Hyères (Var). Dissous le 30 novembre 1943. Devise : "Servir, finir". Publication : Le mistral.
- Groupement no 33 "Le-Ventoux", basé à Nyons (Drôme) puis à Lussolle (Landes) en septembre-octobre 1943. Créé en mars 1941, dissous le 1er octobre 1943. Devise : "À cœur vaillant, rien d'impossible". Publication : L'aurore ou Le Ventoux
- Groupement no 37 "Bayard", basé à Gap-Charance (Hautes-Alpes). Dissous le 15 novembre 1942. Devise : "Sans peur et sans reproche". Publication : Remountaren
- Groupement no 46 "Suffren", basé à Le Cannet-des-Maures (Var).groupement 7, compagnie Lafayette. Dissous le 1er février 1944. Devise : "Ardi Jouinesso" (en provençal : "Hardie, jeunesse"). Publication : Ardi Jouinesso (en provençal : Hardie, jeunesse). Groupes : 1/?, 2/?, 3/?, 4/?, 5/?, 6/?, 7/?, 8/ Faire face, 9/?, 10/ Brazza, 11/ Agnely

Le Commissariat régional pour la Province d'Afrique du Nord
- Commissariat Régional, basé à Alger (Algérie), dissous le 7 novembre 1942. Devise : "Par nous la France renaîtra". Publication : Rebâtir.
- École régionale des chefs, basée à Fort-de-l'Eau (Algérie), créée le 1er avril 1941. Devise : "S'instruire pour mieux servir". Promotions : Promotion "?" du 30 avril au 30 août 1941 – Promotion "?" du 11 avril au 20 octobre 1942[7].

La province comprend, à sa création, les chantiers :
- Groupement no 101 "Weygand", basé à Camp Boulhaut (Maroc). Dissous le 14 novembre 1942. Devise : "Virtute et viribus" ("Par la vertu et la force"). Publication : Renouveau.
- Groupement no 102 "Dunkerque", basé à Tlemcen (Algérie). Dissous le 14 novembre 1942. Devise : "Je maintiendrai". Publication : Plein vent
- Groupement no 103 "Isly", basé à Cherchell (Algérie). Dissous le 14 novembre 1942. Devise : "Quand même". Publication : Quand même. Groupes : 1/ Bayard, 2/, 3/ Joffre, 4/, 5/, Pétain, 6/ Weygand, 7/ Ney, 8/ ?, 9/ ?, 10/ Guynemer, 11/ Murat, Groupe de Direction / Jeanne d'Arc.
- Groupement no 104 "Lamoricière", basé à Djidjelli (Algérie). Dissous le 14 novembre 1942. Devise : "Joie dans l'effort". Publication : Jeunes.
- Groupement no 105 "Saint-Louis", basé à Tabarka (Tunisie). Créé le 15 octobre 1940, dissous le 28 novembre 1942 et devient le dépôt no 105. Devise : "Un pour tous et tous pour un". Publication : Résurrection.
- Groupement no 106 "Franchet d'Esperey", créé à Bizerte puis basé à Sbeïtla (Tunisie). Créé le 1er juillet 1941, dissous le 1er février 1943, devient le 106e Bataillon de Travailleurs Tunisiens (BTT), chargé de la garde des Prisonniers de Guerre de l'Axe (PGA). Le 1er décembre 1943 transformé en 106e Bataillon de marche tunisien (BTT) puis en 4e Régiment de zouaves (4e RZ), le 16 août 1944[18]. Devise : "El Aina, Truckel, Saic" (en arabe : "Cette voie est la source du bonheur"). Puis d'existence éphémère :? ? ?
- Groupement no 107 "Laperrine", basé dans l'Ouarsenis (Algérie) [réf. nécessaire]. Créé en mai 1942, dissous le 14 novembre 1942. Devise : "Le lion lutte et ne trahit pas".
- Groupement no 108 "?", basé à Bir-el-bey (Tunisie). Créé 8 février 1943, dissous en avril 1943

### La fin des Chantiers
- Du 20 mars au 1er juillet 1943 : déplacement de 16 groupements frontaliers.
- De juin-juillet 1943 : création de 8 sous-groupements qui sont dissous en août-septembre 1943 : no 150 à Saint-Rémy-de-Provence (Bouches du Rhône) – no 151 à Paray-le-Monial (Saône-et-Loire) – no 152 à Bergerac (Dordogne) – no 153 à Orange (Vaucluse) – no 154 à Sorgues (Vaucluse) – no 155 à Lescar (Pyrénées Atlantique) – no 156 à Saint-Martin-du-Touch (Haute Garonne) – no 157 à Carcassonne (Aude).
- Puis 3 groupements : no 150 à Cavaillon, créé le 1er octobre 1943 avec des éléments du groupement 16 dissous et du sous-groupement 150 – no 153 à Orange, créé le 1er octobre 1943 par la fusion des sous-groupements 153 et 154 et d'éléments des groupements 16 et 17 dissous – no 158 à Toulouse, créé le 1er février 1944 avec des éléments du groupement 30 et les sous-groupements no 155, no 156 et no 157.
- Et enfin 11 sous-groupements : – no 201 en Forêt de Tronçais (Allier, arrondissement de Montluçon et canton de Cérilly pour sa plus grands superficie), créé le 1er mars 1944, dissous le 1er juin 1944 – no 202 à Aigueperse (Puy-de-Dôme), créé le 1er mars 1944 – no 203 à Bruère-Allichamps (Cher), créé le 1er mars 1944 – no 204 à Montmarault (Allier), créé le 1er mars 1944 – no 205 à Bourg (Ain), créé le 1er mars 1944 – no 206 à Poligny (Jura), créé le 1er mars 1944 – no 207 à Sathonay (Ain), créé le 1er mars 1944 – no 208 à Les Noes (Loire), créé le 1er mars 1944 – no 209 à Robion (Vaucluse), créé le 1er mars 1944 – no 210 à Aguessac (Aveyron), créé le 1er mars 1944 – no 211 à Labruguiere (Tarn), créé le 1er mars 1944.

### Les autres Chantiers
Deux organisations similaires ont également existé :
- Jeunesse et montagne, encadrée par des officiers de l'armée de l'air, dissous le 1er février 1944
- Chantiers de jeunesse de la marine, encadrés par des officiers de la marine nationale, dissous en 1943

On estime le nombre de personnes passées par les Chantiers entre 300 000 et 500 000. Début 1943, l'effectif permanent s'élève à quelque 60 000 jeunes. On estime à 16 000 le nombre de jeunes des Chantiers envoyés directement au STO en Allemagne depuis leur groupement.

## Les insignes
Insigne général
Vers la fin du mois d'octobre 1940, le général Joseph de La Porte du Theil demande aux responsables "des travaux" du Commissariat général de Châtel-Guyon (63) de lui proposer un projet d’insigne. Le colonel Créange, ancien combattant de 1914-1918, propose un croquis hâtif, avec le "triptyque" finalement retenu : les épis de blé, le drapeau tricolore et le soleil levant sur un horizon de verdure.
- Les épis symbolisent la régénération de la France par la formation ou l'éducation de sa jeunesse, l'idée étant d'en recueillir les fruits ultérieurement.
- Le drapeau français "tombant" symbolise la France : il ne mérite pas d'être représenté déployé à cause de la défaite, mais les épis sont là pour nourrir l'espoir qu'un jour il le sera de nouveau.
- Le soleil symbolise l’espoir. Il se lève au-dessus de la verdure, environnement des camps de jeunesse. Sur la version en métal de l’insigne, des tentes sont ajoutées sur le fond vert. Elles représentent le seul abri des pionniers des camps de jeunesse qui, en août et septembre 1940, ne disposent que d’une toile de tente individuelle pour s’abriter, dans le meilleur des cas.

Ce dessin est mis en forme par Gabriel Séjourné, étudiant aux Beaux-arts. Les premiers exemplaires semblent avoir été livrés fin 1940.
De cet insigne général, il y eut plusieurs variantes, en tissu et en métal, au fil des retirages. Les insignes en tissu de grandes dimensions sont portés sur la poitrine, du côté droit. Ils sont également cousus sur le béret mais dans ce cas ils sont en plus petite dimension, et présentent parfois le numéro du groupement. Le modèle en tissu pour poitrine est le seul réglementaire et fait l’objet d’une publication au Journal officiel en 1941.
En ce qui concerne les différentes variantes des insignes tissés de poitrine, il est difficile aujourd'hui de les replacer chronologiquement. Les différences sont relatives à la couleur du fond (bleu, noir, vert), aux dimensions plus ou moins grandes, et aussi à la mention "CJF" ("Chantiers de la jeunesse française") qui ne figure pas sur le dernier tirage.
Une modification significative du dessin intervient à partir de fin 1943. Un modèle très sobre sur fond noir, sans mention "CJF", sans soleil ni verdure, est mis à la disposition des usines d’armement sous tutelle de la "Production industrielle" (travaillant pour le compte de l’occupant), à partir de septembre 1943. Cet insigne semble n'avoir été porté que par les cadres. "Insigne brodé en soie pour les officiers et en coton pour les jeunes, se porte sur la poche droite des effets de dessus".

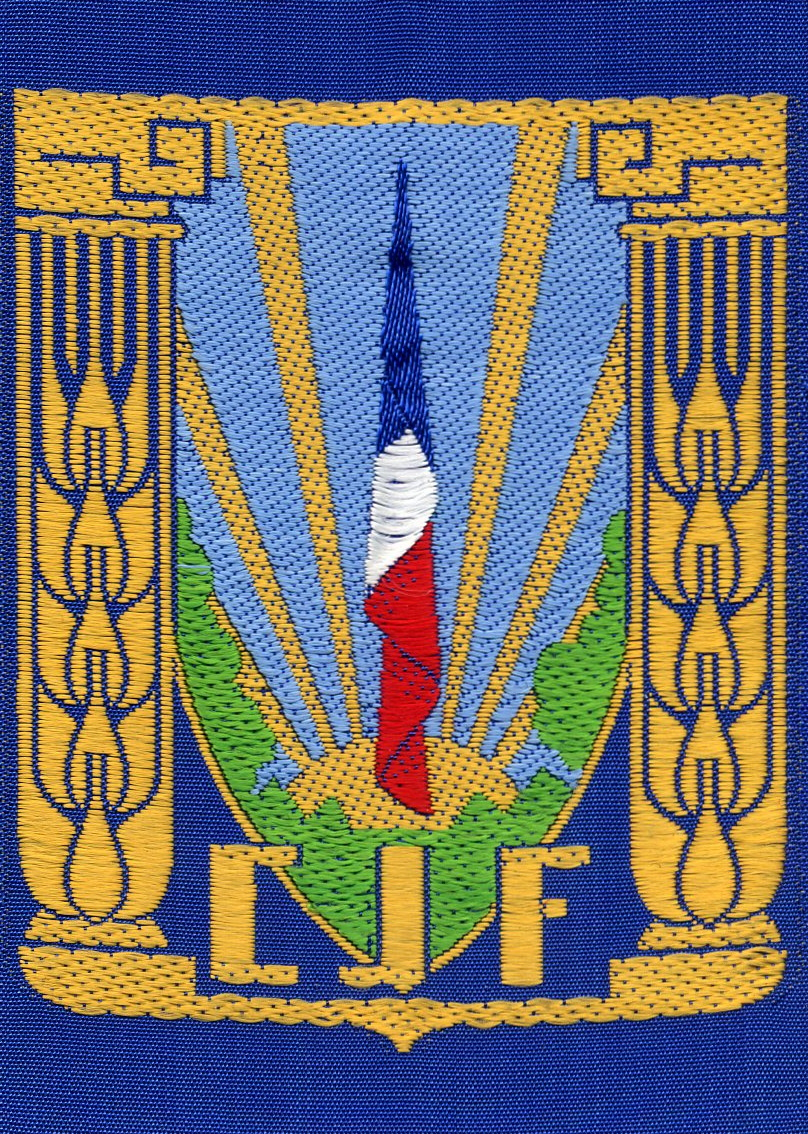
insigne du CJF (1er modèle) bleu.
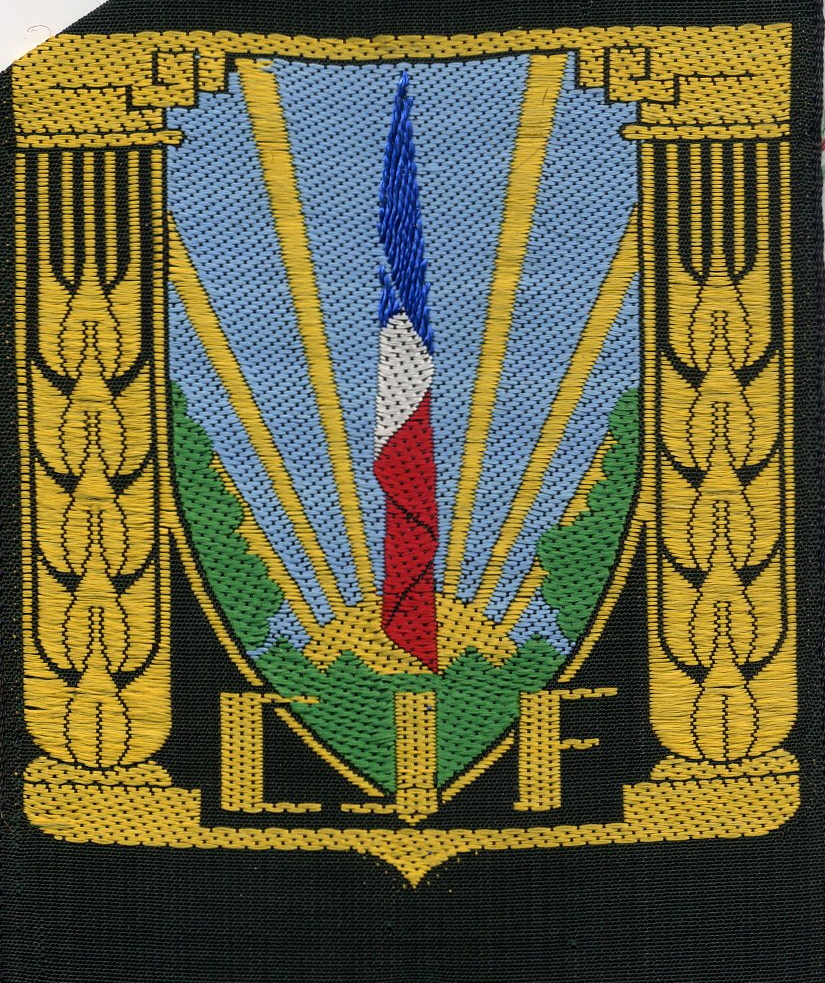
insigne du CJF (1er modèle) noir.
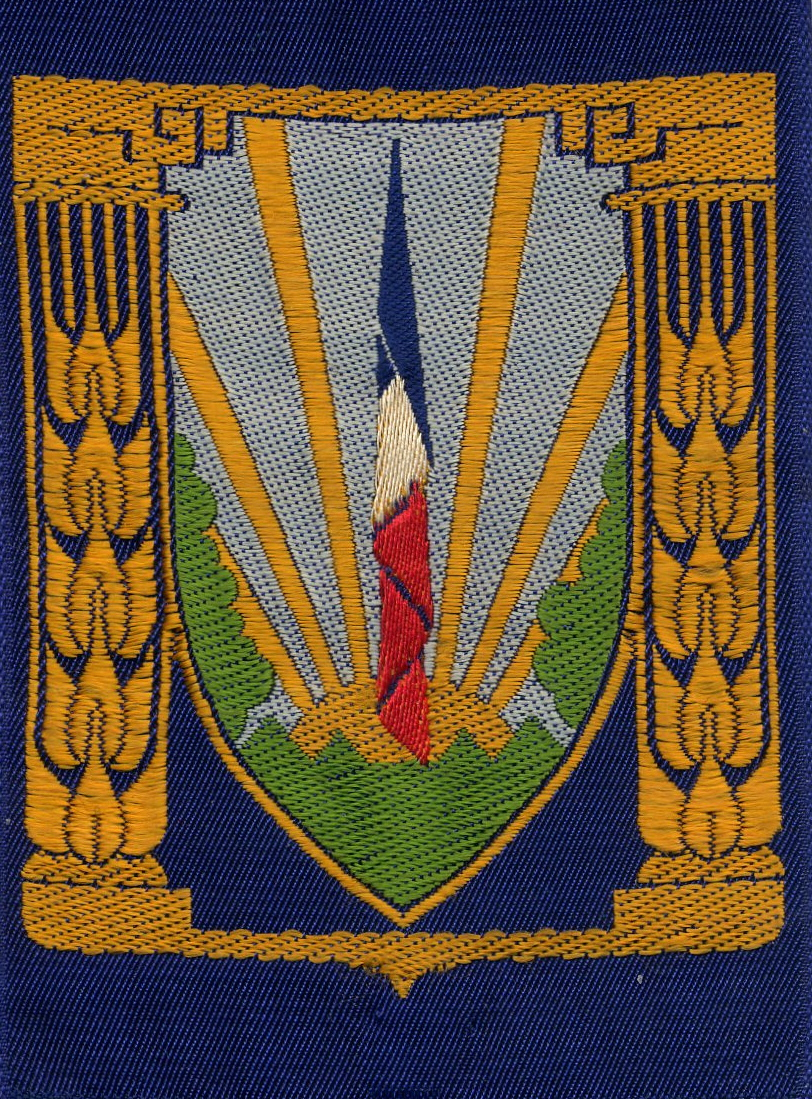
insigne du CJF (2e modèle).
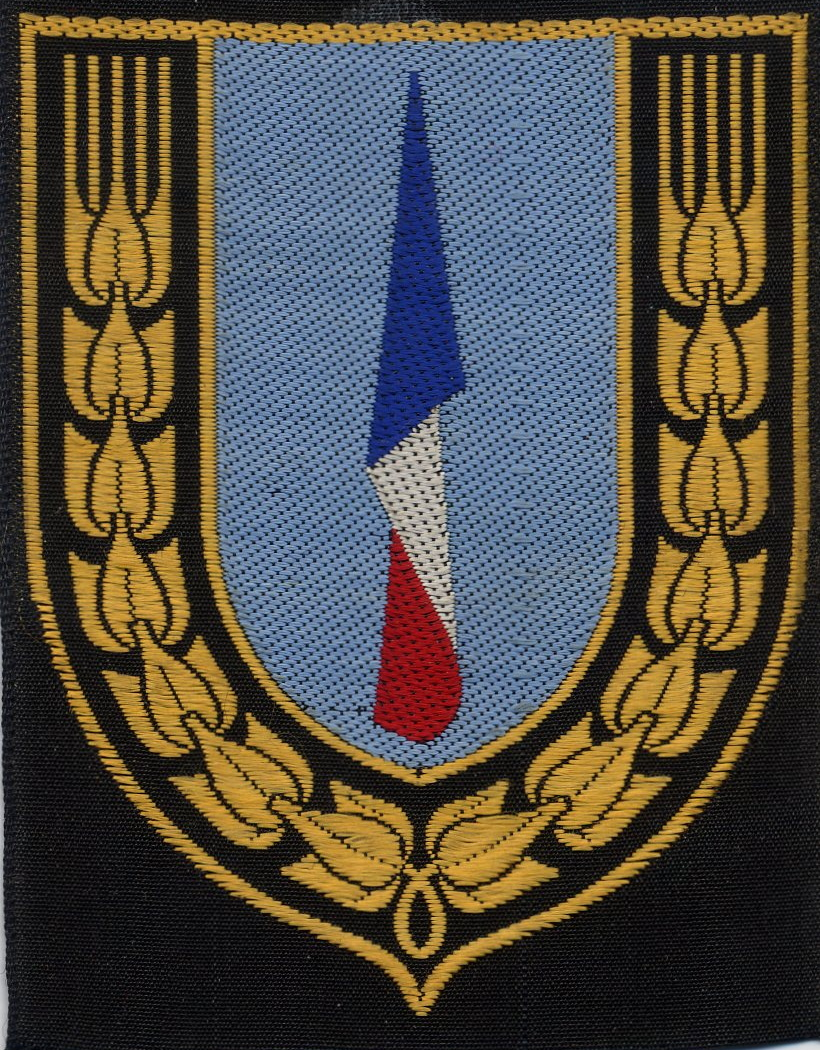
insigne de la Production industrielle.

Insignes de l'École des chefs administratifs

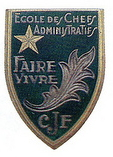
Insigne en métal de l'École des chefs administratifs.
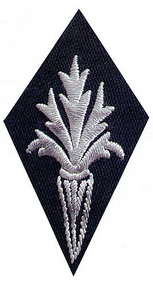
Insigne en tissu de l'École des chefs administratifs.

Insignes des Commissariats régionaux et Écoles régionales des chefs

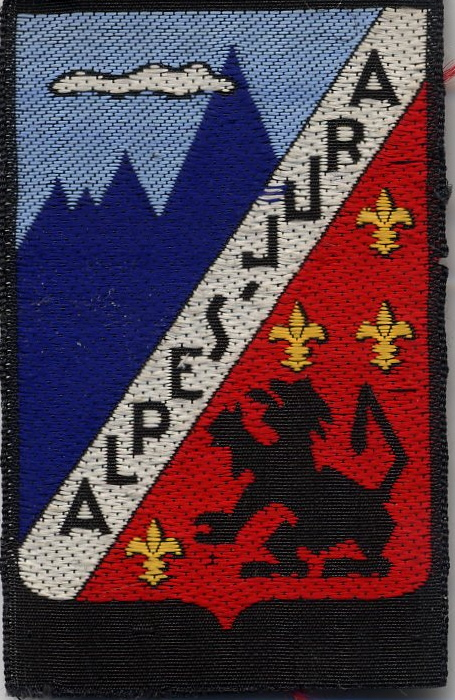
Insigne du Commissariat régional pour les Alpes-Jura.
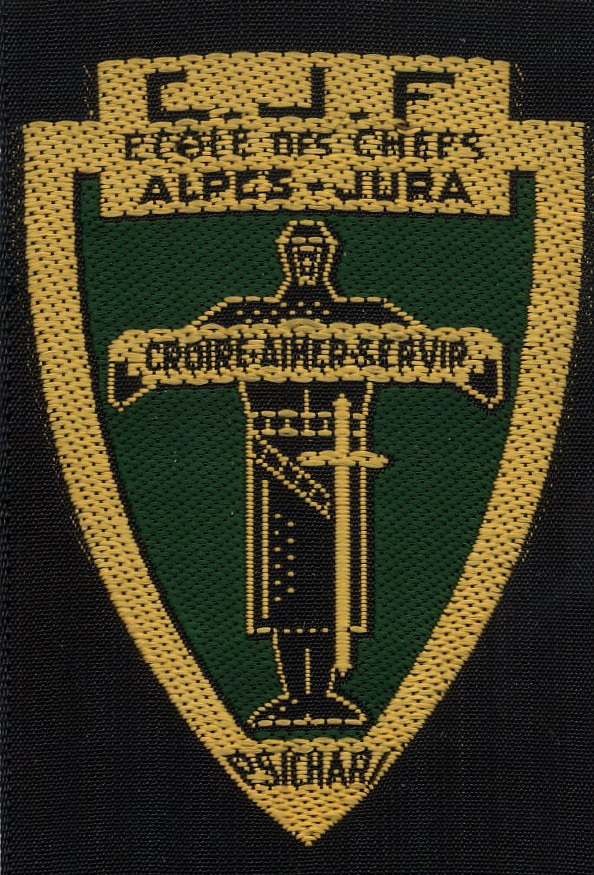
Insigne de l'École des chefs pour les Alpes-Jura.

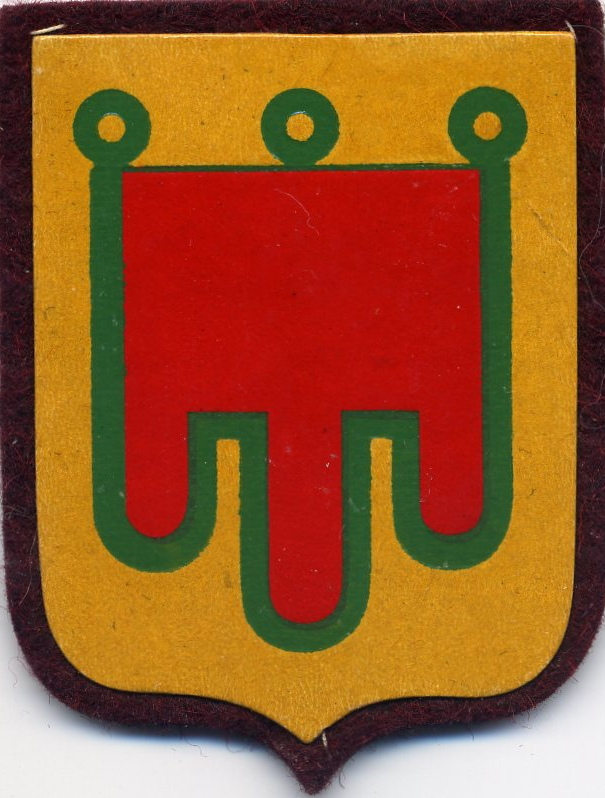
Insigne du Commissariat régional AUVERGNE (1er modèle).
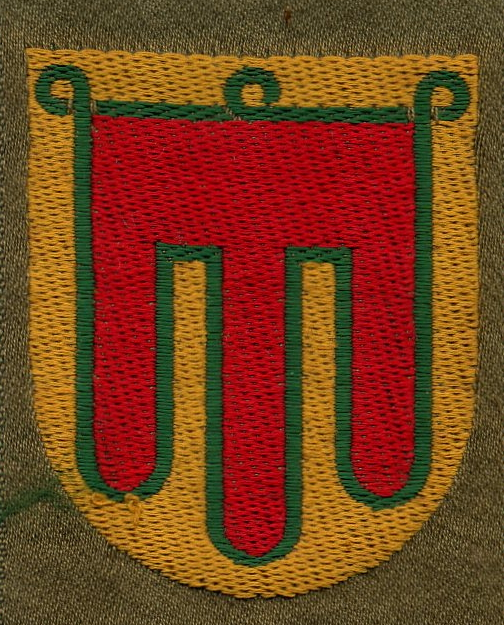
Insigne du Commissariat régional AUVERGNE (2e modèle).
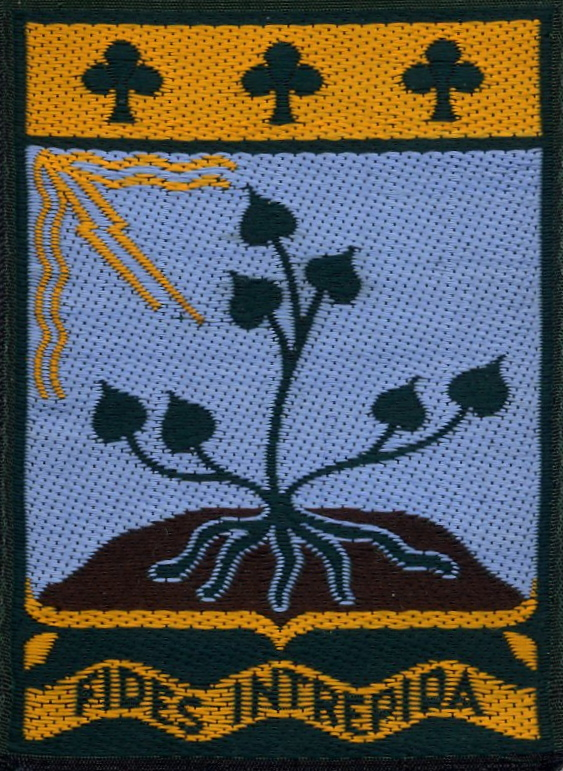
Insigne de l'École des Chefs AUVERGNE.
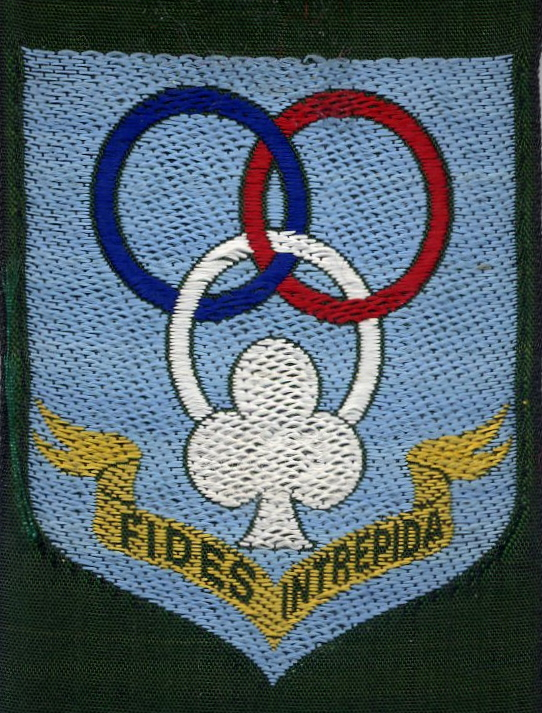
Insigne de l'École des Sports AUVERGNE.
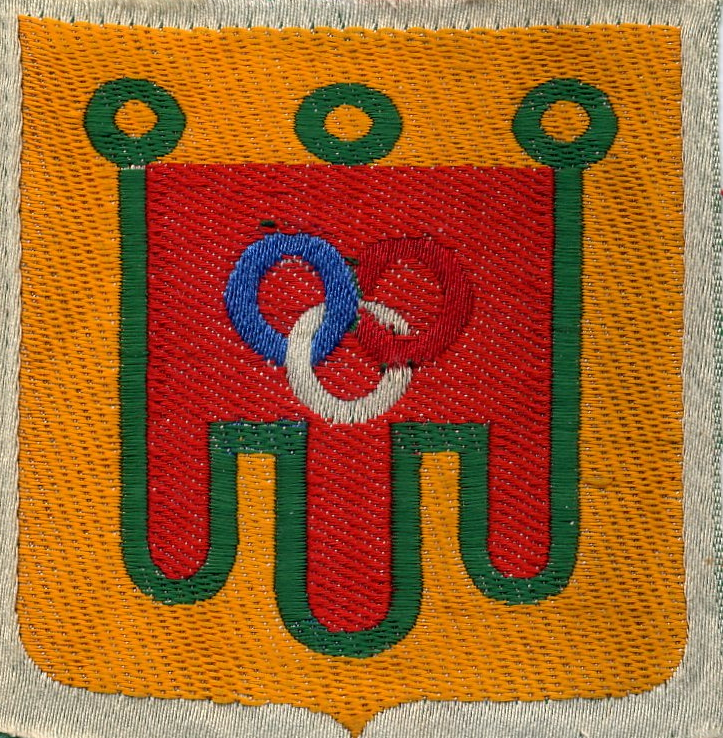
insigne de l'École des Sports AUVERGNE (projet).

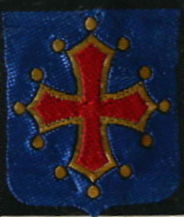
Insigne du Commissariat régional LANGUEDOC.
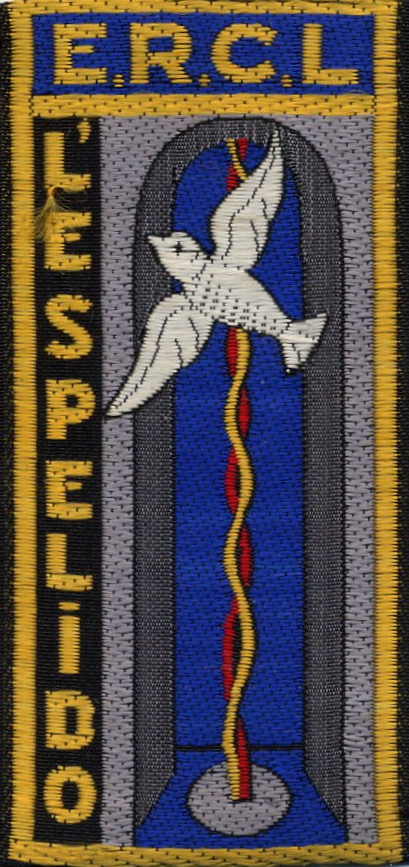
Insigne de l'École des Chefs LANGUEDOC.

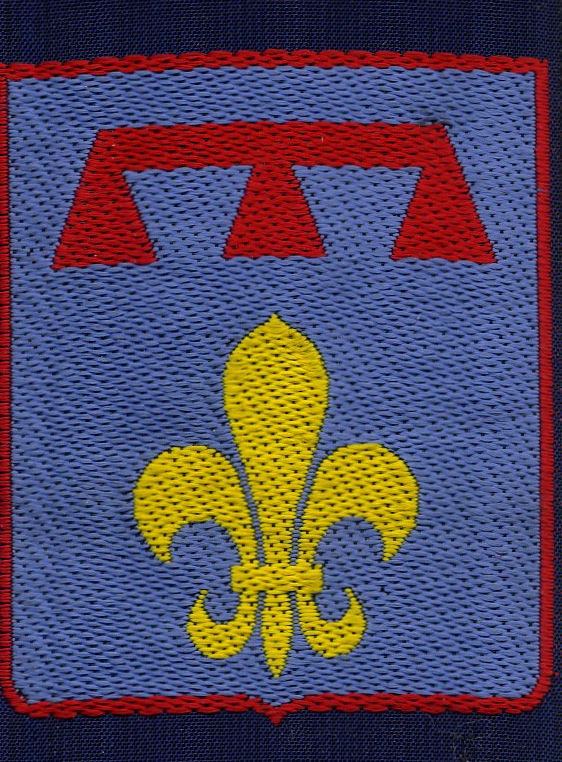
Insigne du Commissariat régional PROVENCE.
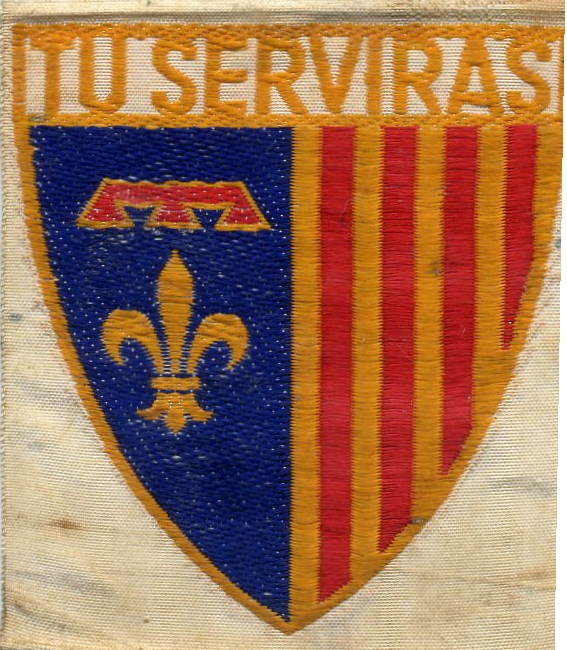
Insigne de l'École des Chefs PROVENCE.

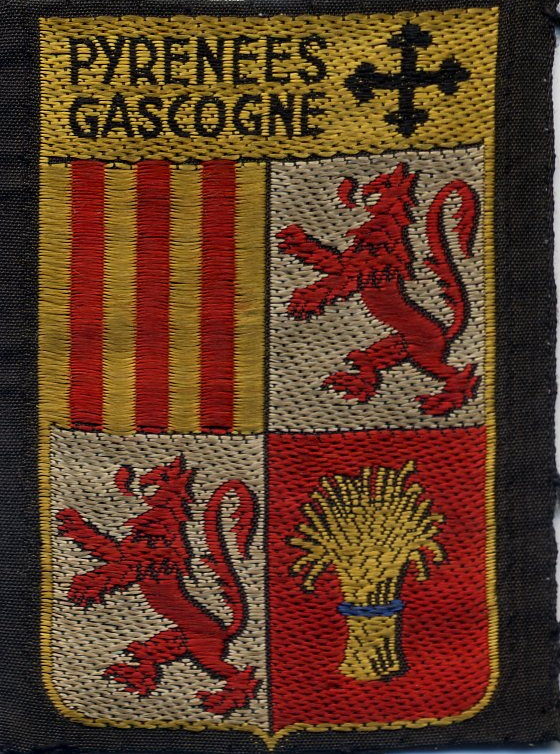
Insigne du Commissariat régional PYRENEES-GASCOGNE.
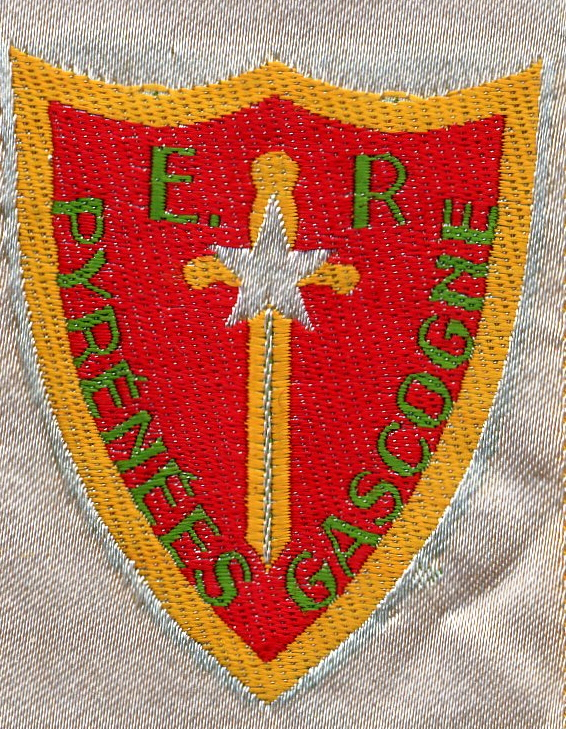
Insigne de l'École des Chefs PYRENEES-GASCOGNE (1er modèle).
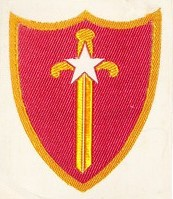
Insigne de l'École des Chefs PYRENEES-GASCOGNE (2e modèle).

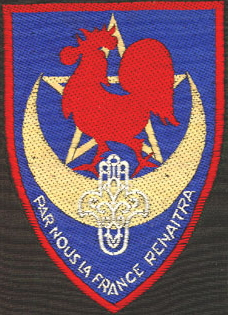
Insigne du Commissariat régional AFRIQUE DU NORD.
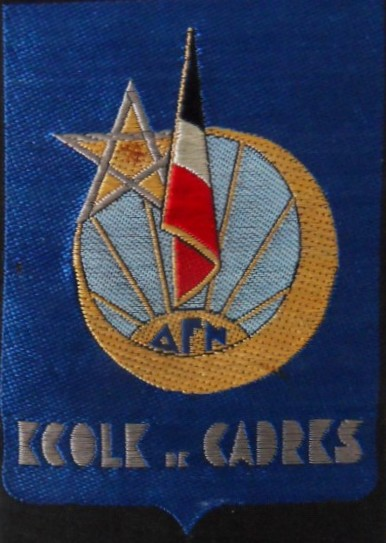
Insigne de l'École des Chefs AFRIQUE DU NORD.

Insignes des Écoles de spécialistes

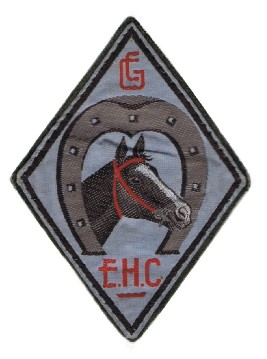
Insigne de l'Établissement Hippique des Chantiers.
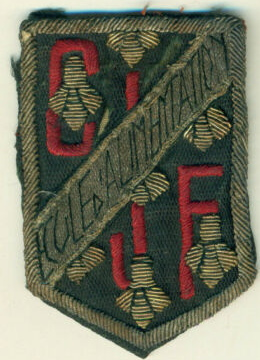
Insigne de l'École d'Alimentation des Chantiers.

Insignes tissus des Groupements
L'insigne est porté sur le bras gauche, l'extrémité supérieure de celui-ci à 8 cm en dessous de l'épaule.
Le premier modèle des groupements 3, 15, 23, 30 et 38 est une fabrication en moleskine sur lequel le motif a été appliqué. Généralement, cette moleskine était posée sur un support en feutrine à la couleur du groupe. Le groupement 41 n'a pas existé. Le groupement 107 d'Afrique du nord n'a pas eu d'insigne en raison de son existence éphémère. Le groupement 108, créé par le Commissaire Tartarin après le débarquement allié de novembre 1942 et resté fidèle à Vichy, a adopté l'insigne des régiments de zouave de l'armée d'armistice, la seule différence venant du croissant de lune désormais en cannetille or.

La création du Service du travail obligatoire a notamment pour conséquence la création de sous-groupements mis à la disposition de l'occupant (travaux sur aérodromes…), devenus groupements fin 1943. Ils portent les numéros de 150 à 158 ; Seuls les groupements 151 et 153 semblent avoir eu un insigne.

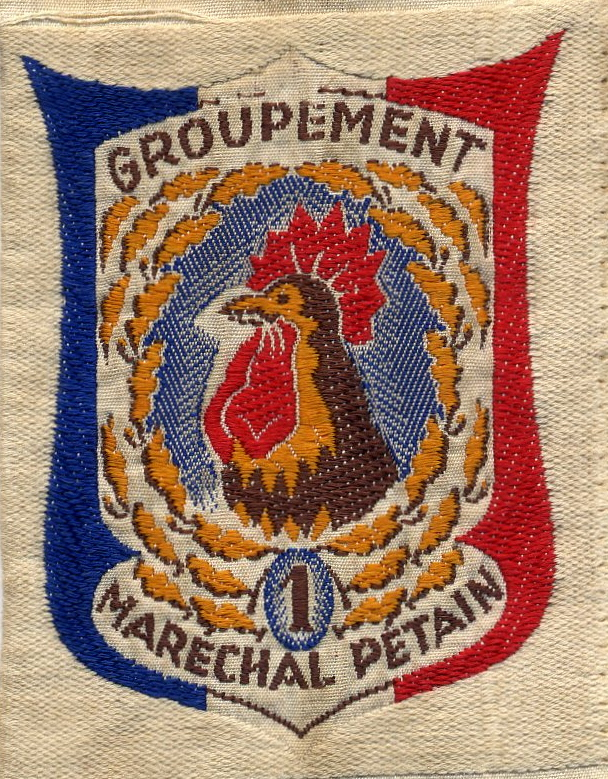
Insigne du CJF 1.
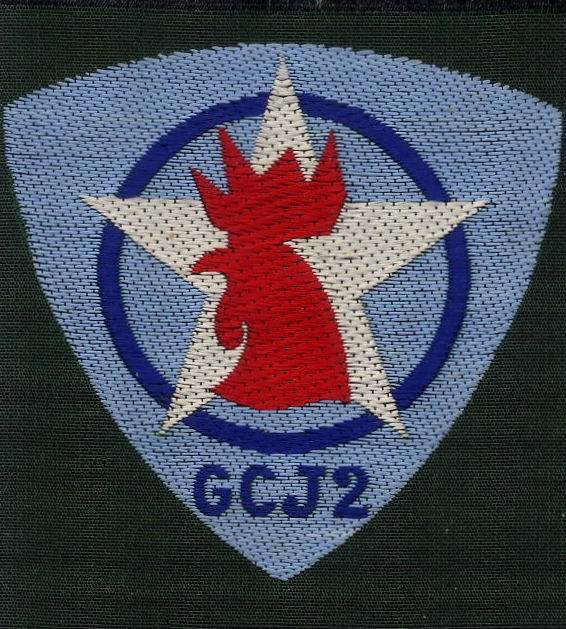
Insigne du CJF 2.
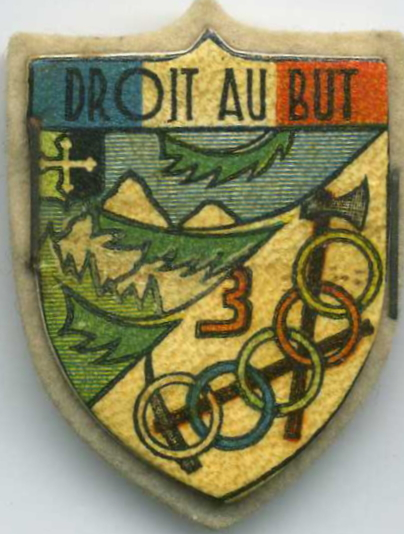
Insigne du CJF 3 (1er modèle) - h = 4,5 cm.
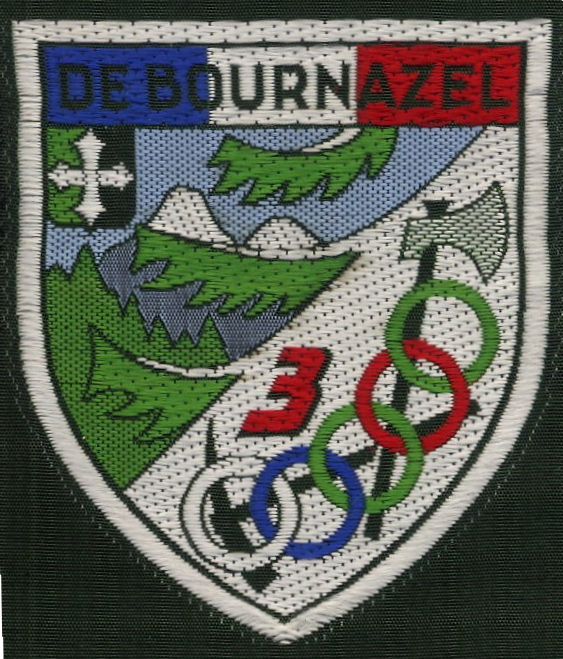
Insigne du CJF 3 (2e modèle).
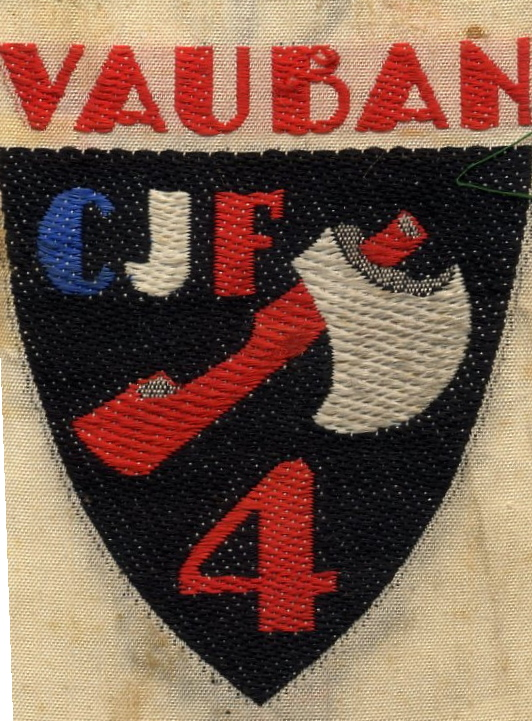
Insigne du CJF 4 (orange).
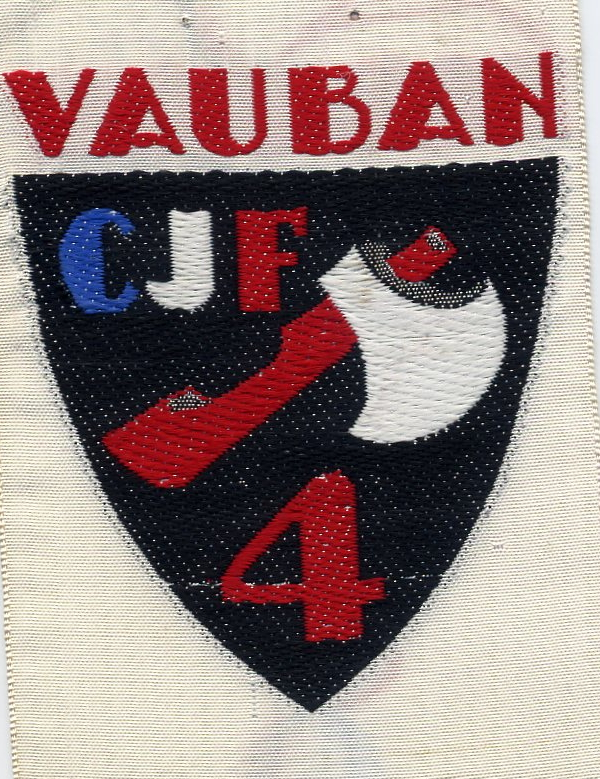
Insigne du CJF 4 (rouge).
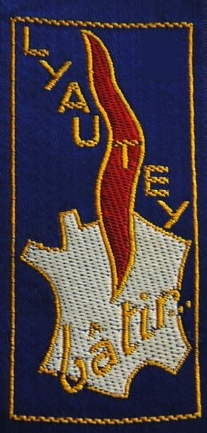
Insigne du CJF 5 (1er modèle).
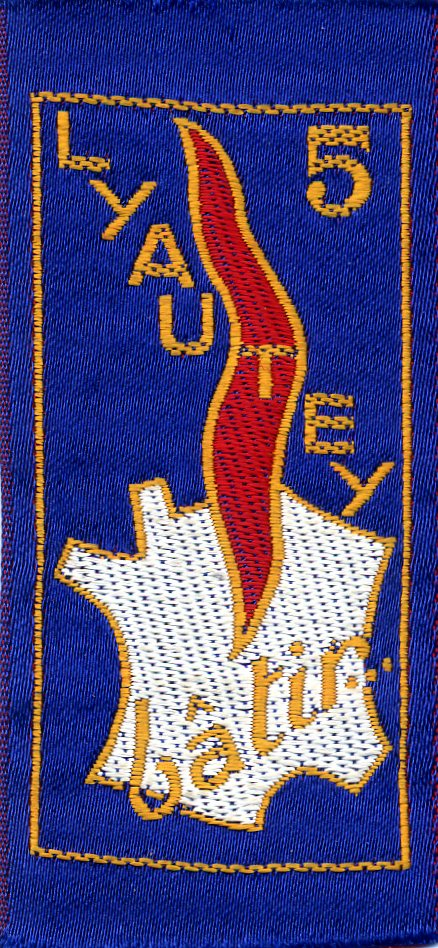
Insigne du CJF 5 (2e modèle).
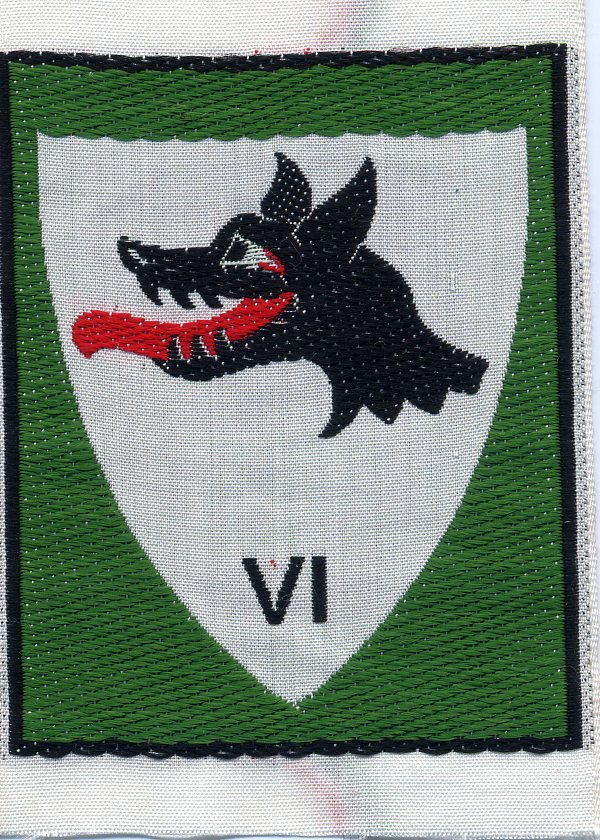
Insigne du CJF 6.
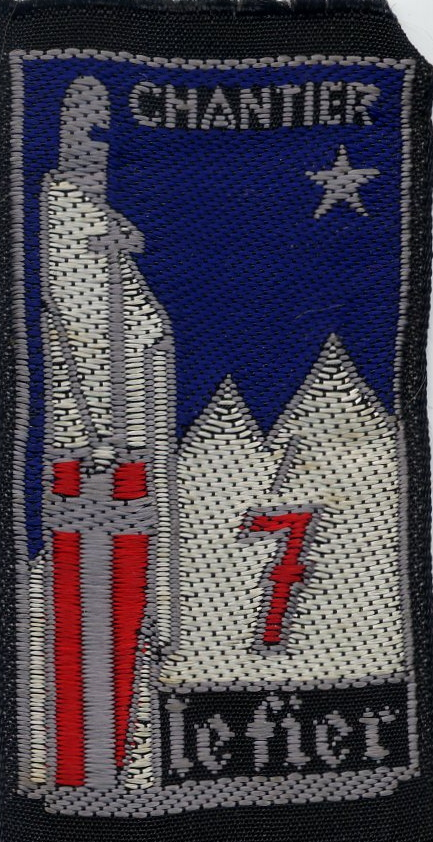
Insigne du CJF 7.
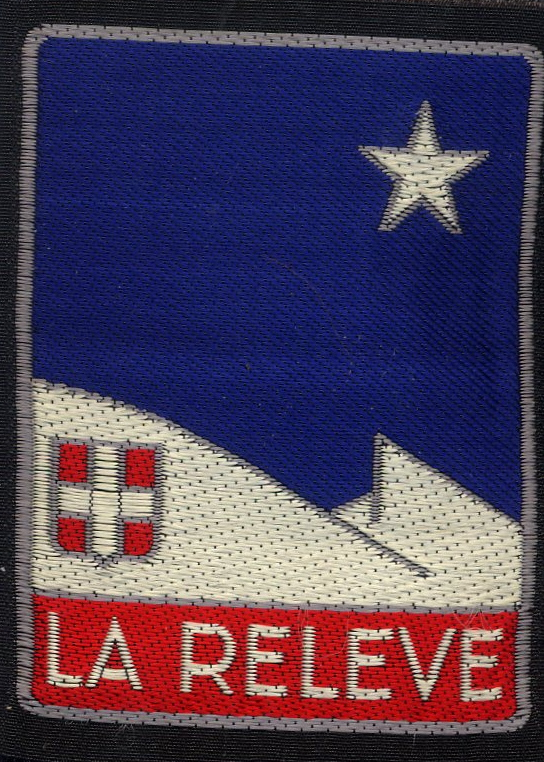
Insigne du CJF 8 (1er modèle).
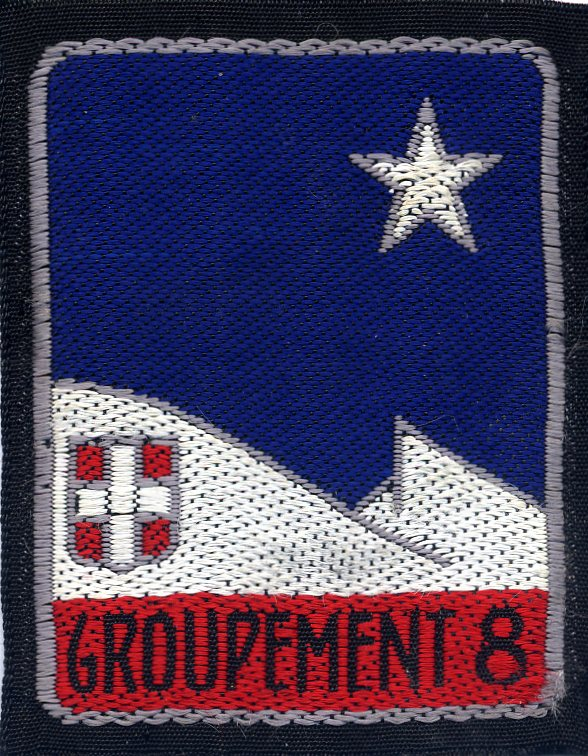
Insigne du CJF 8 (2e modèle).
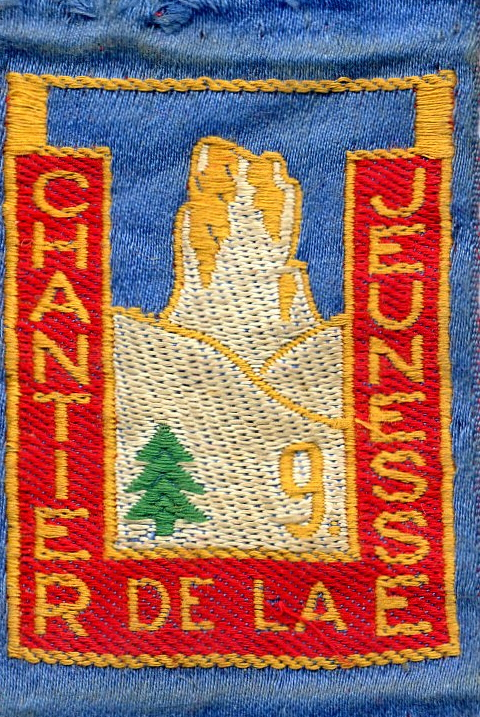
Insigne du CJF 9 (1er modèle).
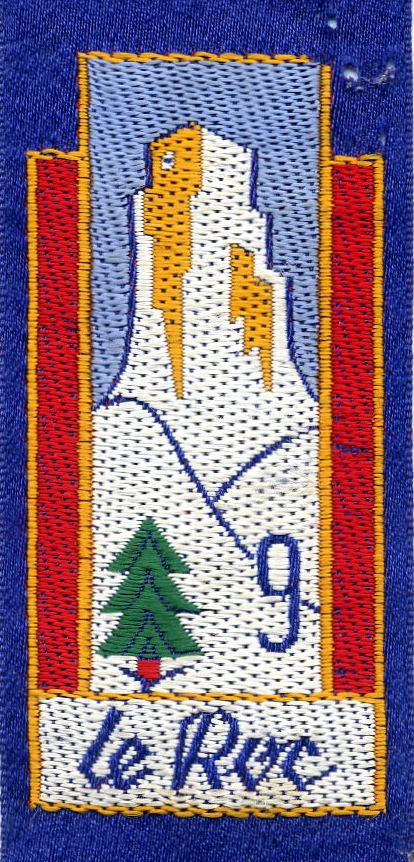
Insigne du CJF 9 (2e modèle).
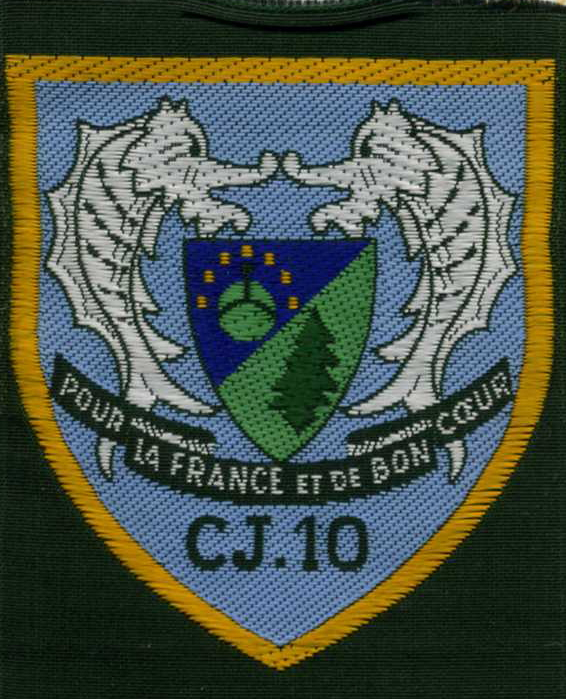
Insigne du CJF 10 (1er modèle).
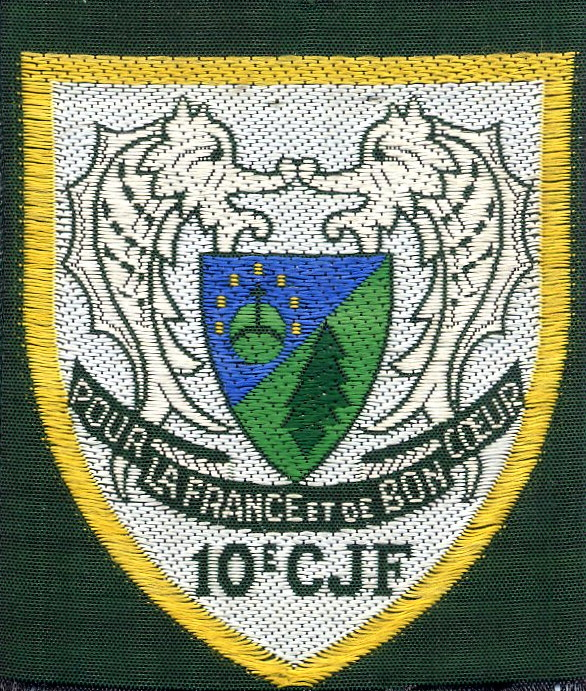
Insigne du CJF 10 (2e modèle).
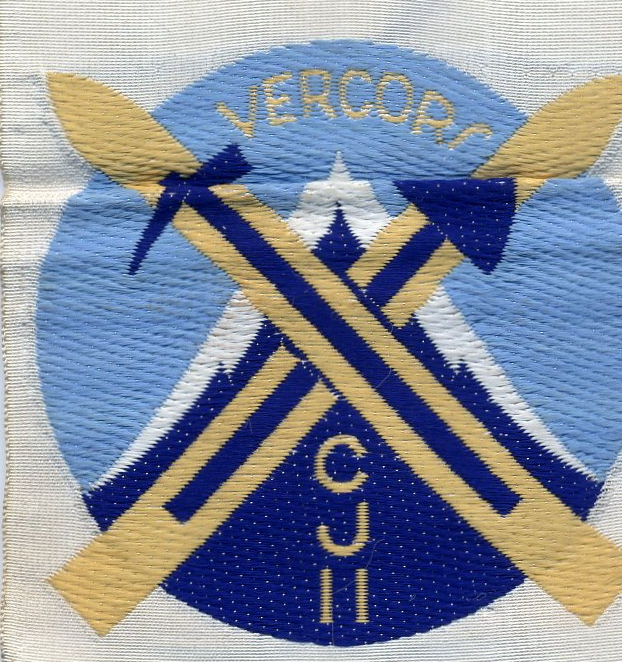
Insigne du CJF 11 (2e modèle).
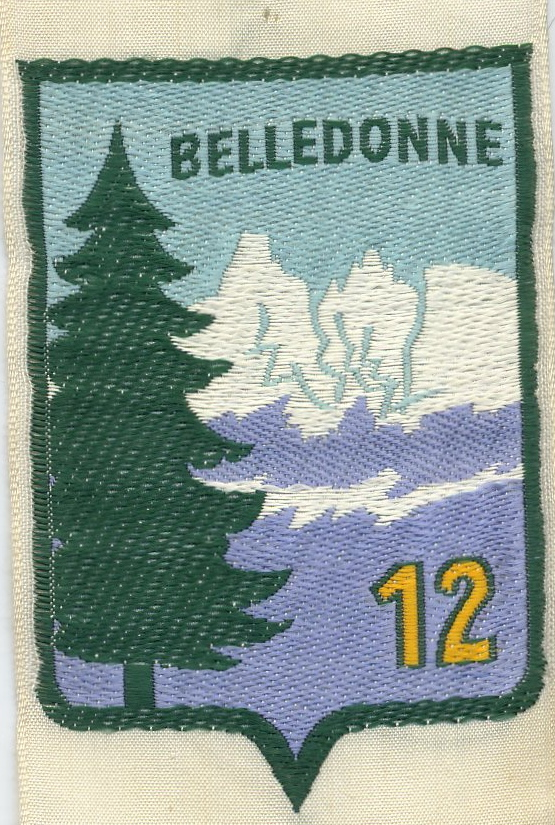
Insigne du CJF 12.
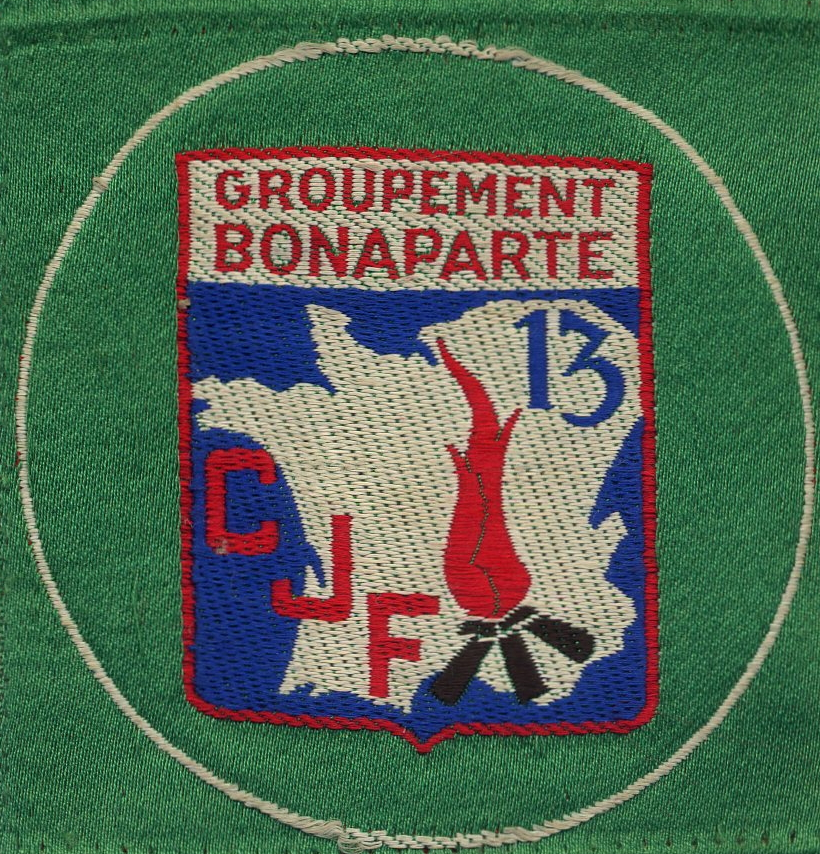
Insigne du CJF 13 (1er modèle).
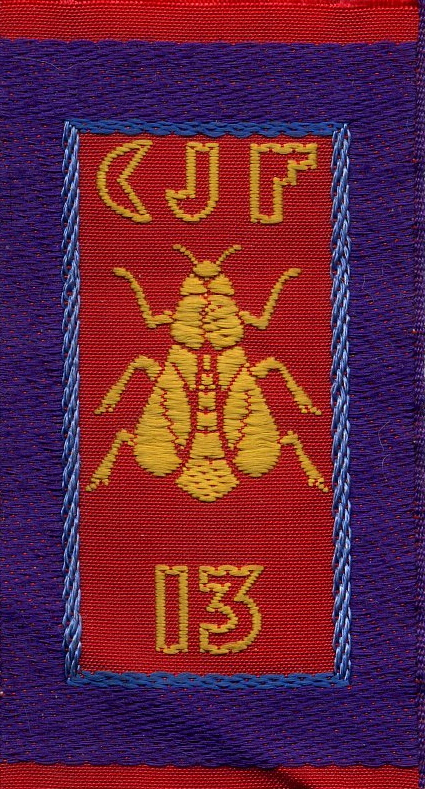
Insigne du CJF 13 (2e modèle).
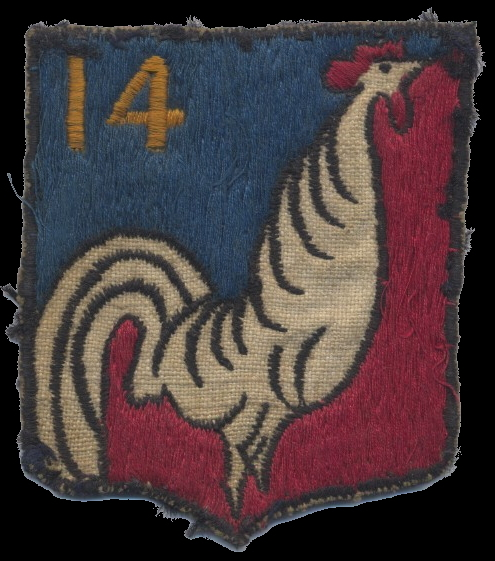
Insigne du CJF 14 (1er modèle).
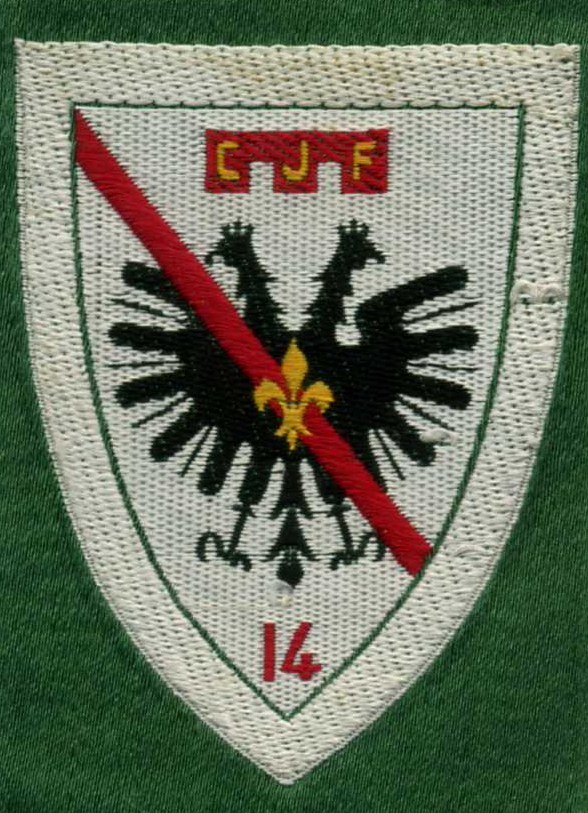
insigne du CJF 14 (2e modèle).
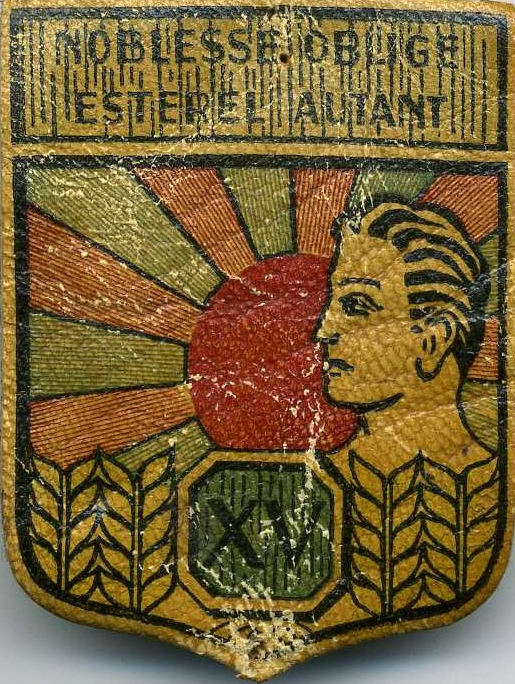
Insigne du CJF 15 (1er modèle).
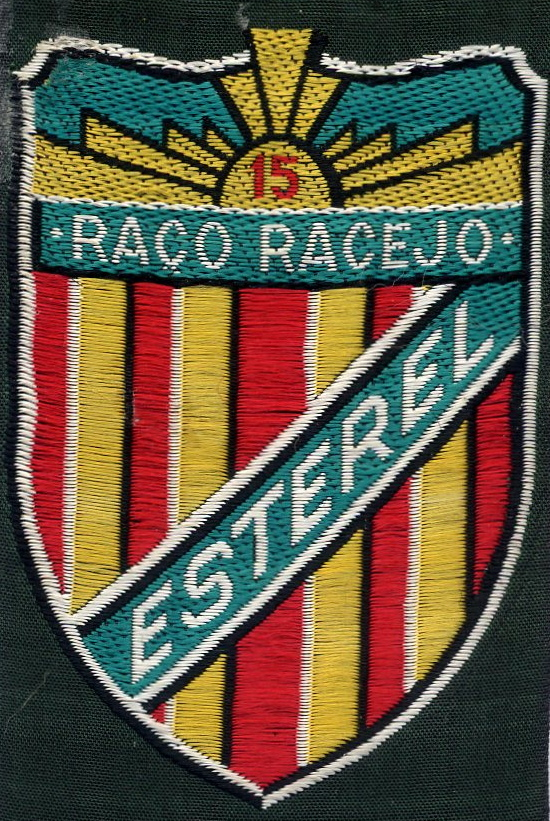
Insigne du CJF 15 (2e modèle).
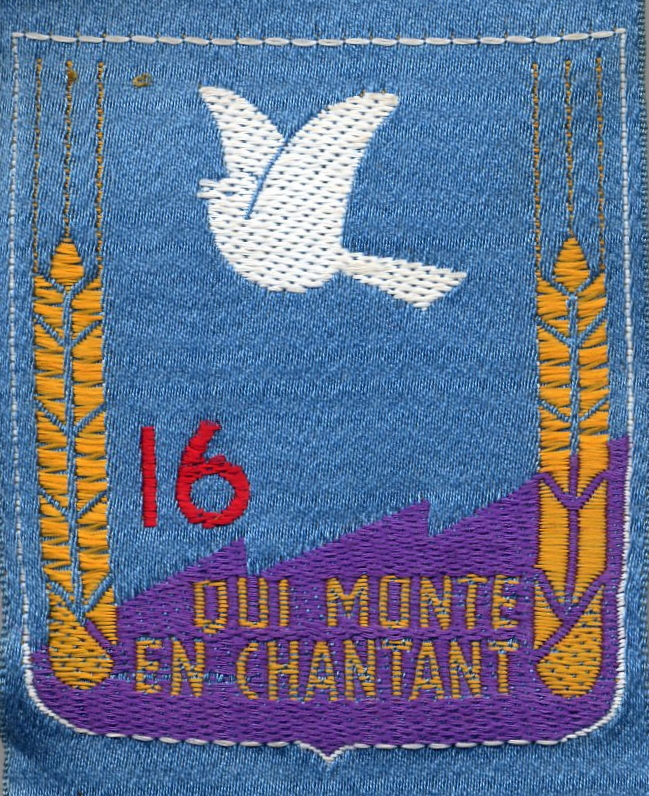
Insigne du CJF 16 (1er modèle).
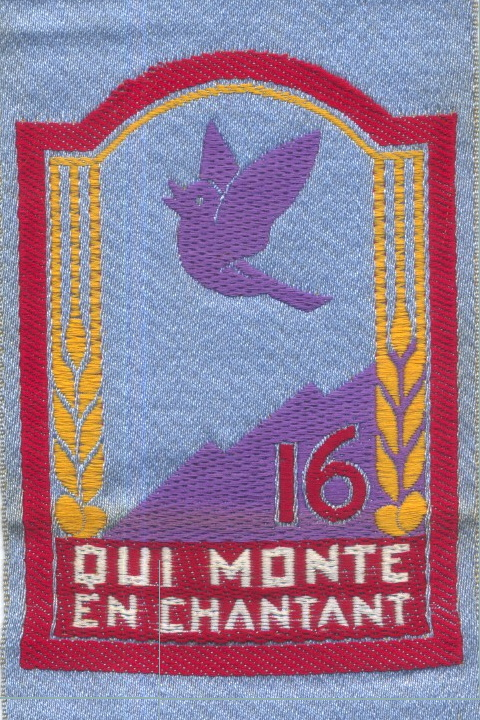
Insigne du CJF 16 (2e modèle).
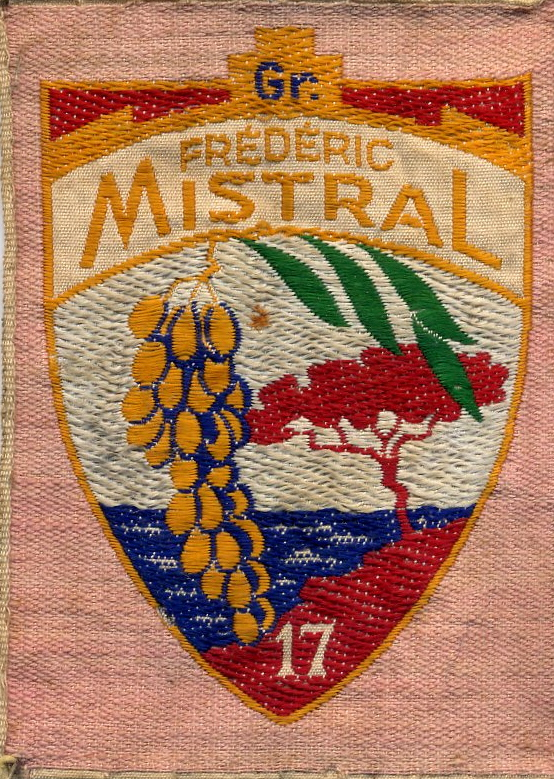
Insigne du CJF 17 (1er modèle).
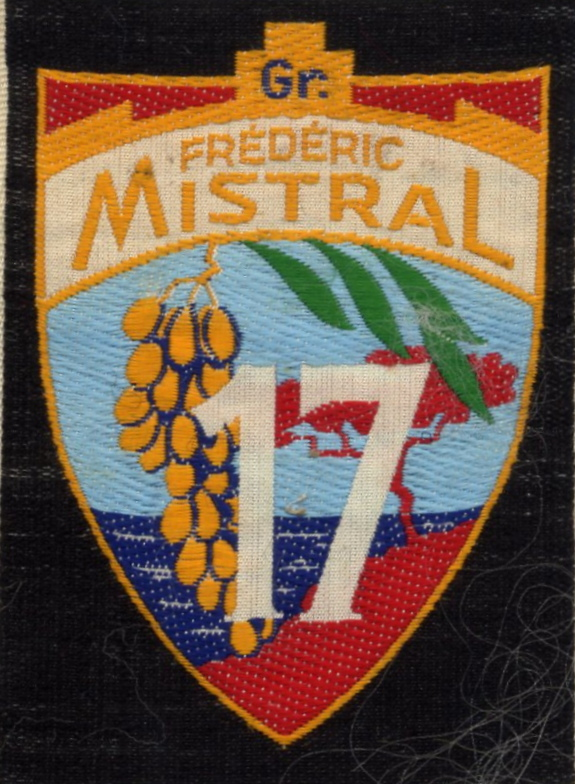
Insigne du CJF 17 (2e modèle).
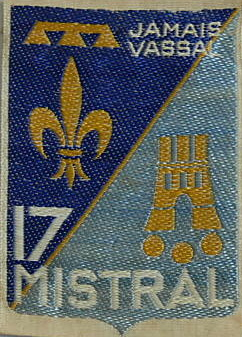
Insigne du CJF 17 (3e modèle).
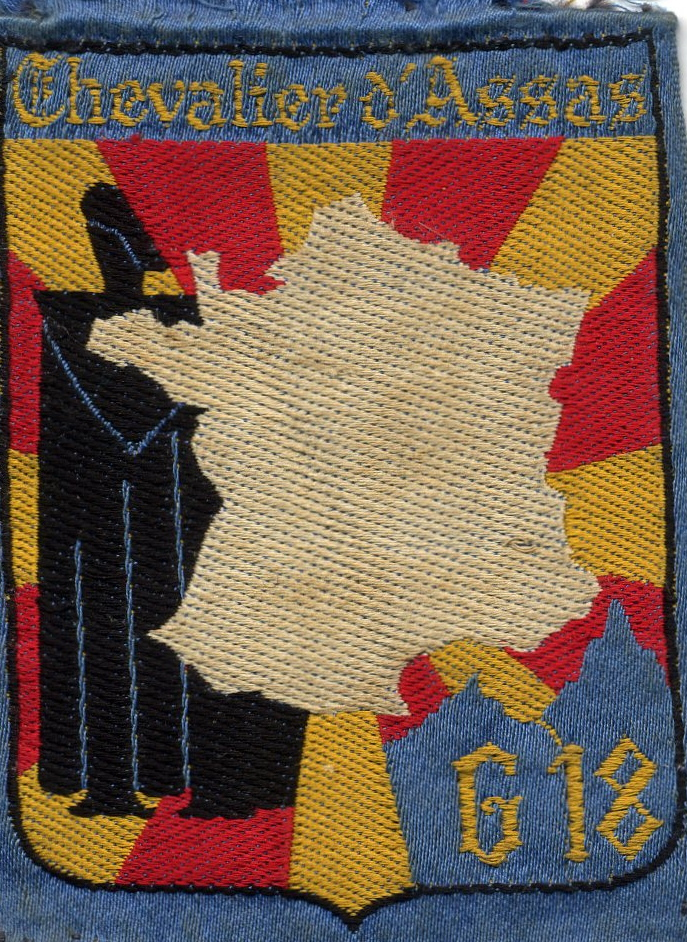
Insigne du CJF 18 (1er modèle).
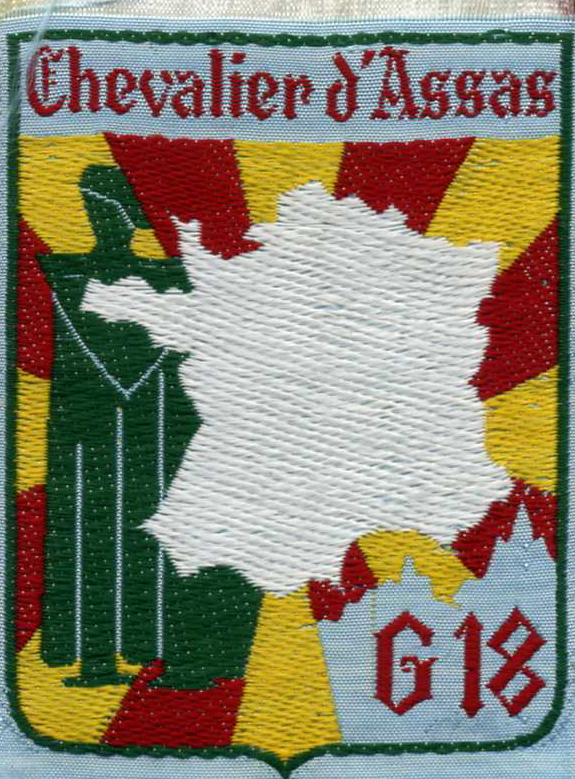
Insigne du CJF 18 (2e modèle).
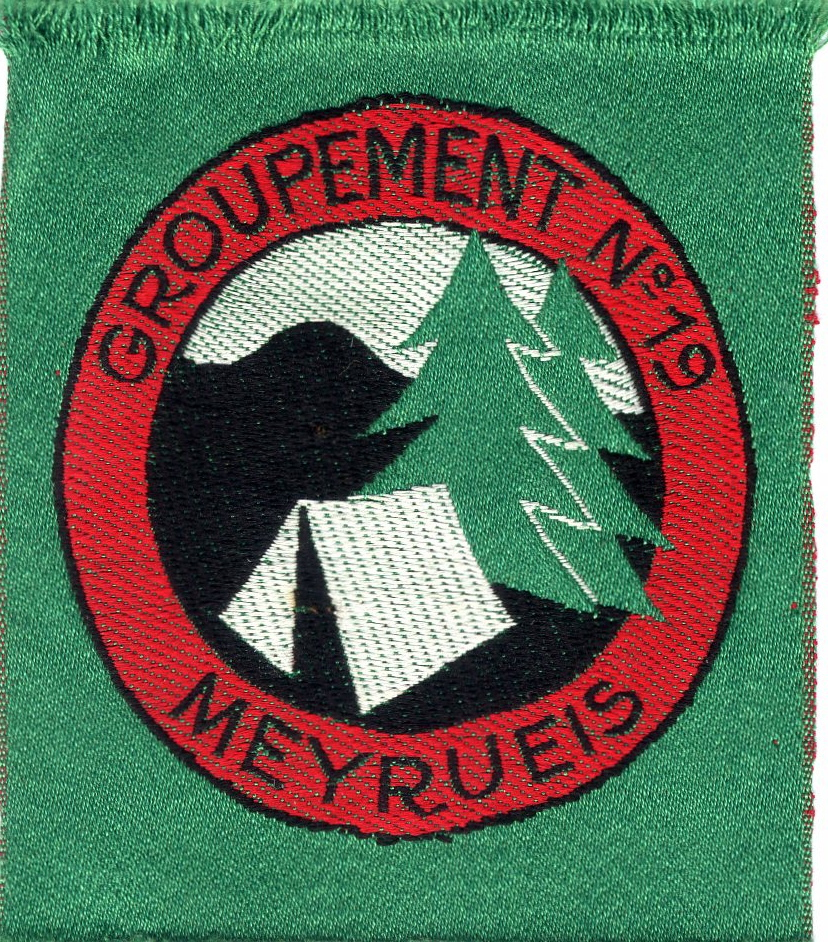
Insigne du CJF 19.
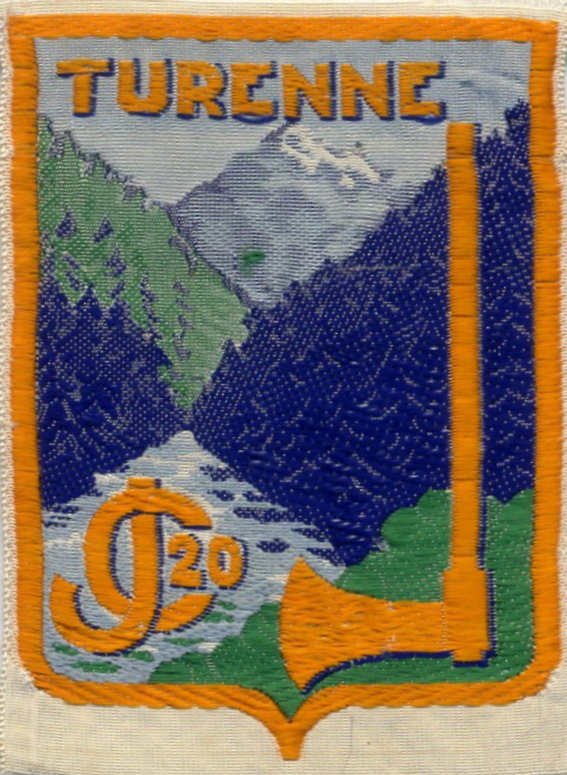
Insigne du CJF 20.
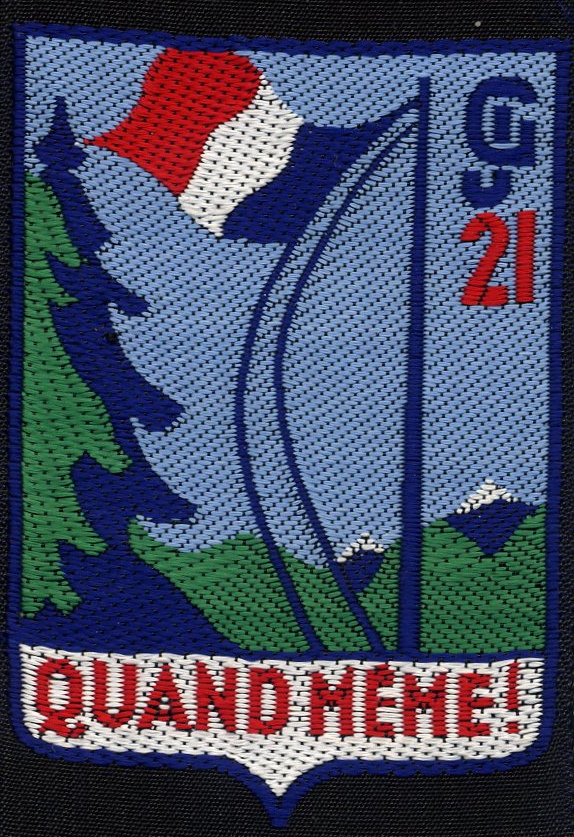
Insigne du CJF 21.
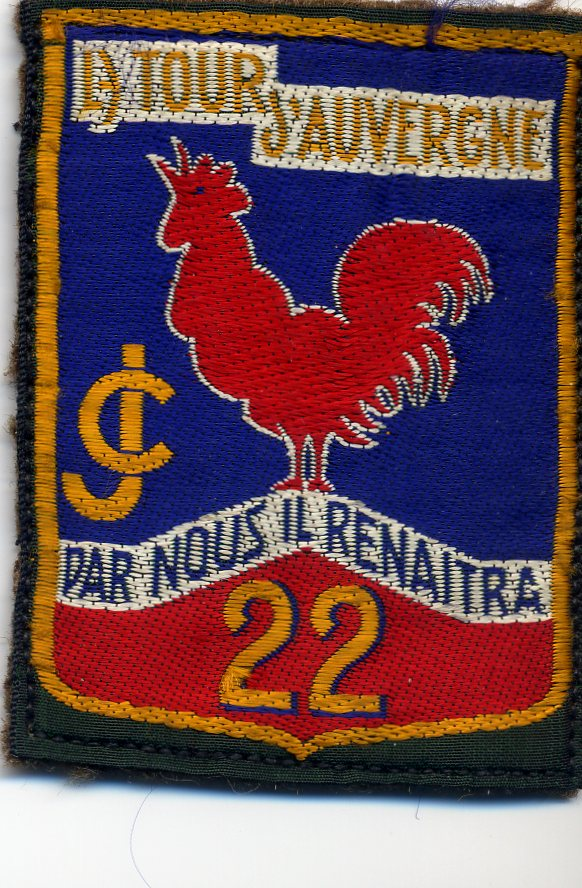
Insigne du CJF 22 (1er modèle).
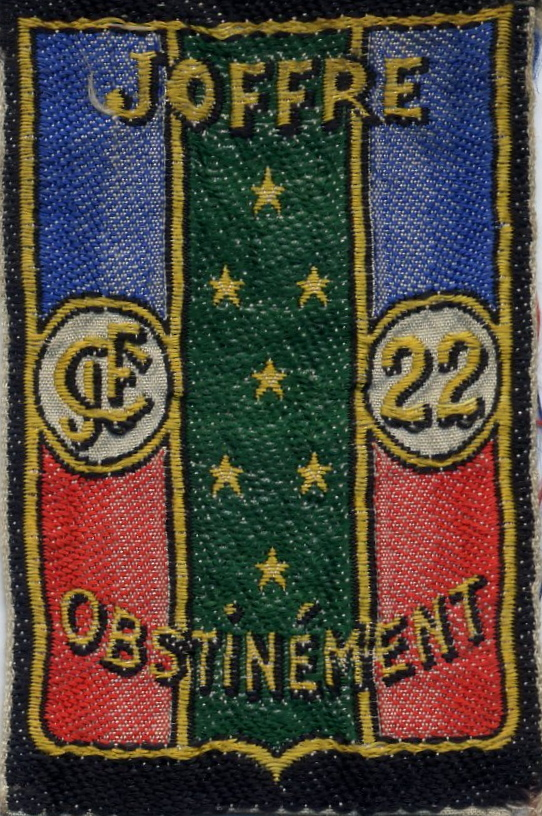
Insigne du CJF 22 (2e modèle).
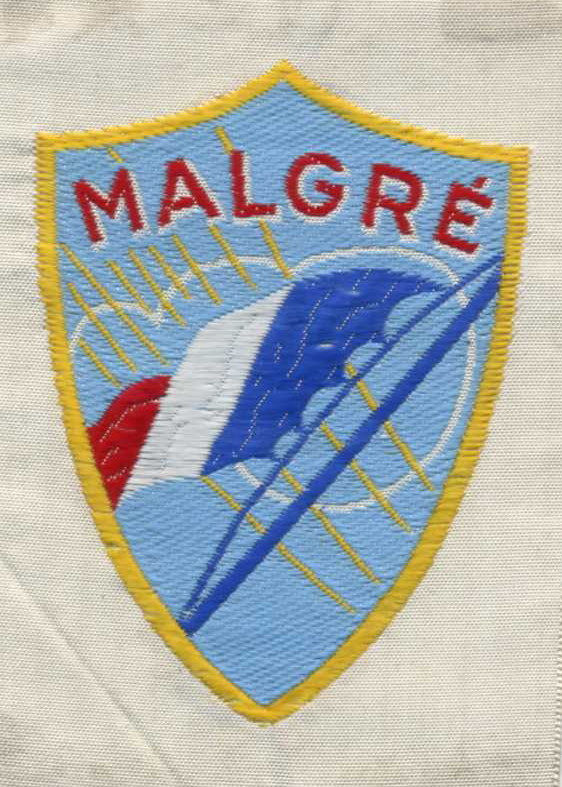
Insigne du CJF 23 (1er modèle).
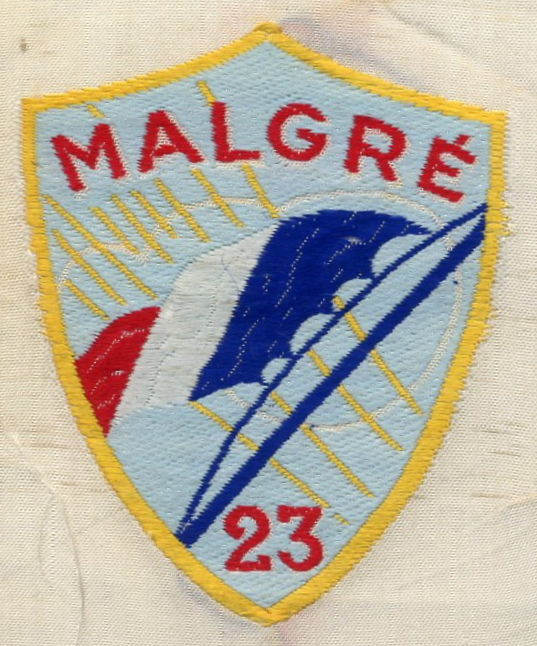
Insigne du CJF 23 (2e modèle).
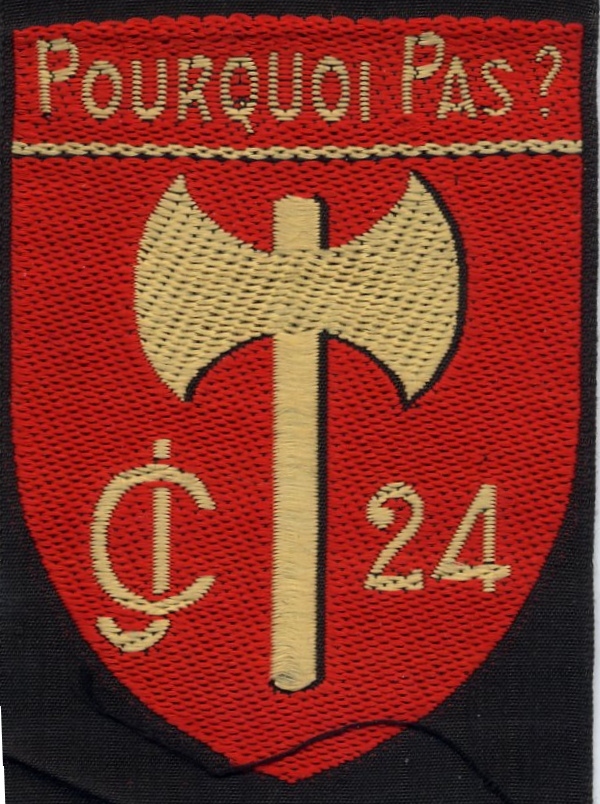
Insigne du CJF 24.
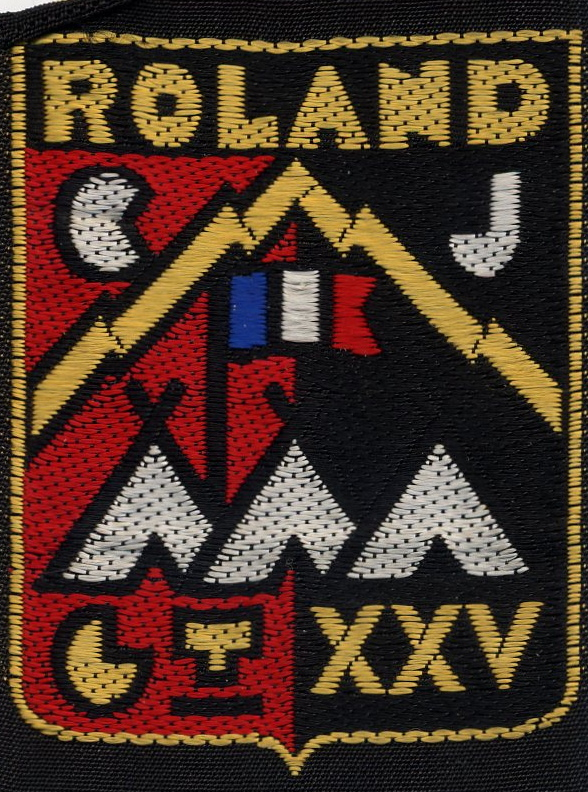
Insigne du CJF 25.
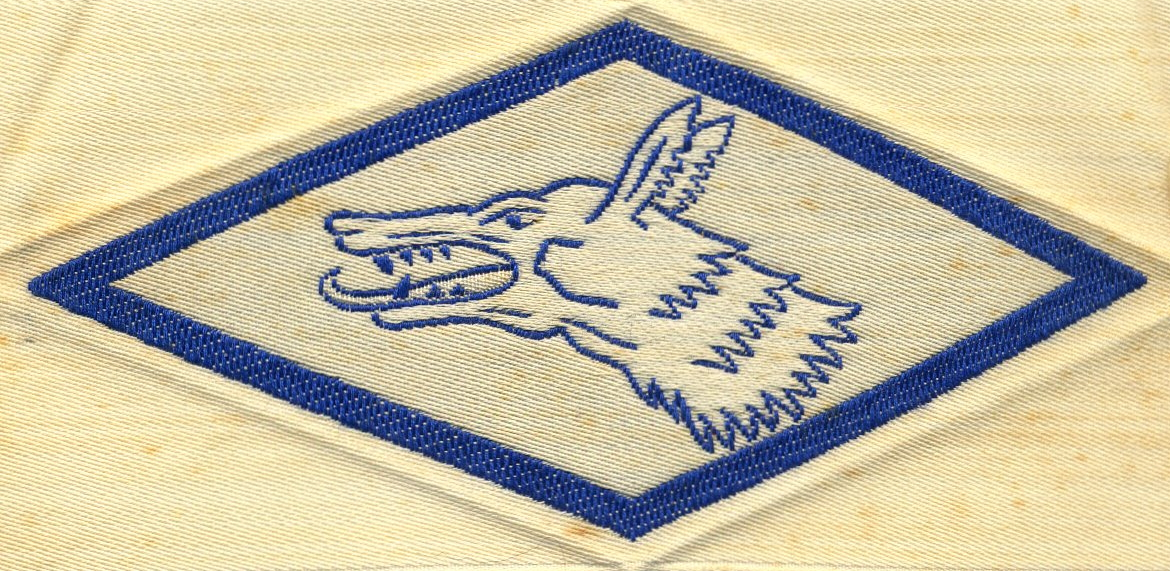
Insigne du CJF 26 (1er modèle).
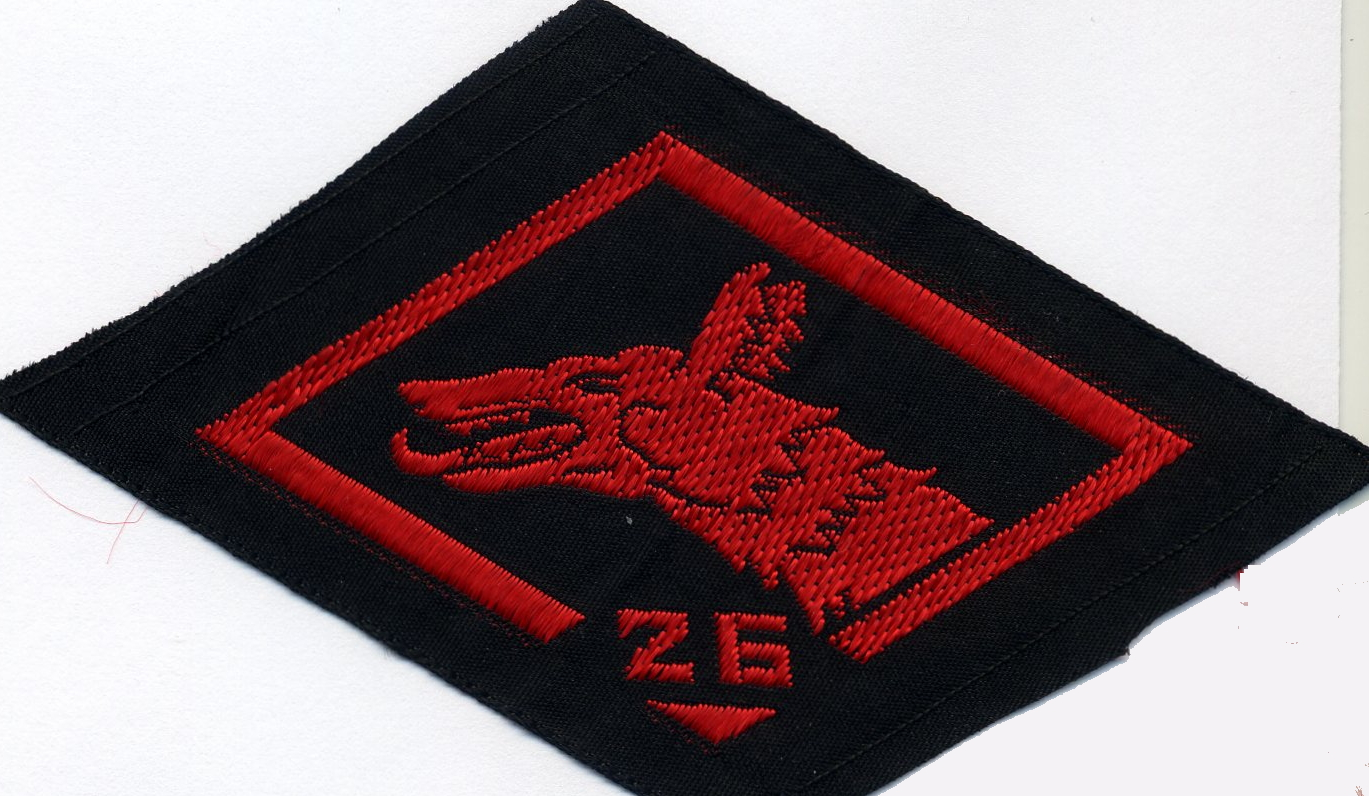
Insigne du CJF 26 (2e modèle).
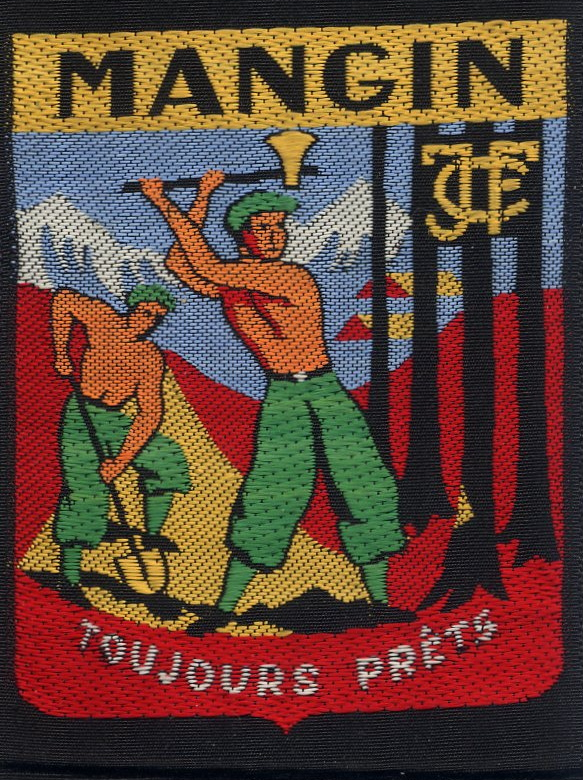
Insigne du CJF 27 (1er modèle).
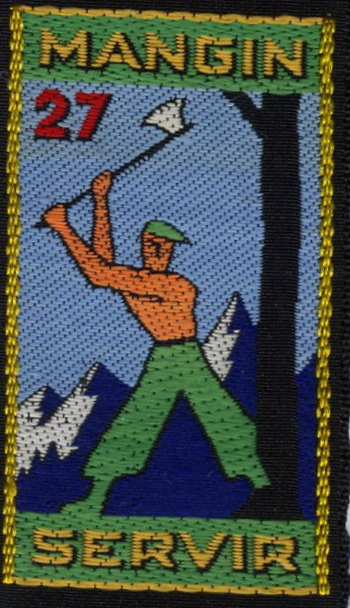
Insigne du CJF 27 (2e modèle).
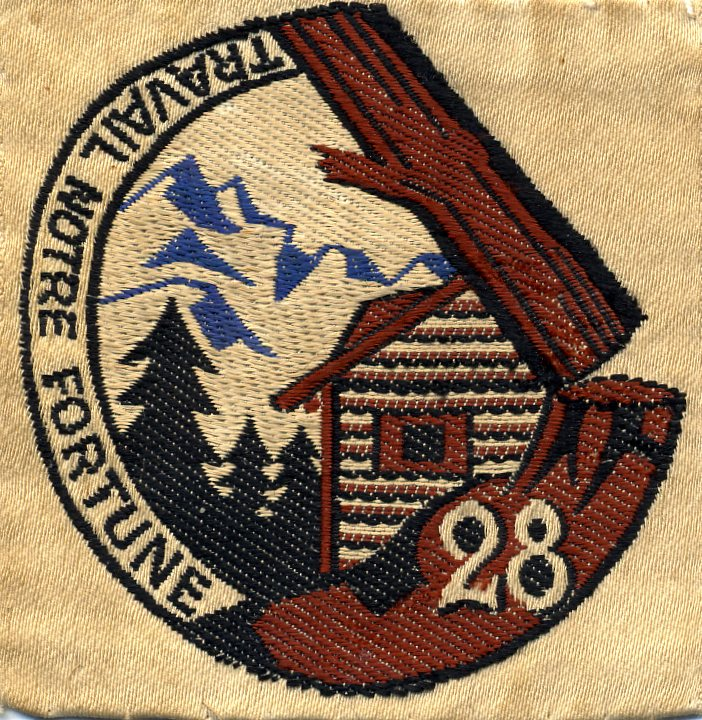
Insigne du CJF 28.
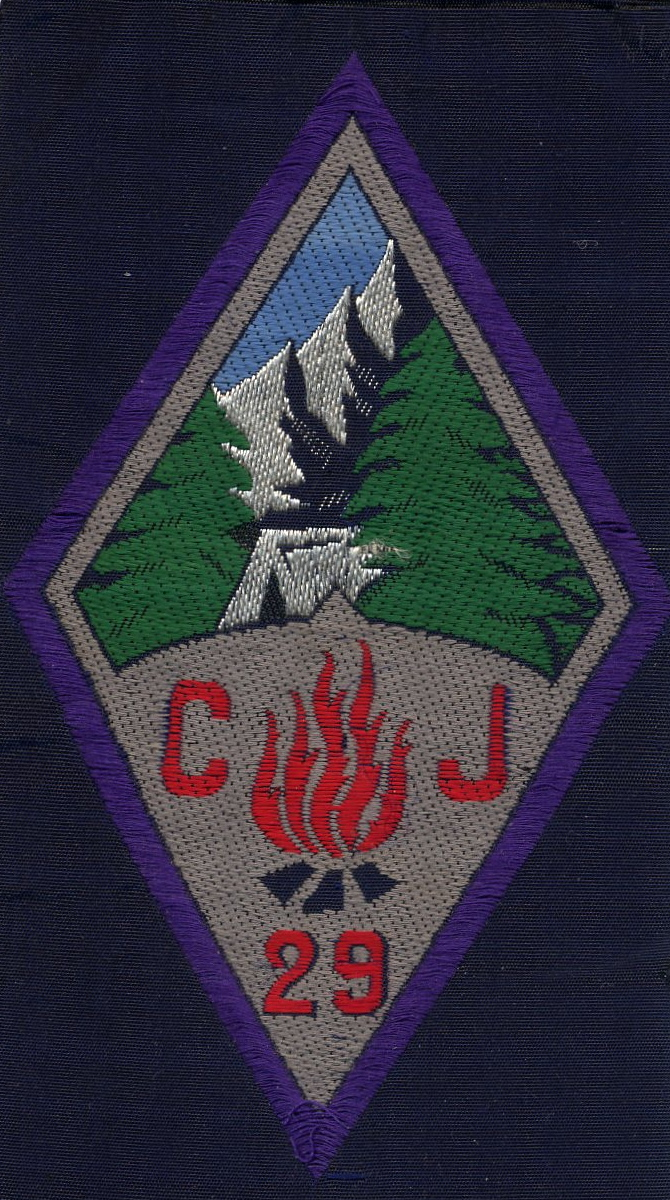
Insigne du CJF 29.
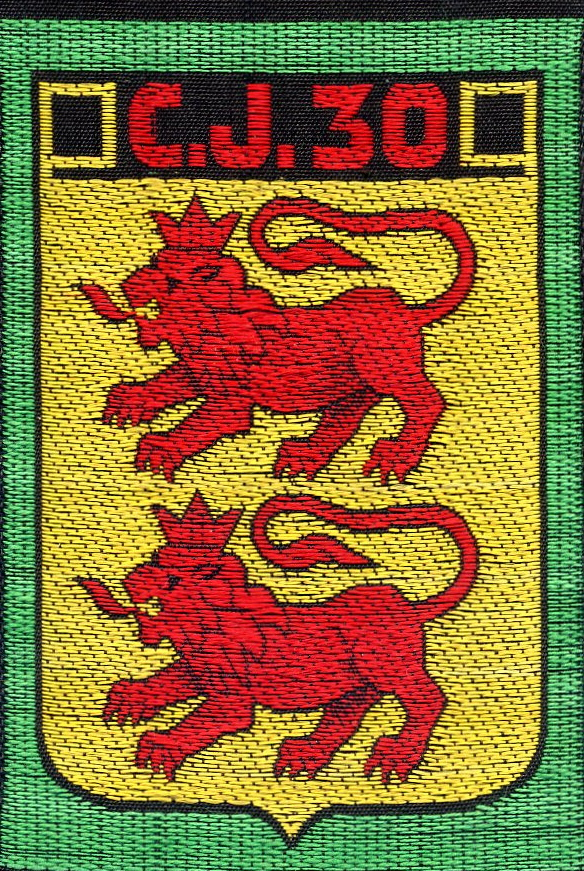
Insigne du CJF 30.
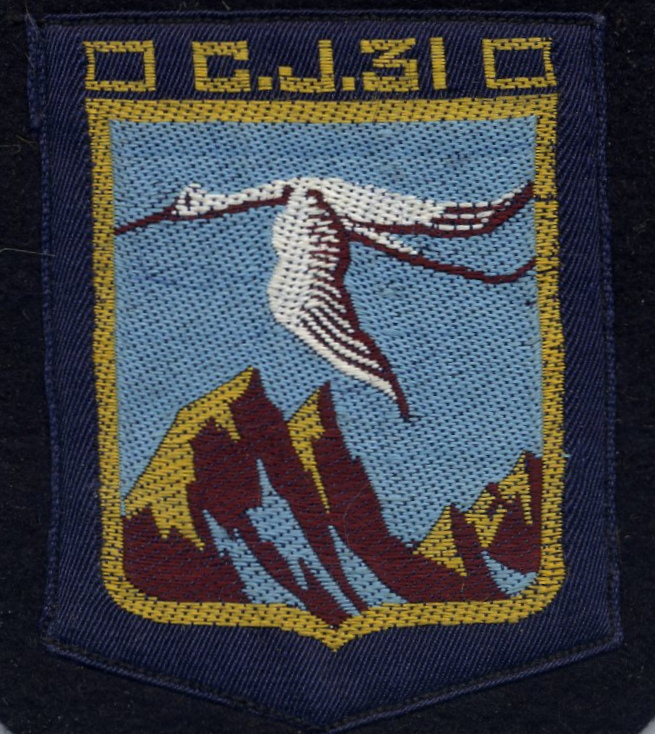
Insigne du CJF 31 (1er modèle).
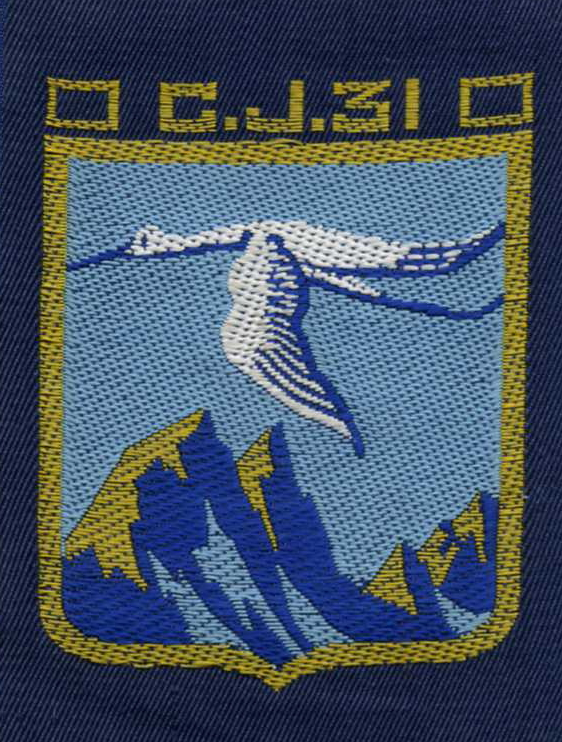
Insigne du CJF 31 (2e modèle).
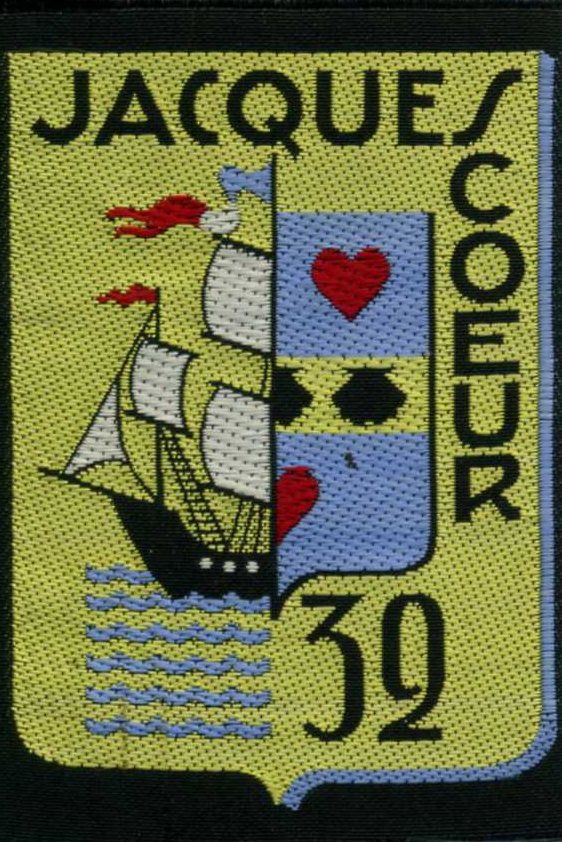
Insigne du CJF 32 (1er modèle).
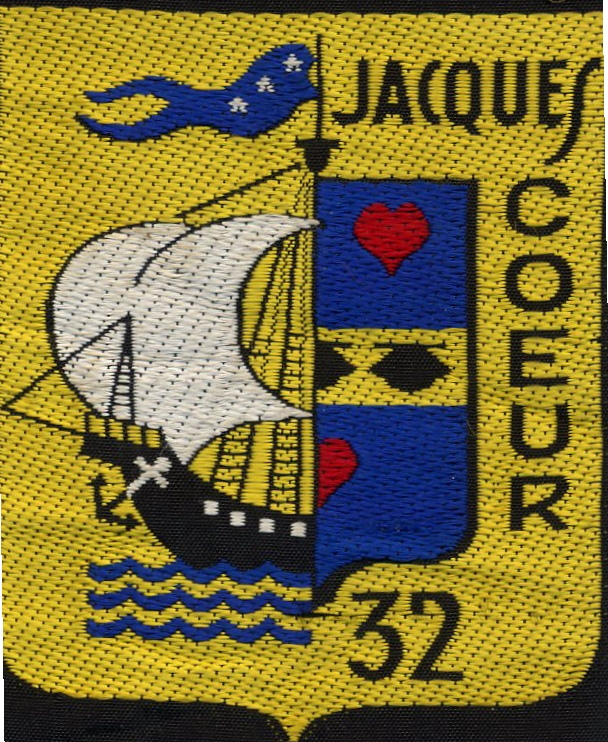
Insigne du CJF 32 (2e modèle).
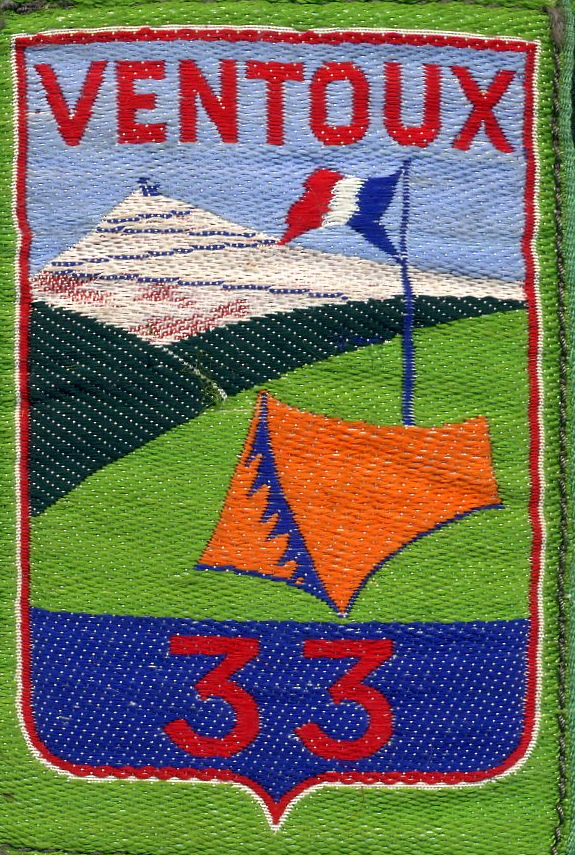
Insigne du CJF 33 (1er modèle).
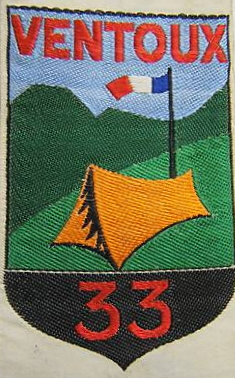
Insigne du CJF 33 (2e modèle).
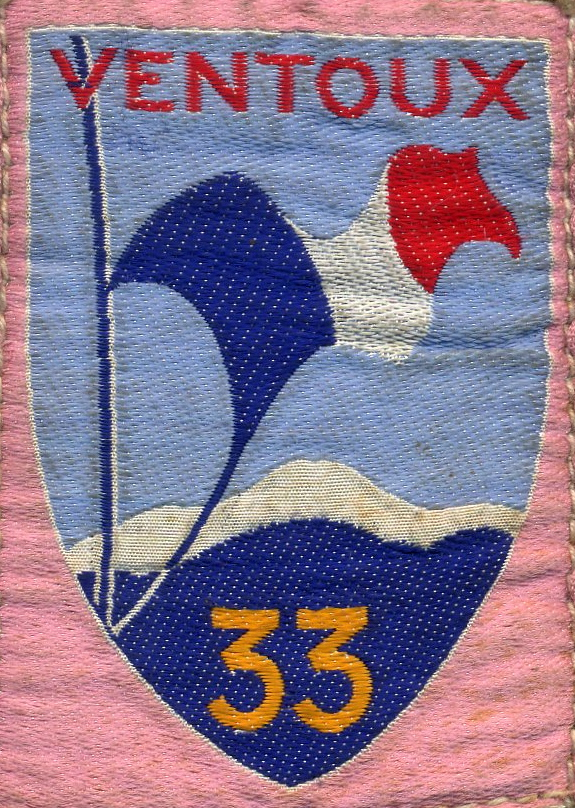
Insigne du CJF 33 (3e modèle)
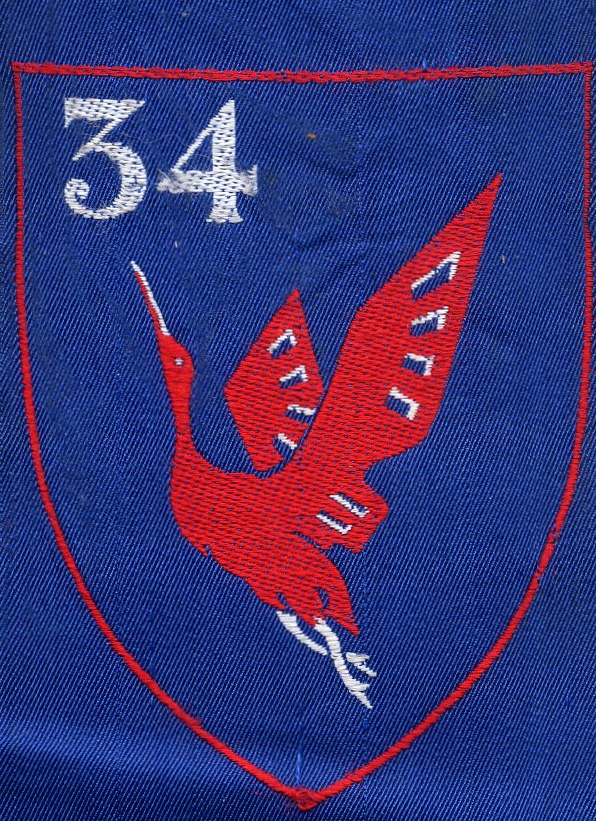
Insigne du CJF 34.
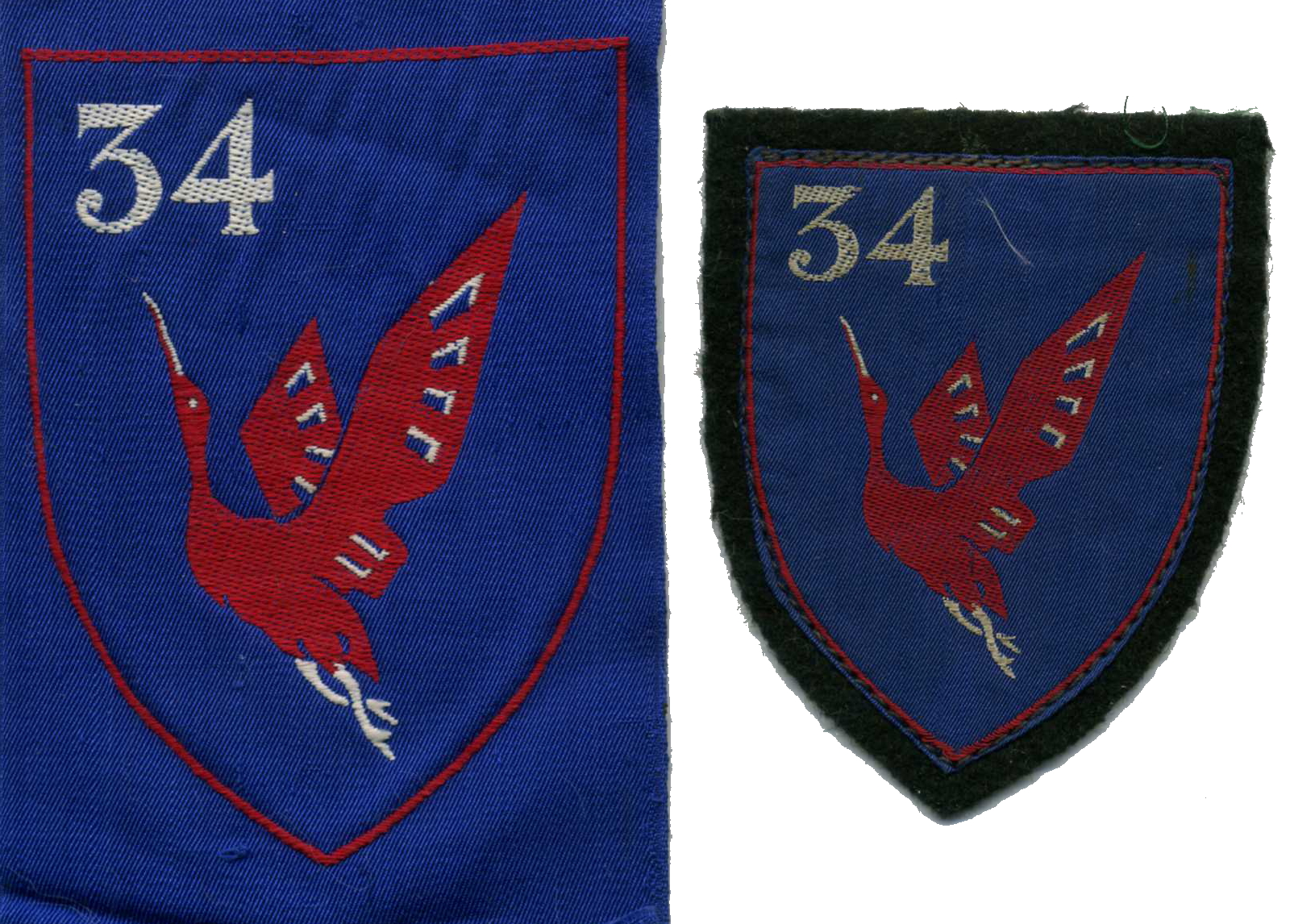
Insignes du CJF 34.
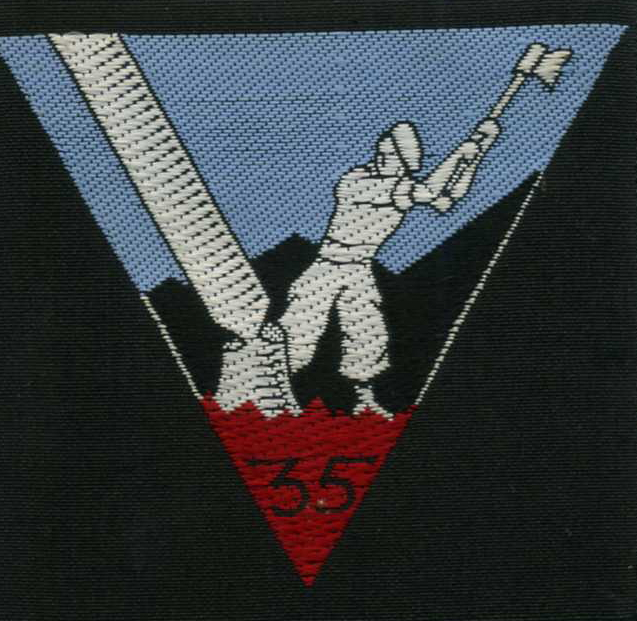
Insigne du CJF 35 (1er modèle).
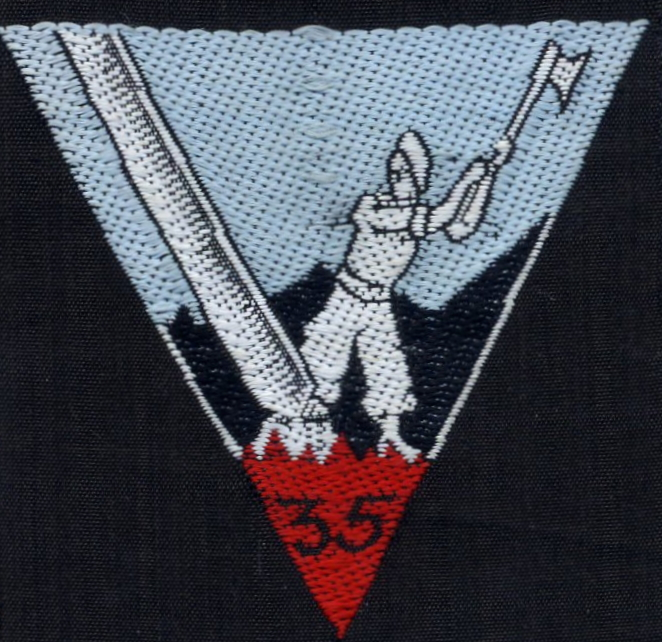
Insigne du CJF 35 (2e modèle).
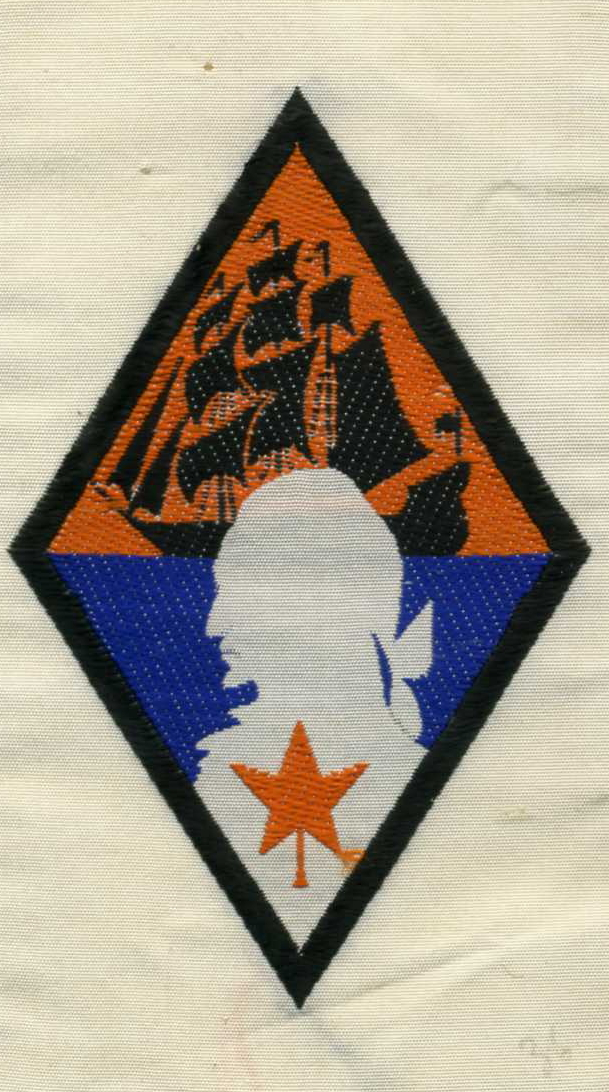
Insigne du CJF 36 (1er modèle).
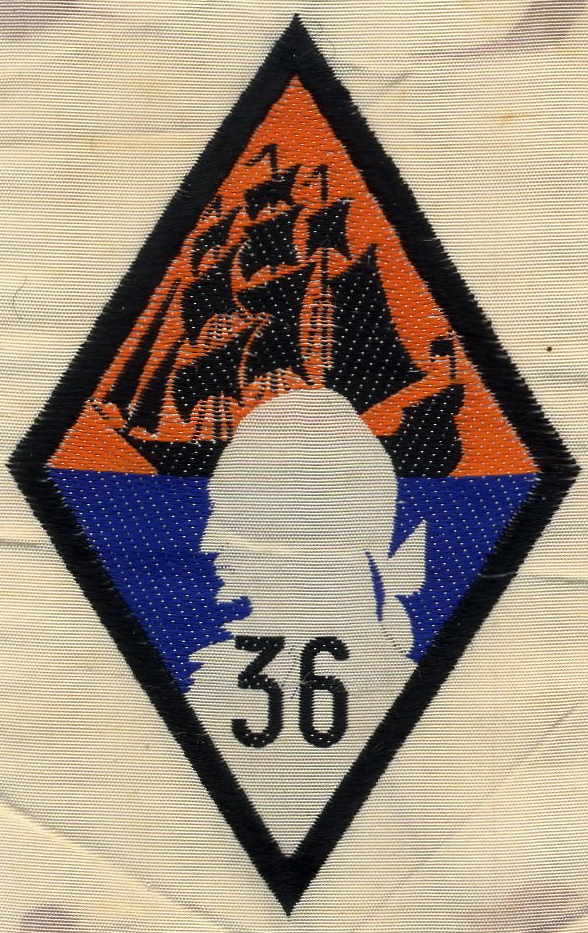
Insigne du CJF 36 (2e modèle).
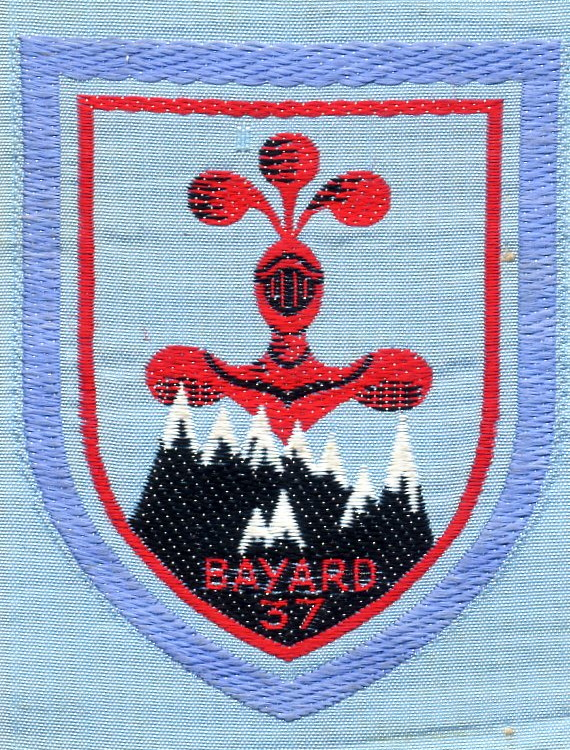
Insigne du CJF 37 (2e modèle - manque le 1er modèle).
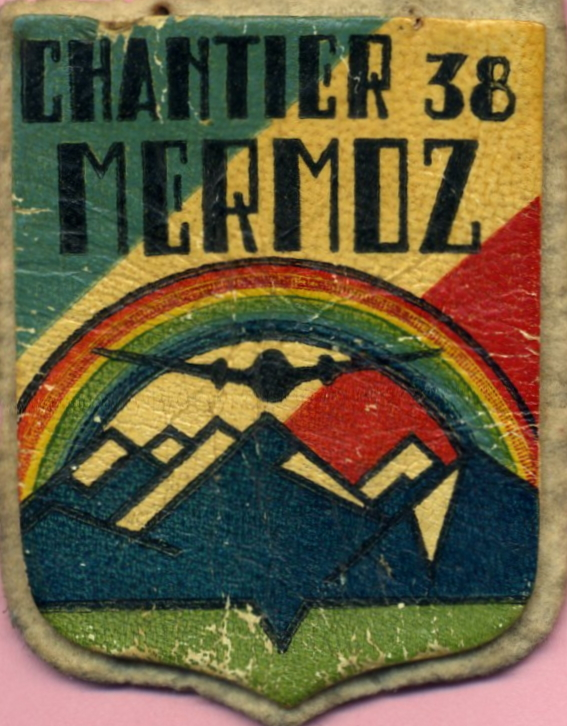
Insigne du CJF 38 (1er modèle).
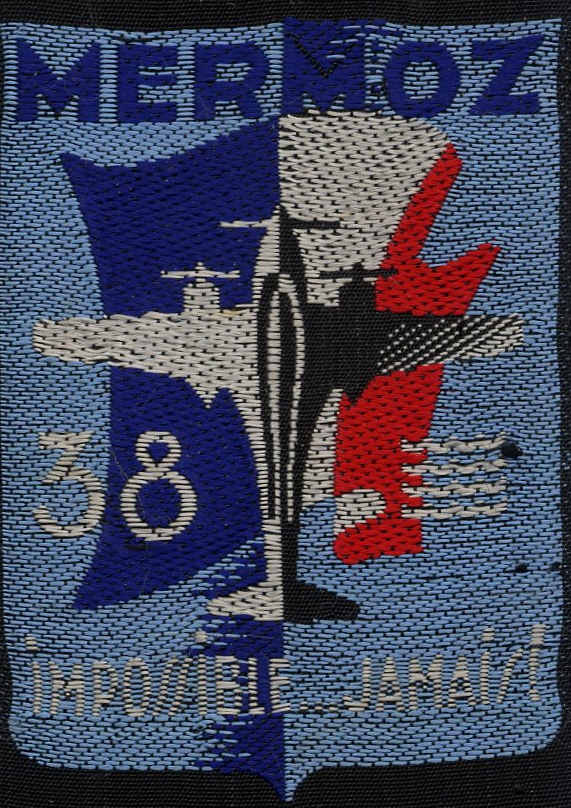
Insigne du CJF 38-4 vagues- (2e modèle).
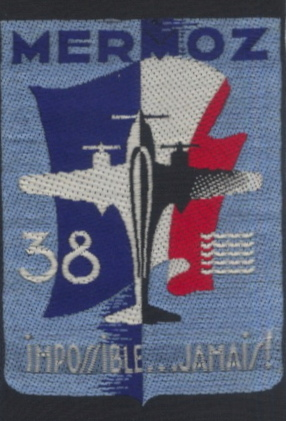
Insigne du CJF 38-5 vagues- (2e modèle).
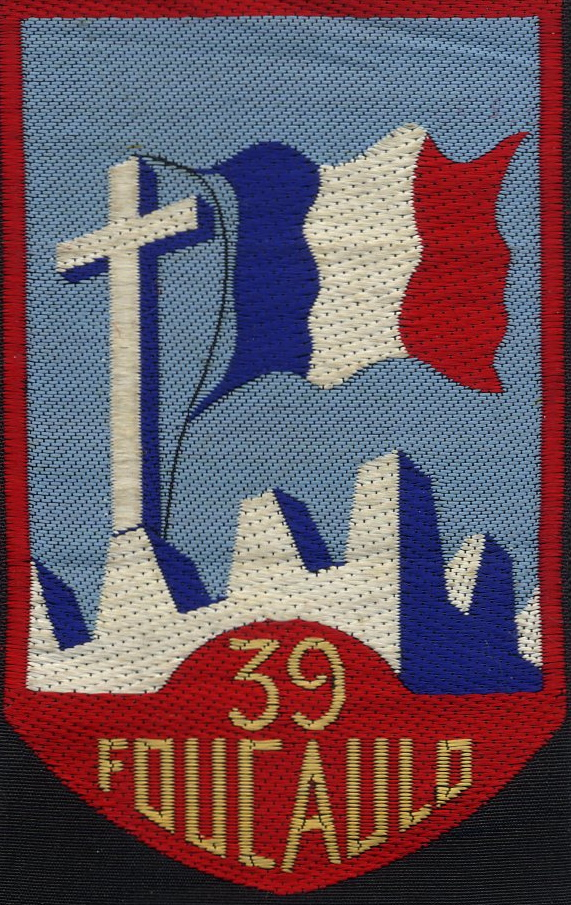
Insigne du CJF 39.
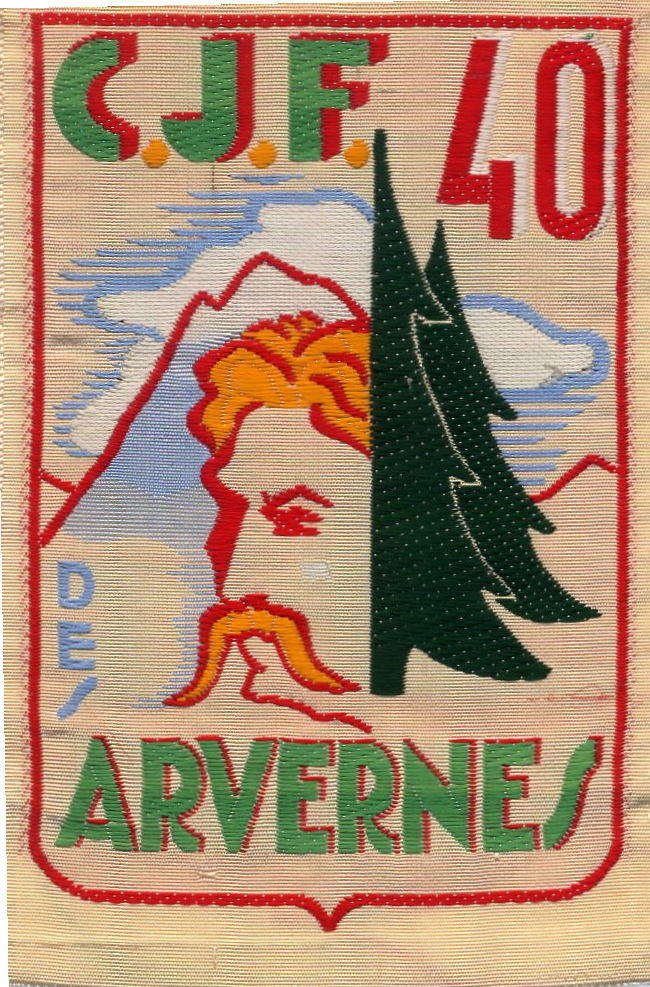
Insigne du CJF 40 (1er modèle).
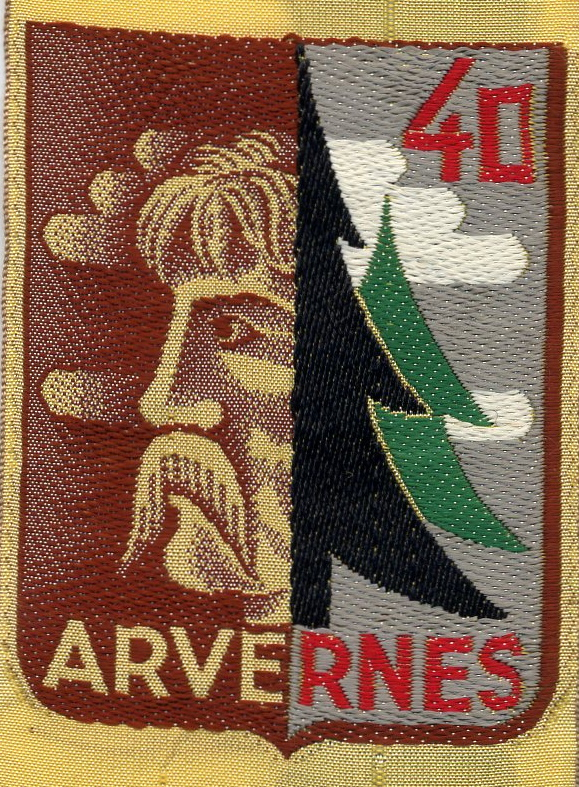
Insigne du CJF 40 (2e modèle).
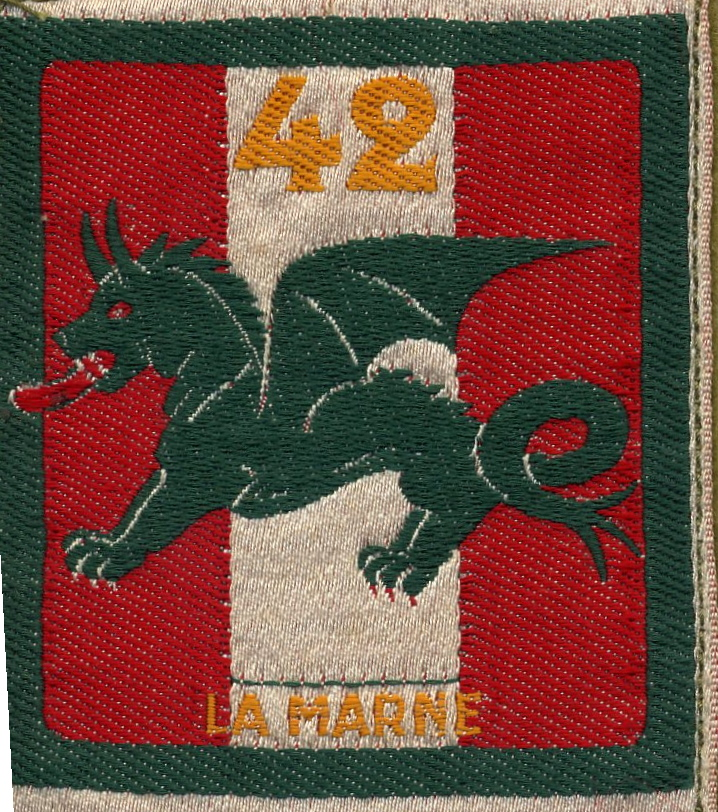
Insigne du CJF 42.
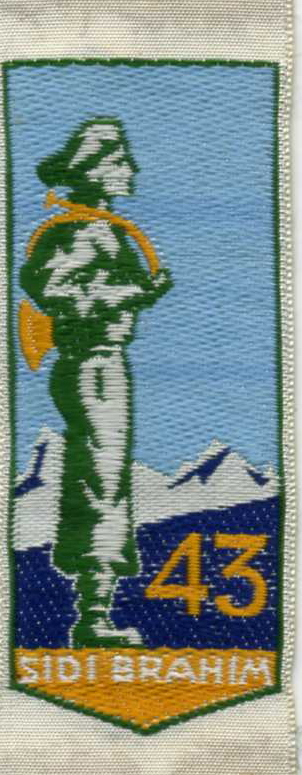
Insigne du CJF 43 (1er modèle).
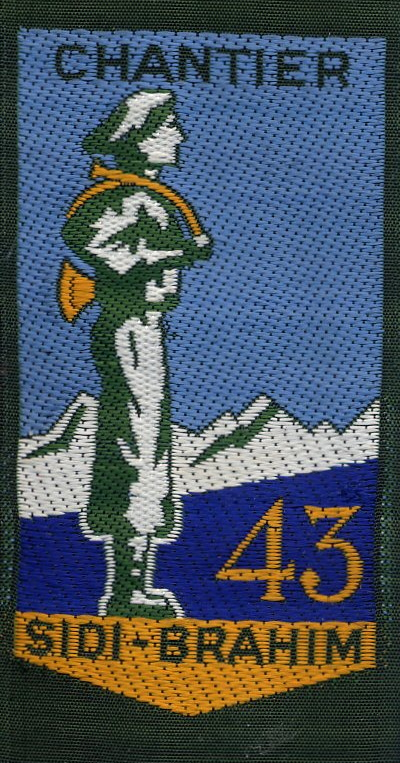
Insigne du CJF 43 (2e modèle).
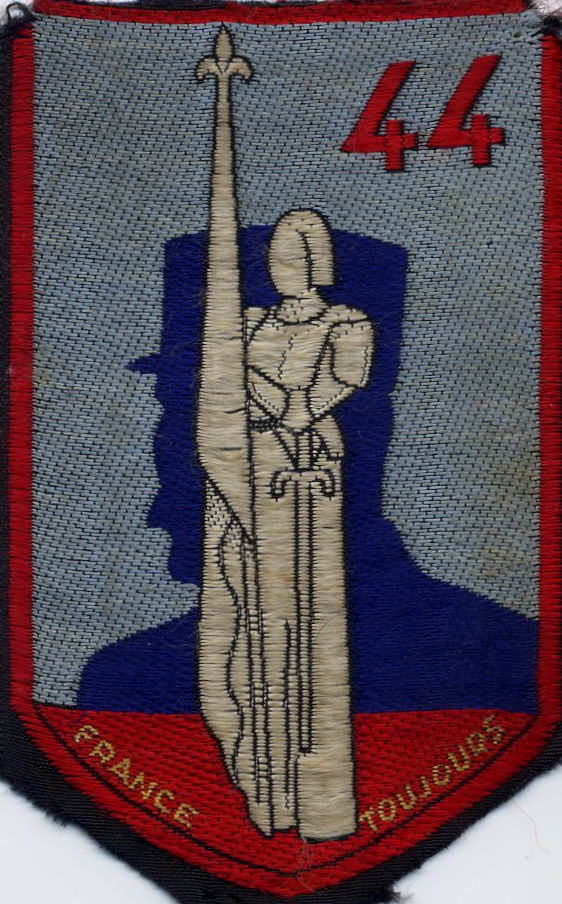
Insigne du CJF 44.
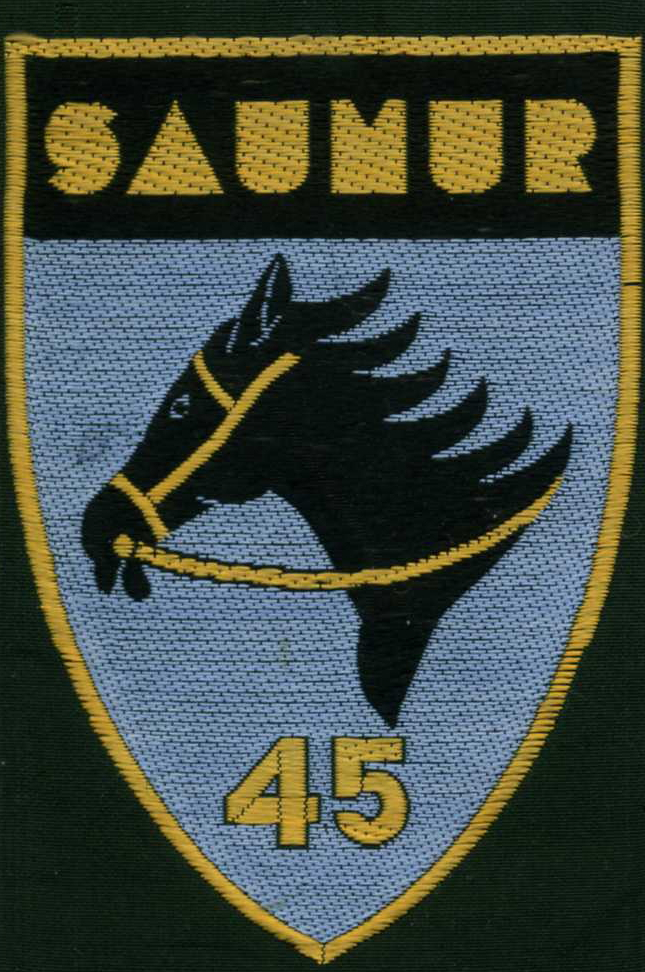
Insigne du CJF 45 (1er modèle).
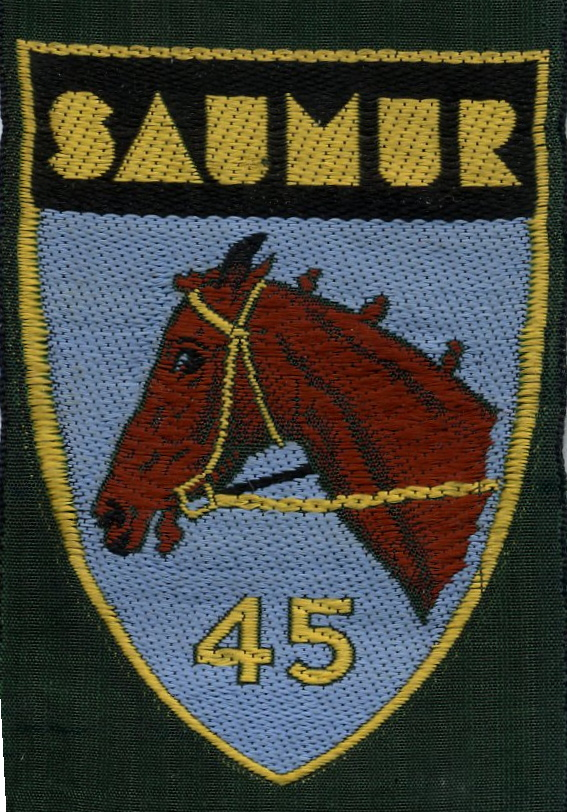
Insigne du CJF 45 (2e modèle).
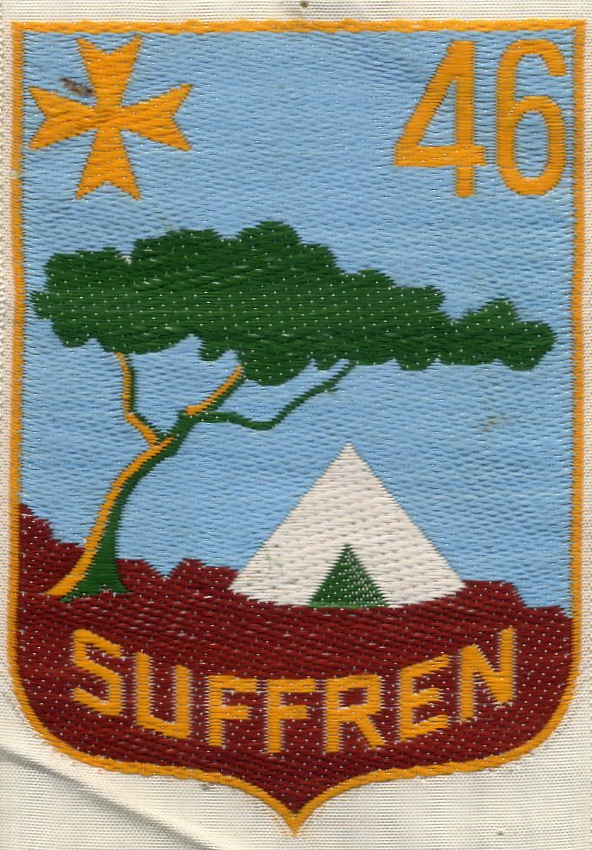
Insigne du CJF 46 (1er modèle variante fond bleu).
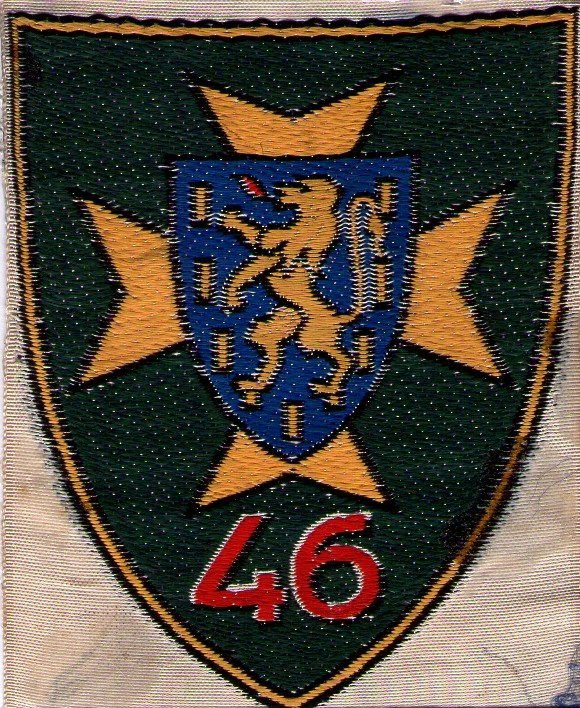
Insigne du CJF 46 (2e modèle).
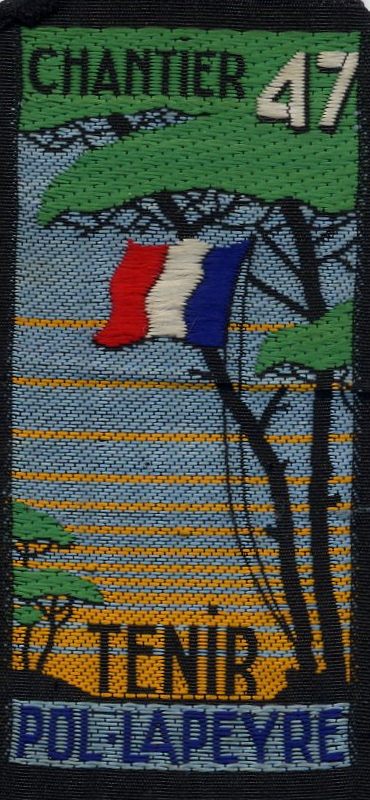
Insigne du CJF 47.
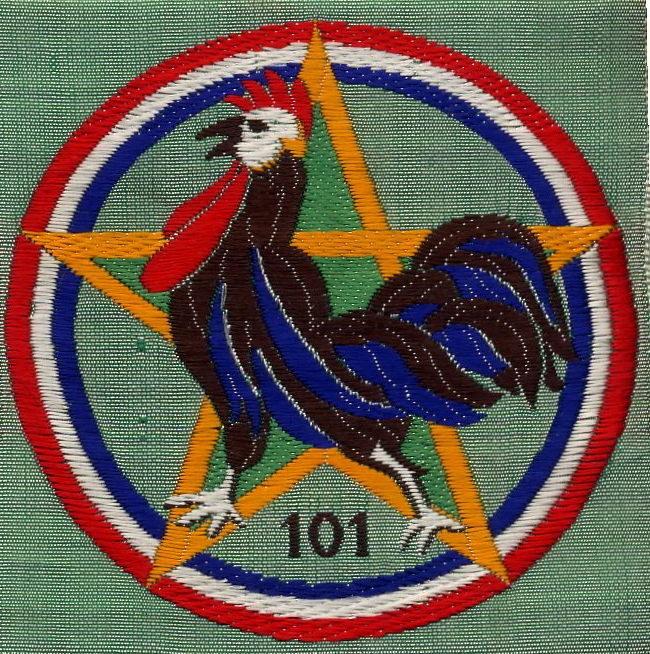
Insigne du CJF 101.
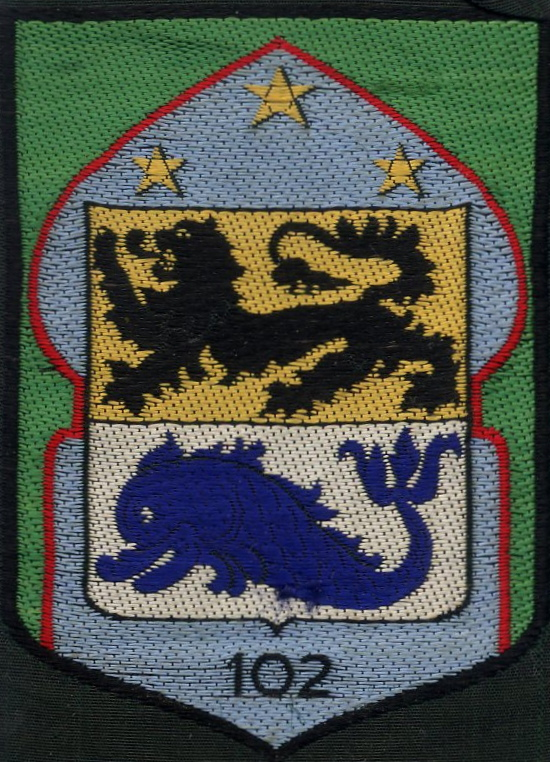
Insigne du CJF 102.
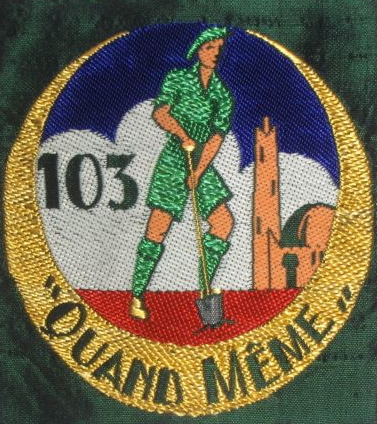
Insigne du CJF 103.
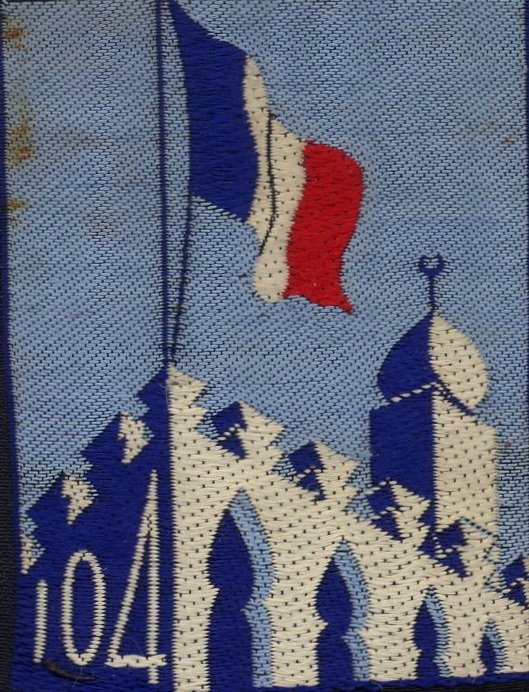
Insigne du CJF 104 (1er modèle avec numéro).
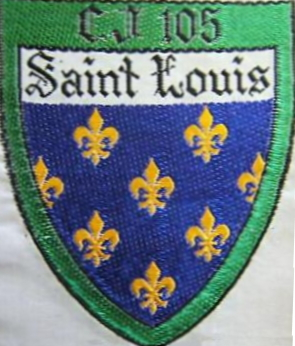
Insigne du CJF 105 (1er modèle avec numéro).
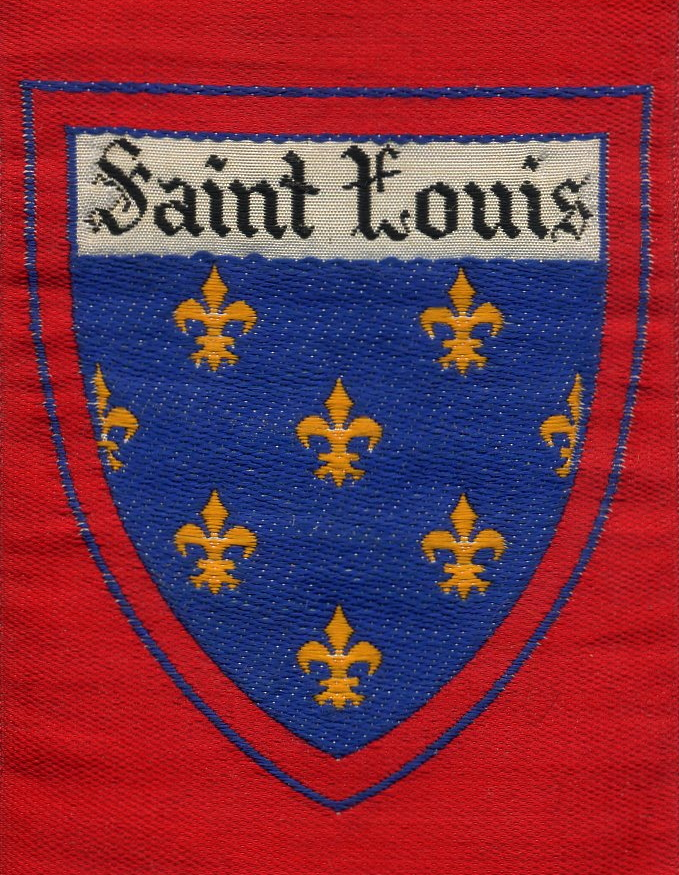
Insigne du CJF 105 (2e modèle sans numéro).
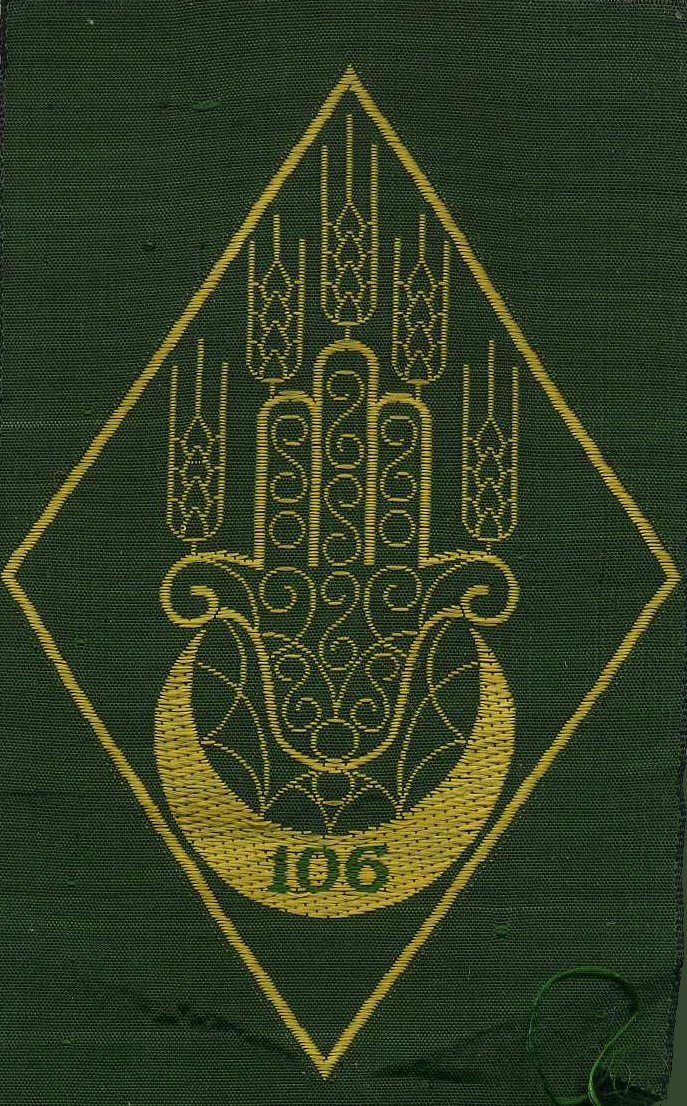
Insigne du CJF 106.
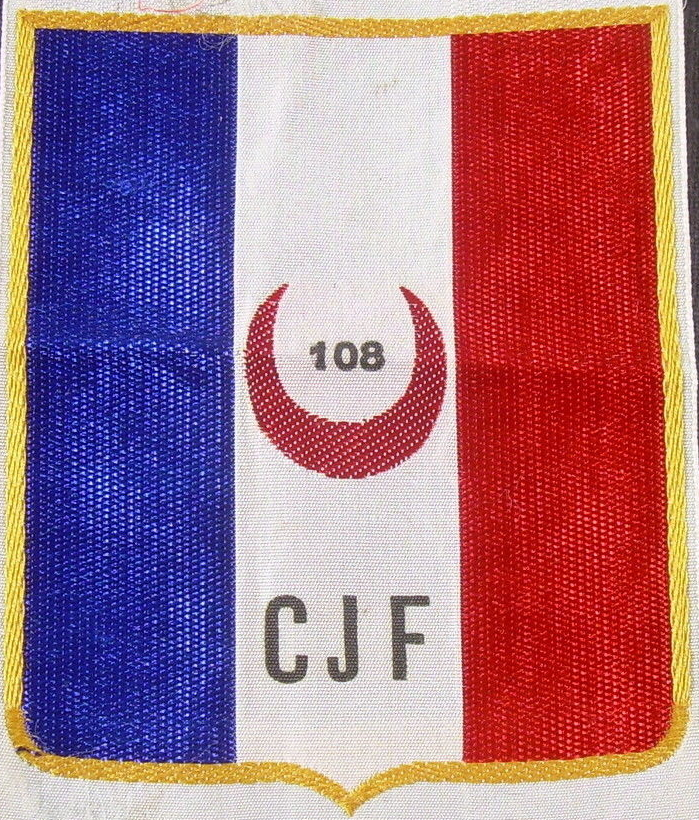
Insigne de tirailleurs tunisiens utilisé par le CJF 108.
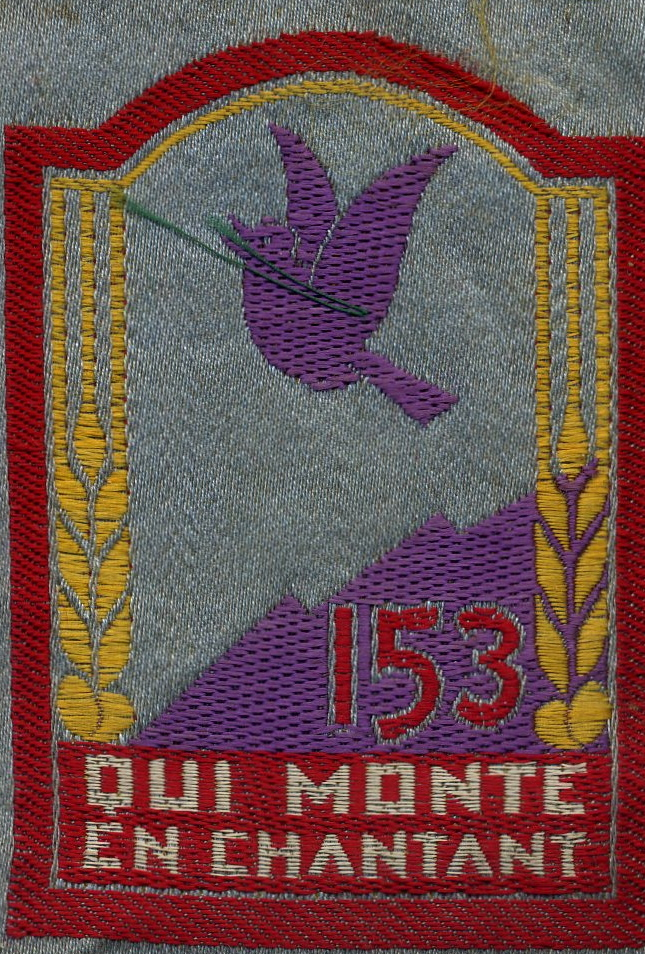
Insigne du CJF 153.

Insignes métalliques des groupements
Comme pour les insignes en tissu, les insignes métalliques existent pour l'insigne général, en plusieurs modèles ; pour chaque groupement (certains groupements ont plusieurs modèles) ; dans la majorité des cas, pour chaque groupe. Il est à noter que certains Groupements n'eurent pas d'insignes métalliques de Groupe. Ces insignes existent en plusieurs tailles et modèles.
Les tailles
Un très grand modèle pour les cadres, comme au Groupement 26 et semble-t-il pour chaque Groupe : la dimension est de 40 mm de diamètre. Un modèle normal pour l'ensemble du personnel, pour le Groupement 26 et pour les groupes de ce Groupement : la dimension est de 32 mm de diamètre. Un modèle destiné à être porté sur le béret en remplacement de l'insigne en tissu, pour le Groupement 26, chaque Groupe semble avoir eu, à sa couleur de Groupe, un insigne de béret : la dimension est de 26 mm de diamètre
Les modèles
Traditionnel émaillé sur support métallique, laiton ou autre métal. Peint sur support métallique lourd. Peint sur aluminium. Totalement métallique, sans émail ni peinture. Quelques modèles en aluminium avec une partie émaillée : exemple, le Groupement 34, 5e groupe "L'Arminier-Lahire". Très rarement émaillé sur argent
Couleurs de Groupes pour les insignes tissus ou métal
Par ordre du Bulletin Périodique Officiel no 12 du 7 septembre 1940 édité par le Commissariat général, chaque groupement devait broder ses insignes sur un tissu ou fond de couleur différente en fonction du Groupe d'appartenance : groupe 1 : fond bleu clair – groupe 2 : fond rouge clair – groupe 3 : fond jonquille (jaune) – groupe 4 : fond vert clair – groupe 5 : fond orange – groupe 6 : fond marron – groupe 7 : fond violet – groupe 8 : fond gris – groupe 9 : fond noir – groupe 10 : fond rose – groupe de direction (groupe 11 en général) : fond blanc
En application de cette directive, certains Groupements (les numéros 1, 13, 14, 17, 25, 28, 29, 30, 33, 37 et 105) ont fait tisser leur insigne directement avec la couleur du fond réglementaire. Dans d'autres Groupements, l'insigne (à fond invariable) était cousu sur un morceau de drap à la couleur réglementaire correspondant au groupe d'appartenance, certains autres mirent une bordure de couleur sur leur insigne pour différencier les Groupes (voir ci-après l'exemple du Groupe 29) enfin, il existait aussi des Groupements où cette directive ne fut pas appliquée.
Insignes tissus des Groupes

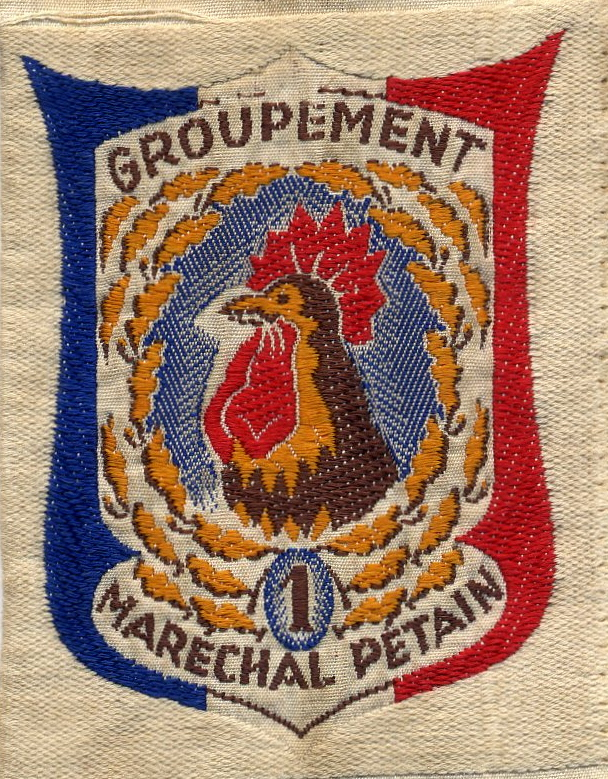
Insigne du CJF 1 - Groupe de direction.
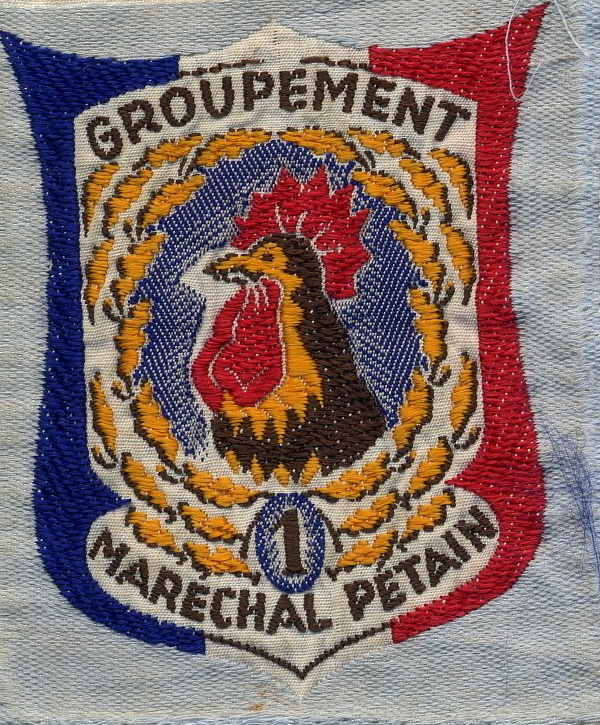
Insigne du CJF 1 - Groupe 1.
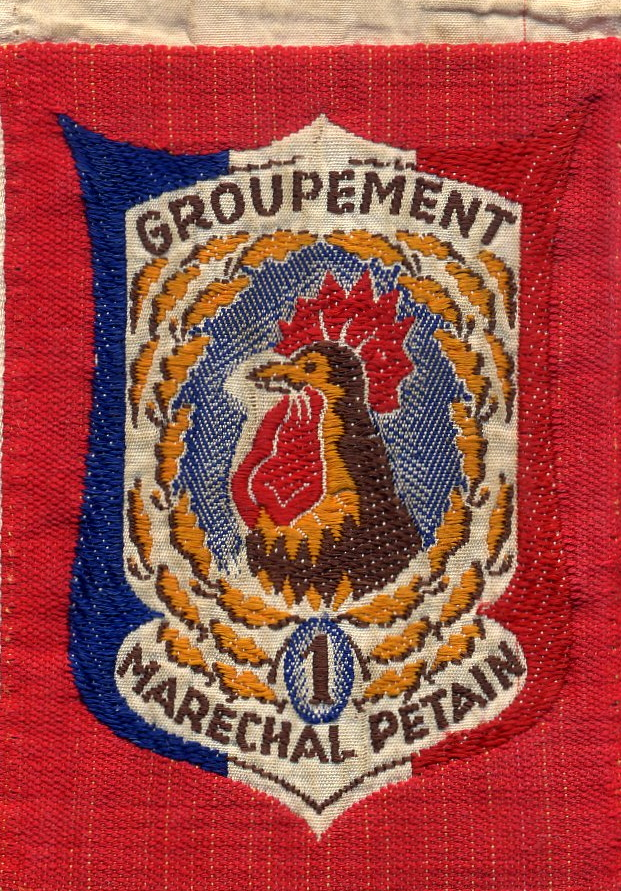
Insigne du CJF 1 - Groupe 2.
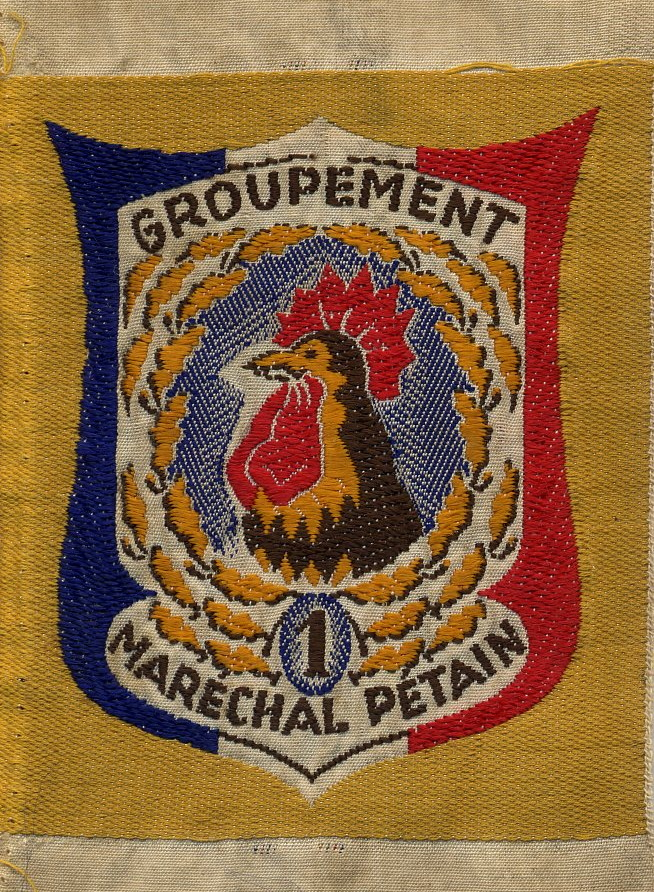
Insigne du CJF 1 - Groupe 3.
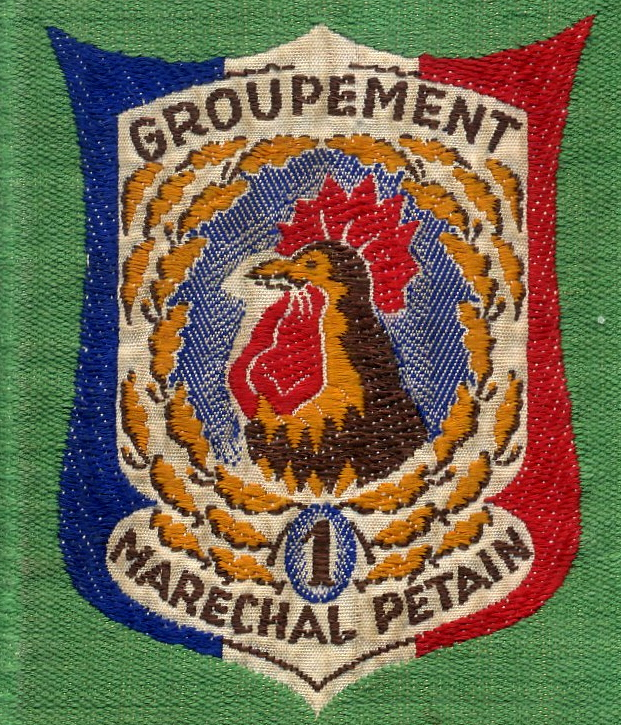
Insigne du CJF 1 - Groupe 4.
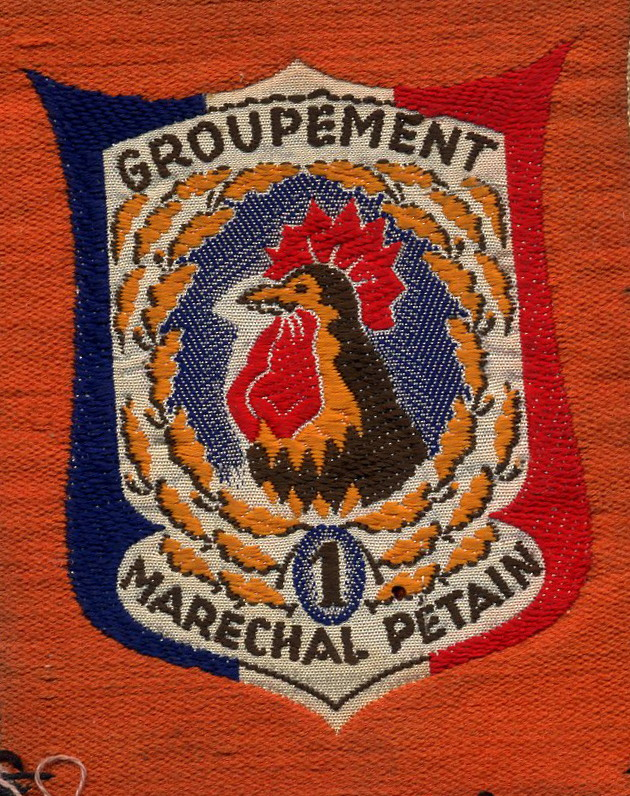
Insigne du CJF 1 - Groupe 5.
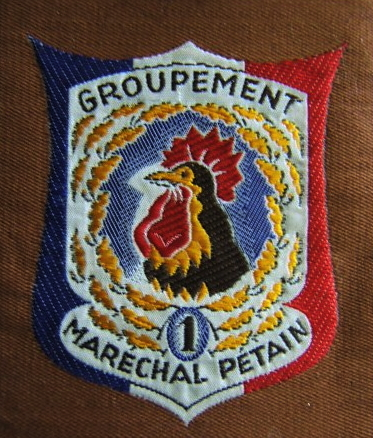
Insigne du CJF 1 - Groupe 6.
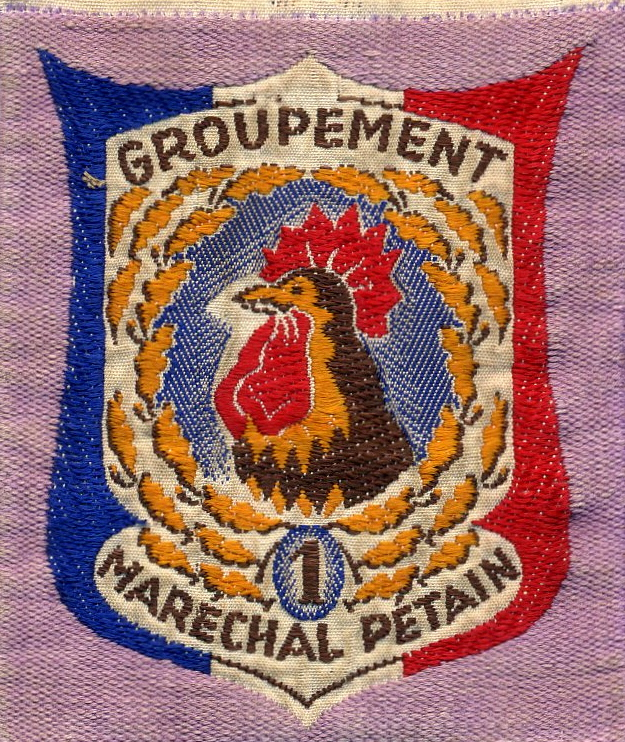
Insigne du CJF 1 - Groupe 7.
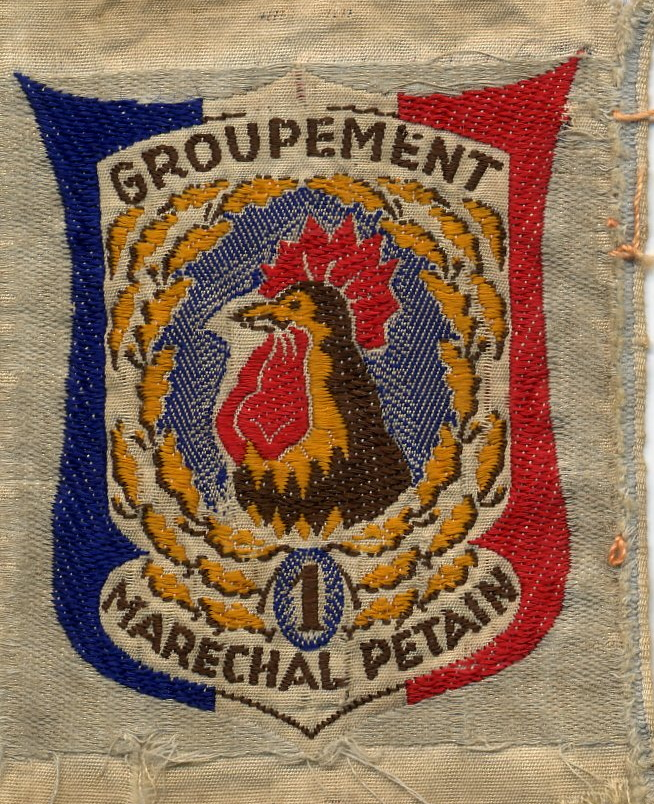
Insigne du CJF 1 - Groupe 8.
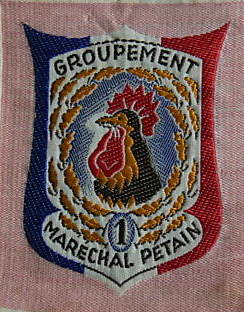
Insigne du CJF 1 - Groupe 10.

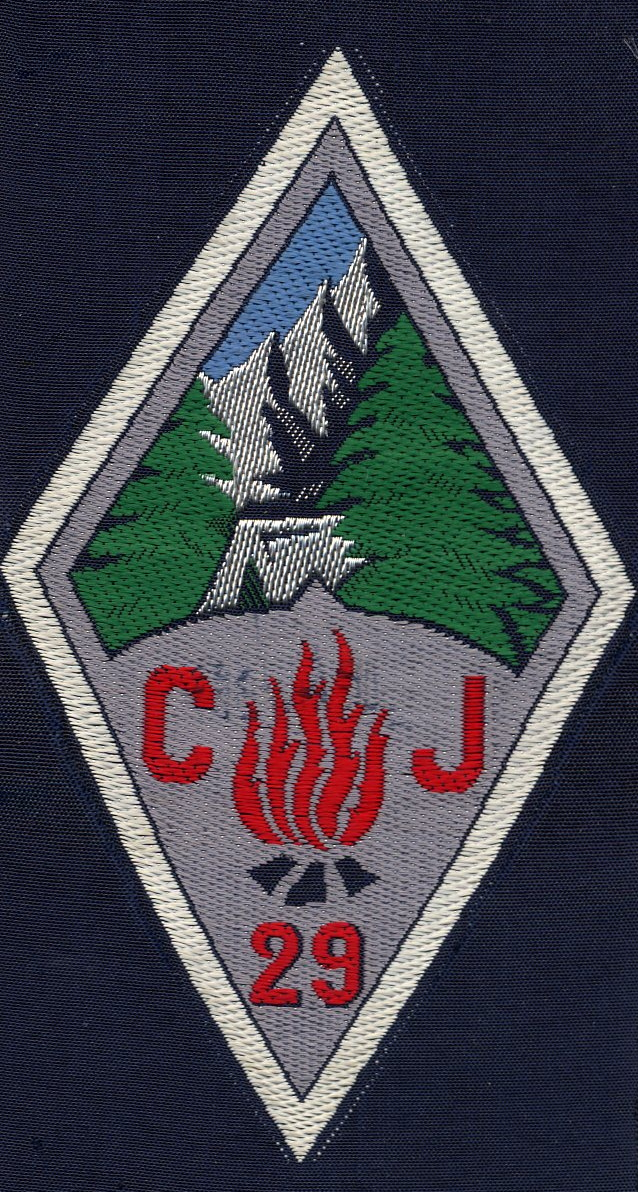
Insigne du CJF 29 - Groupe de direction.
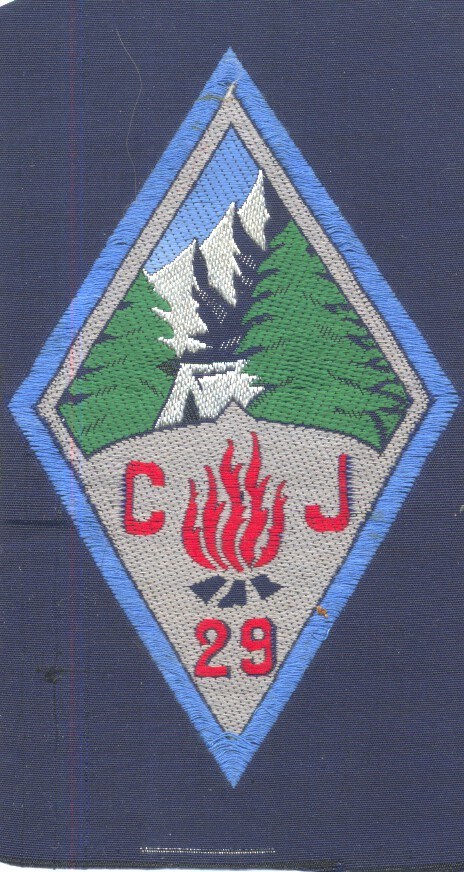
Insigne du CJF 29 - Groupe 1.
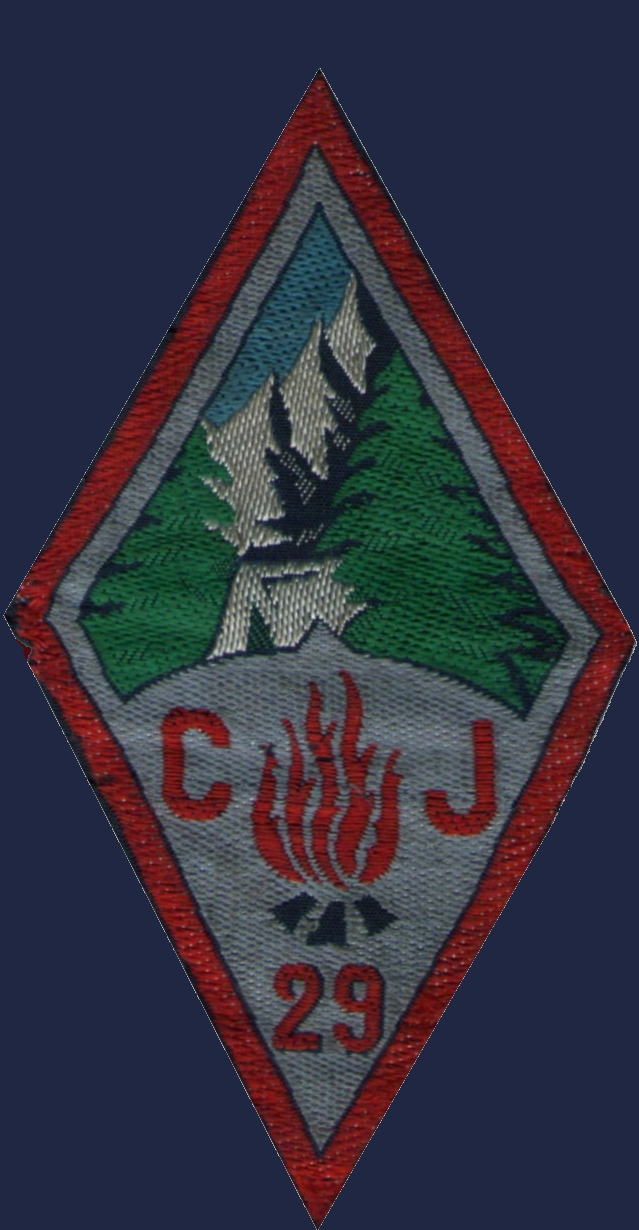
Insigne du CJF 29 - Groupe 2.
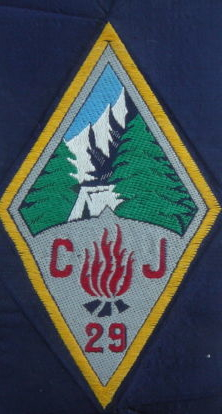
Insigne du CJF 29 - Groupe 3.
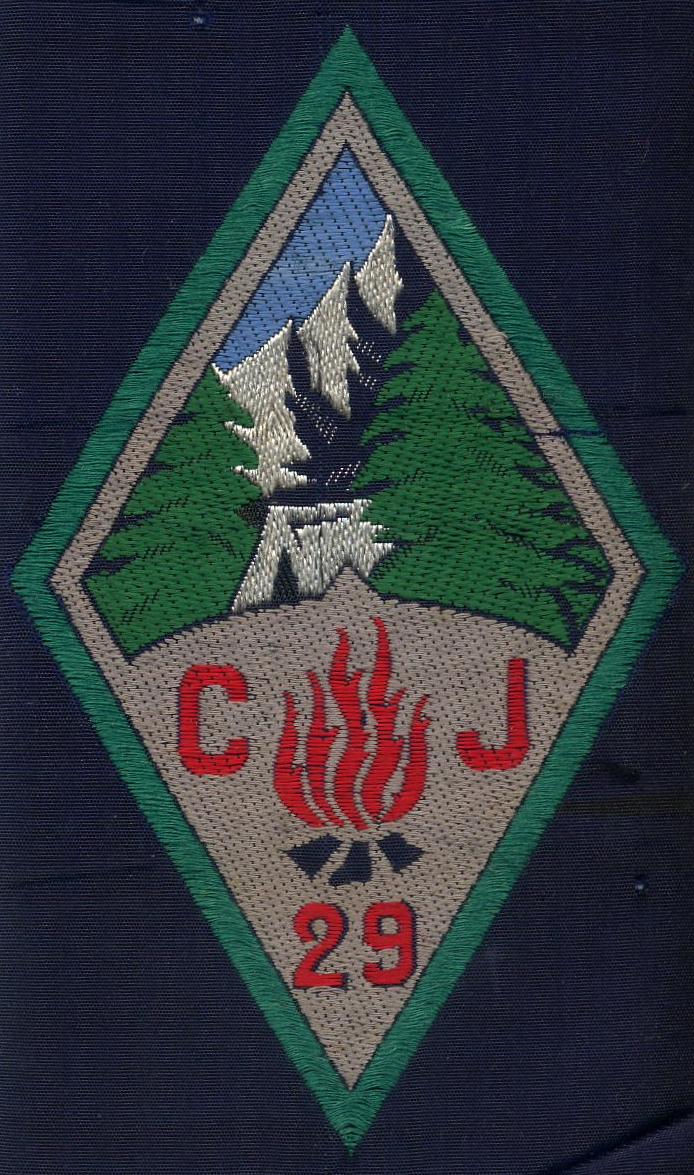
Insigne du CJF 29 - Groupe 4.
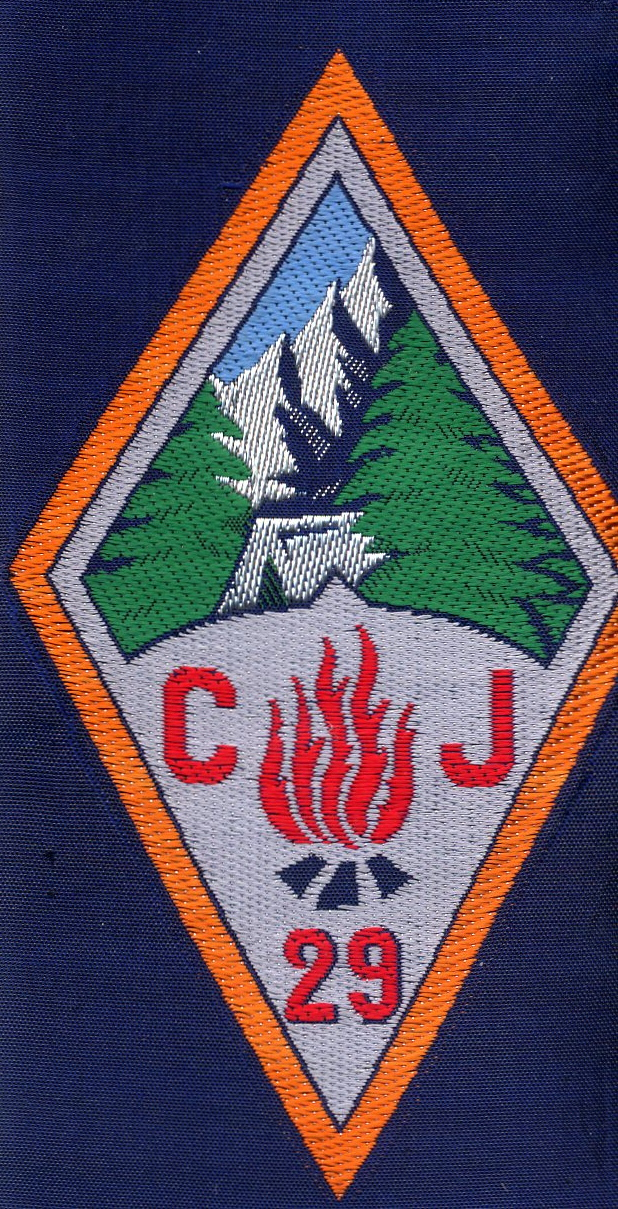
Insigne du CJF 29 - Groupe 5.
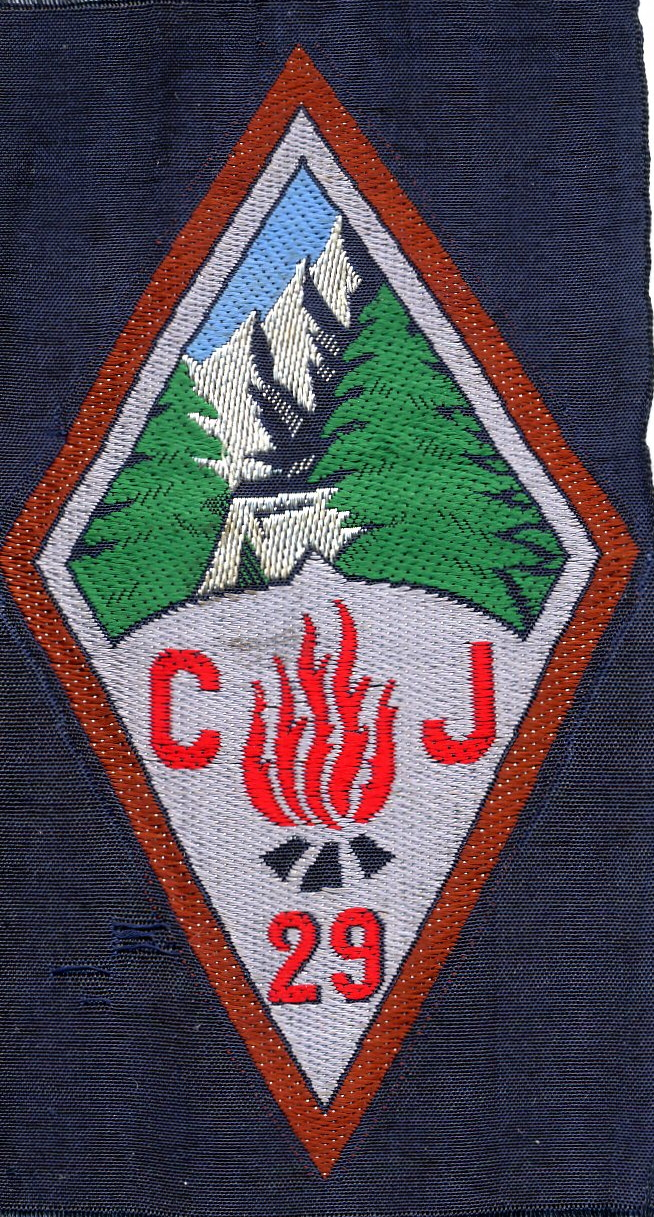
Insigne du CJF 29 - Groupe 6.
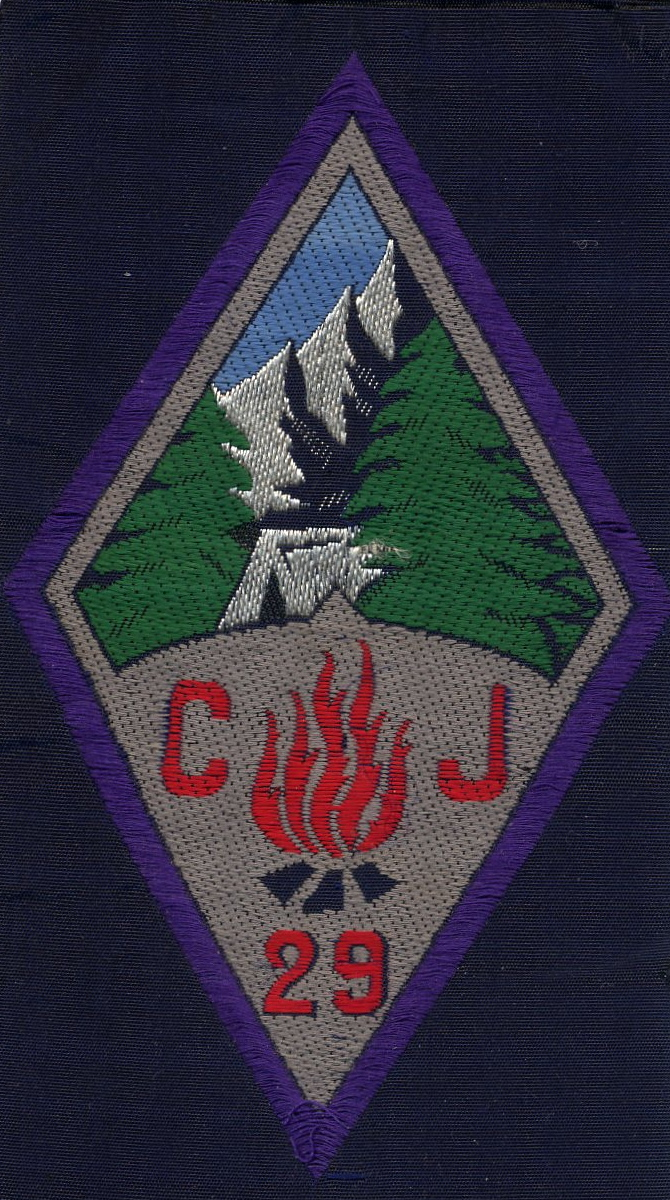
Insigne du CJF 29 - Groupe 7.
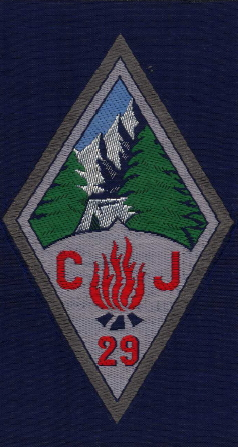
Insigne du CJF 29 - Groupe 8.
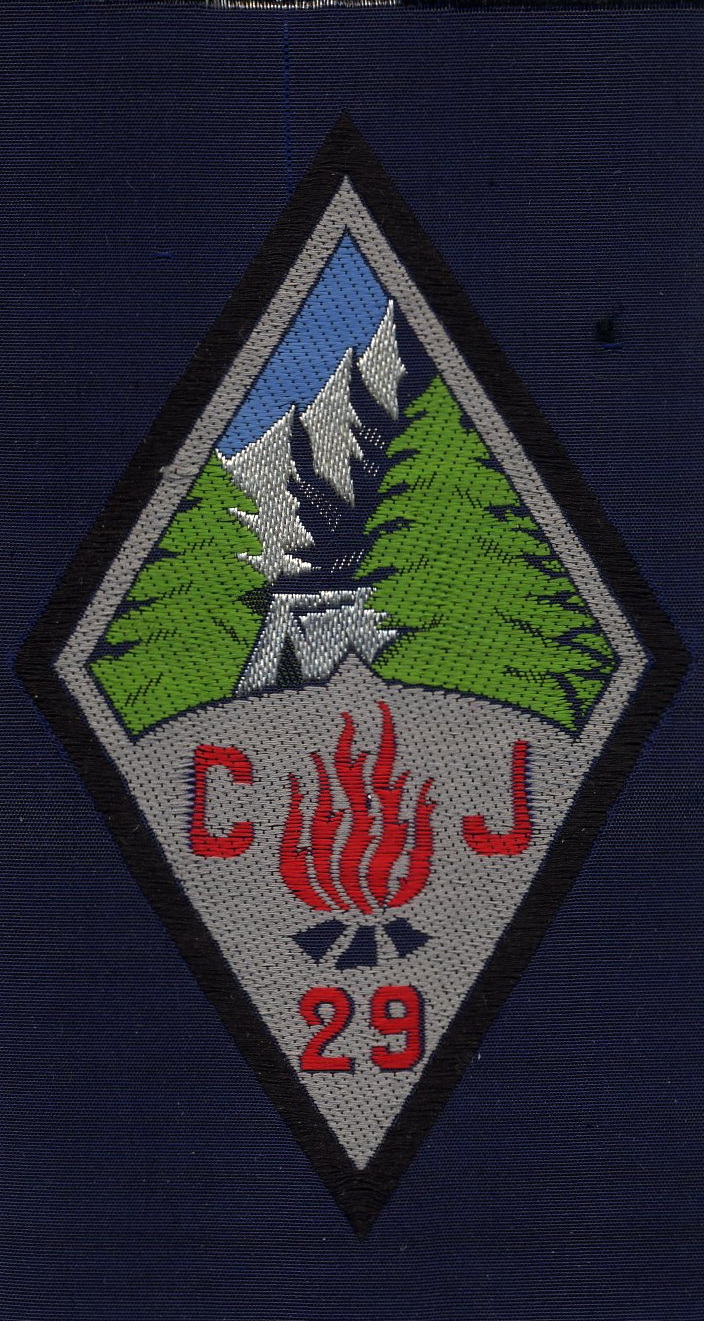
Insigne du CJF 29 - Groupe 9.
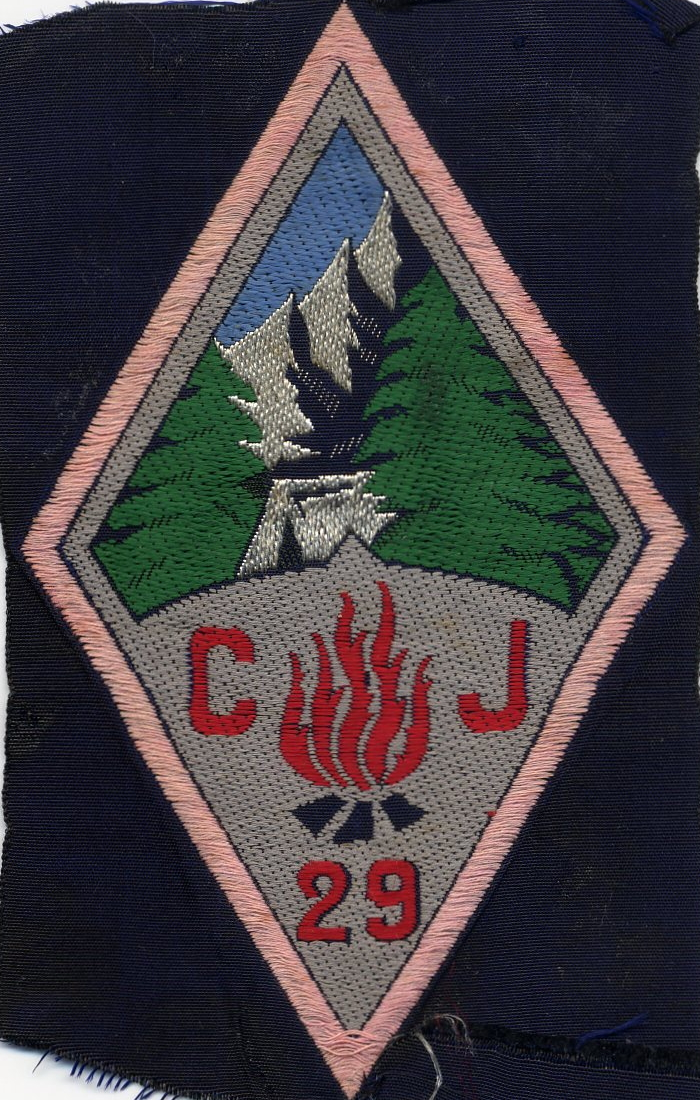
Insigne du CJF 29 - Groupe 10.

De rares groupements ont eu des insignes spécifiques par groupes. Chaque Groupe du Groupement 24 a eu son insigne en tissu : groupe (1/ Duguay Trouin, 2/ Surcouf….)

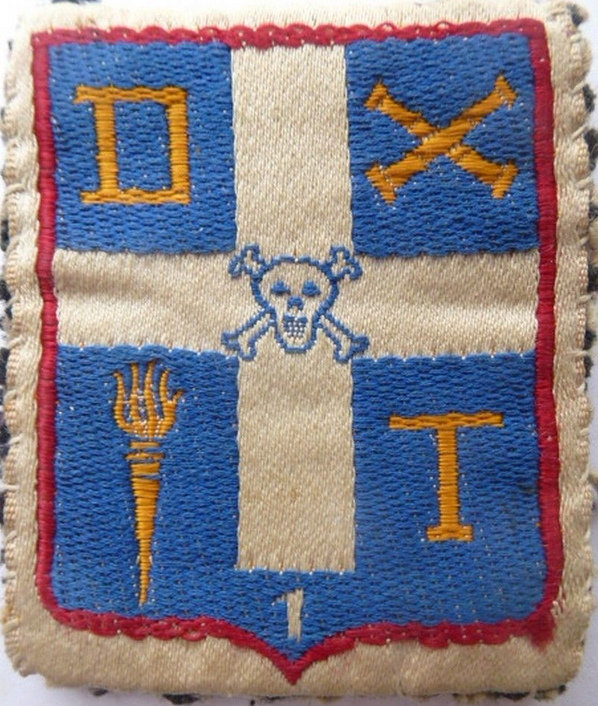
CJF 24 - groupe 1.
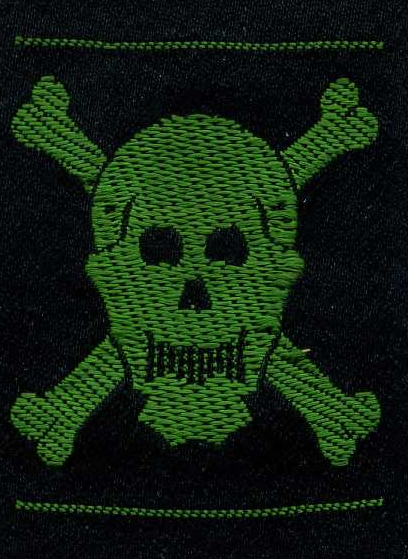
CJF 24 - groupe 3.
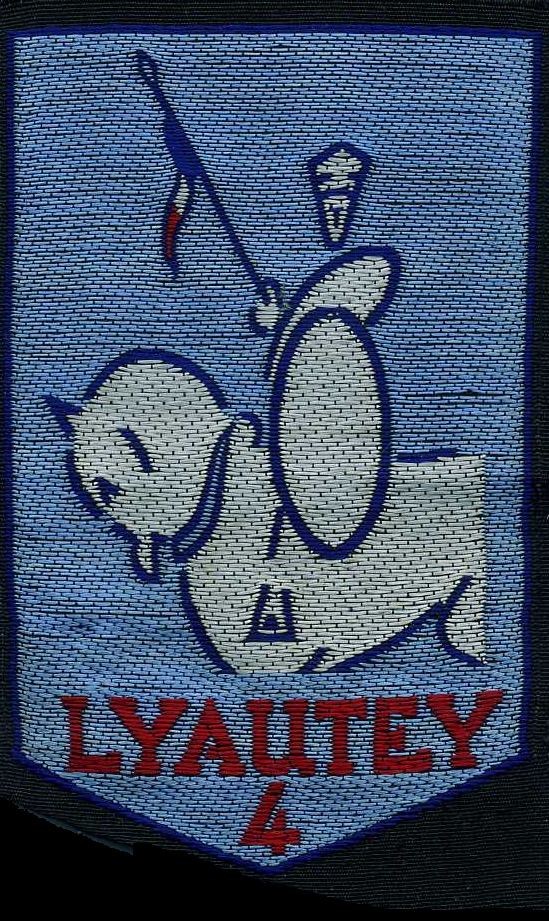
CJF 24 - groupe 4.
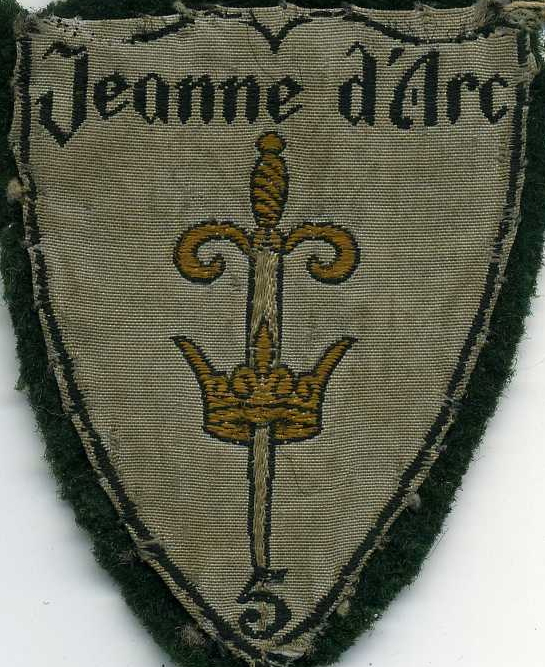
CJF 24- groupe 5.
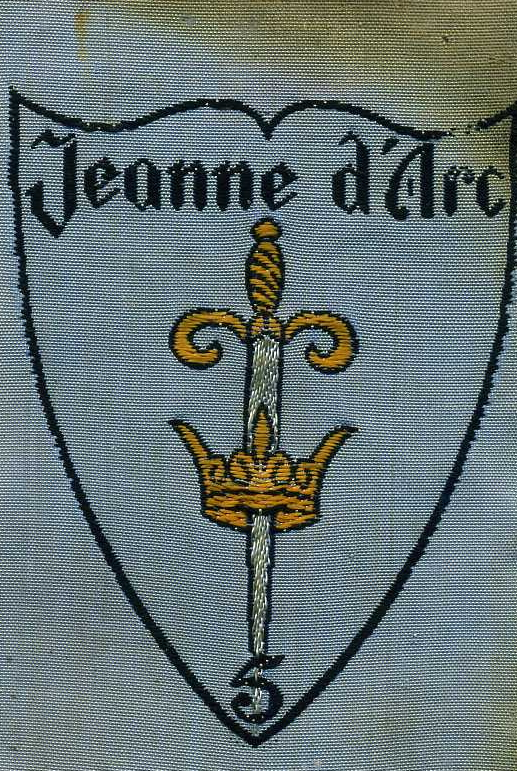
CJF 24- groupe 5.
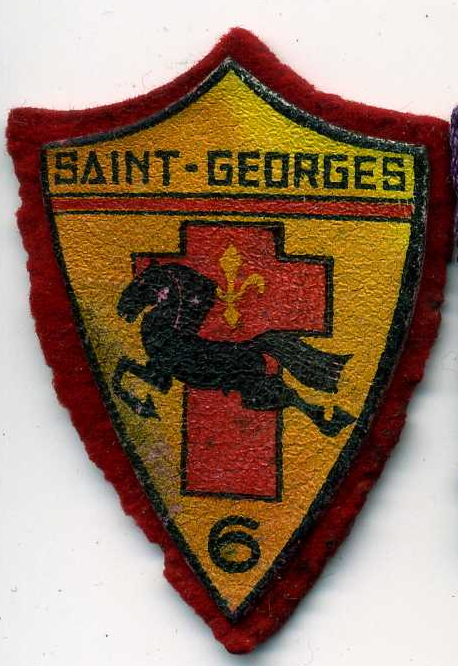
CJF 24- groupe 6.
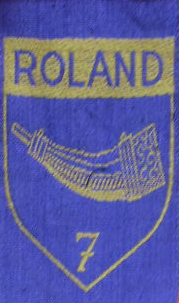
CJF 24- groupe 7.
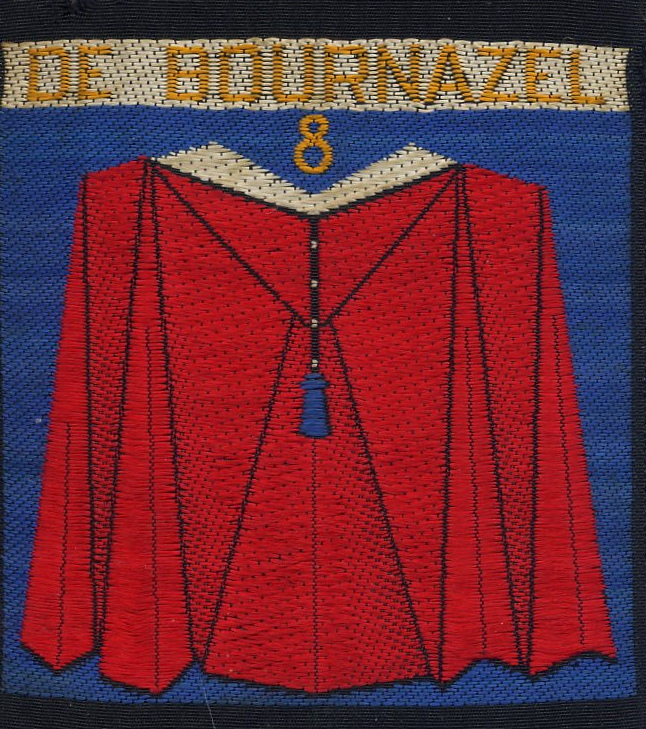
CJF 24- groupe 8.
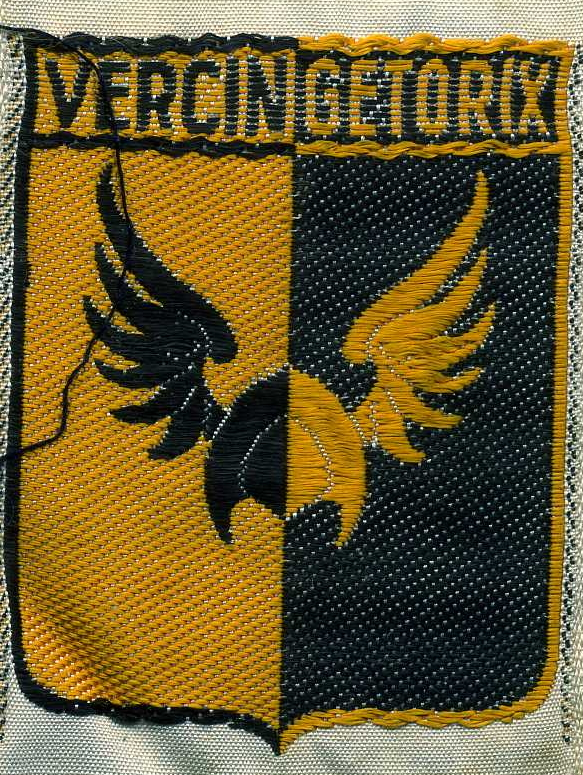
CJF 24- groupe 9.
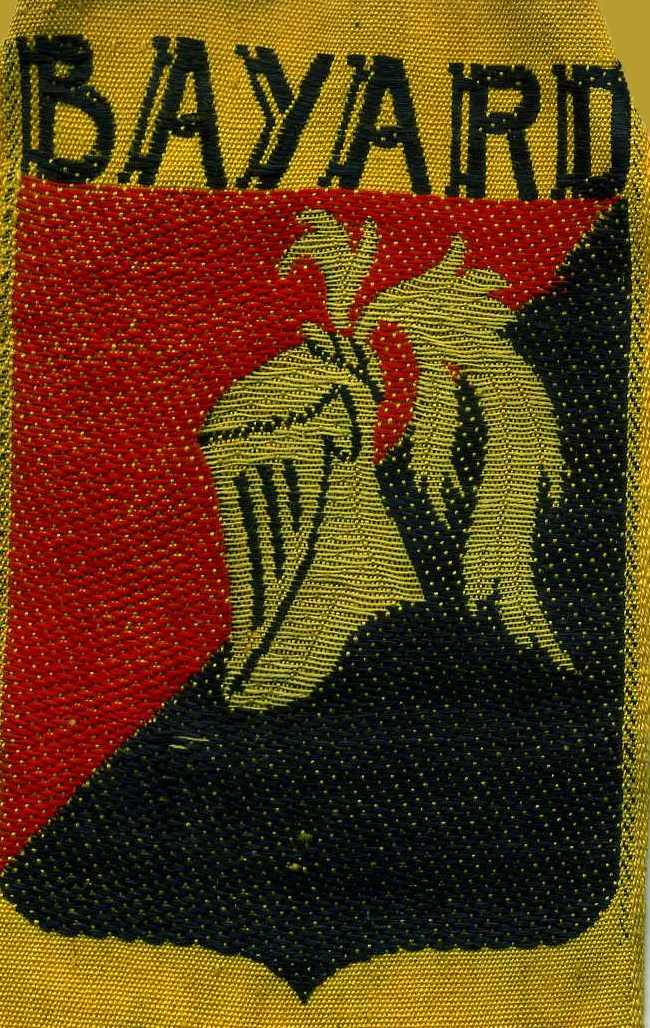
CJF 24- groupe 10.
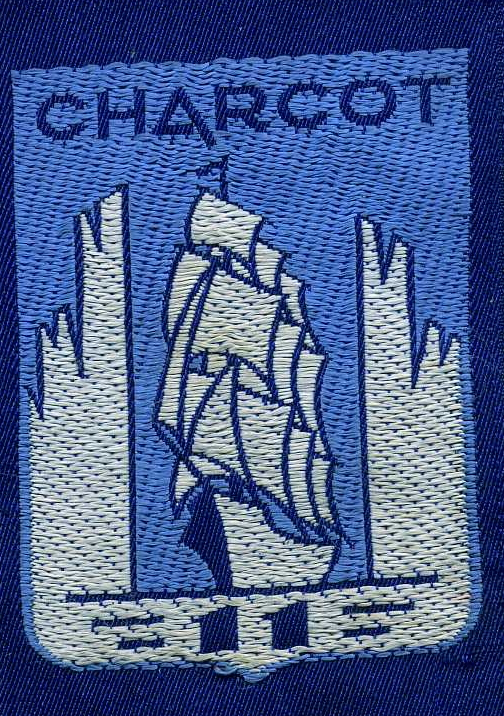
CJF 24- groupe 11.
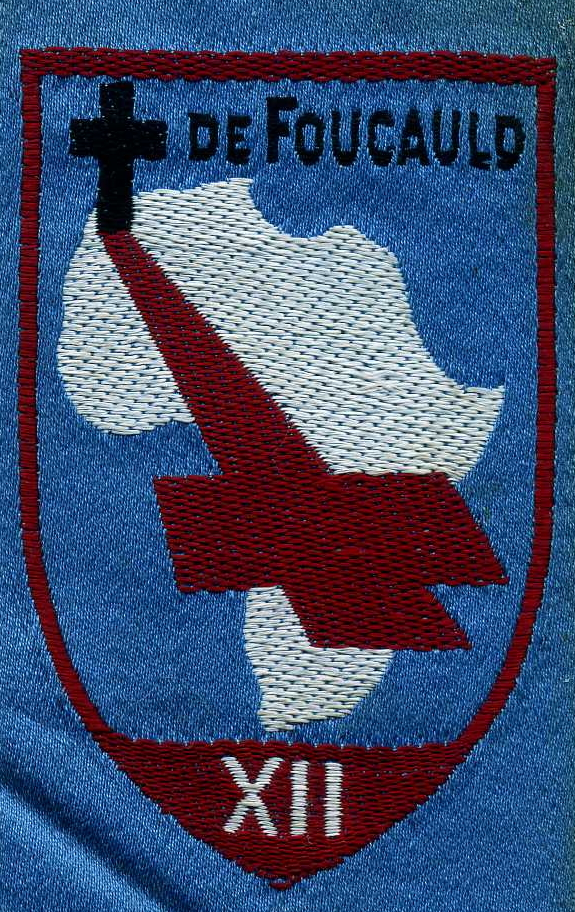
CJF 24- groupe 12.

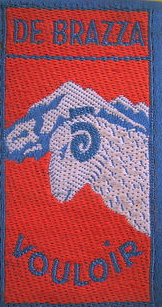
Insigne du CJF 3- groupe 5.
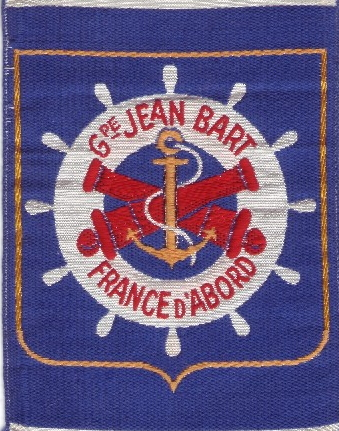
Insigne du CJF 5- groupe 10.
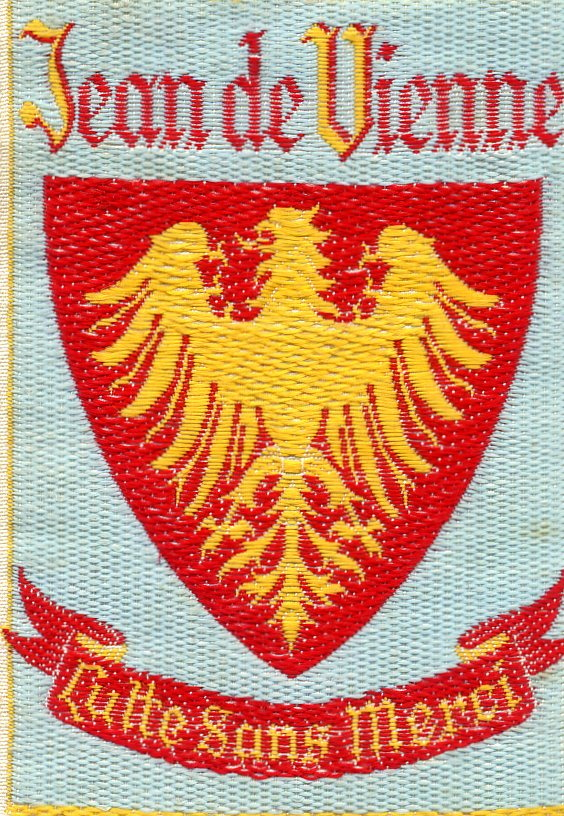
Insigne du CJF 12- groupe 6.
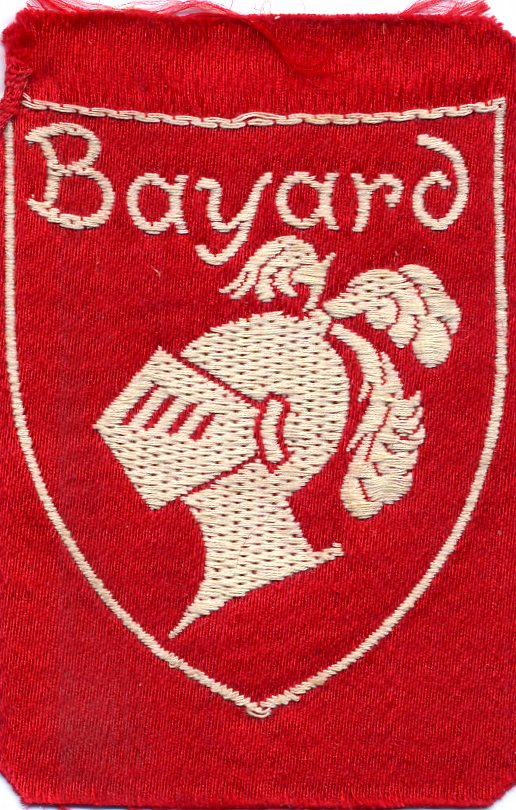
Insigne du CJF 34 - groupe 2.
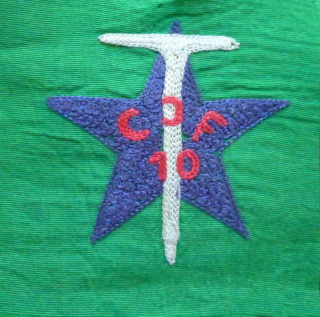
Insigne de la SES du CJF 10.

Insignes de spécialités

L'insigne se porte sur la manche droite. Les brevets d'éducation physique ont une taille de 5x3 cm.

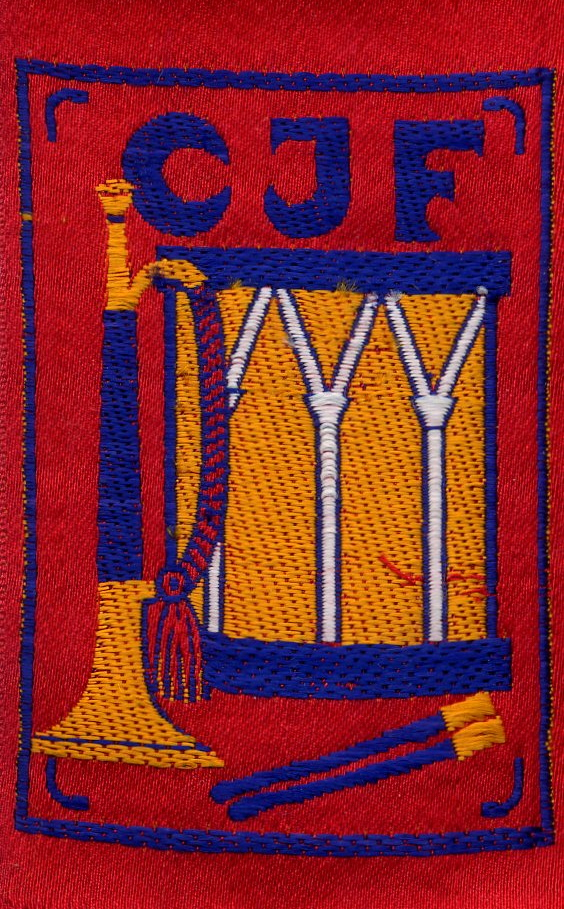
insigne des CJF Tambours et Clairons dans les groupements et de la fanfare de la Musique nationale de Châtel-Guyon.
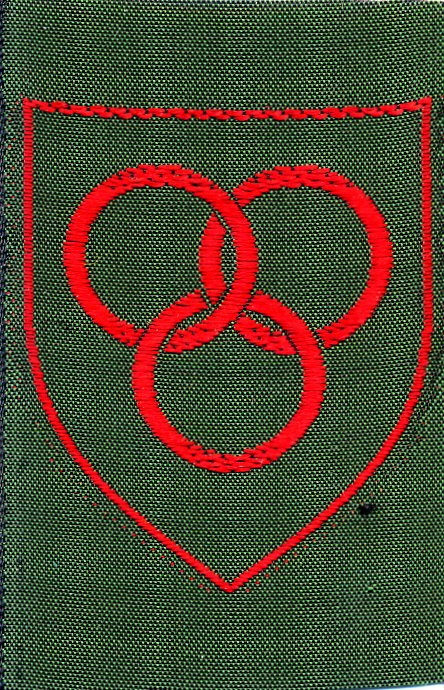
insigne des CJF -Brevet d'Éducation Physique 1er degré
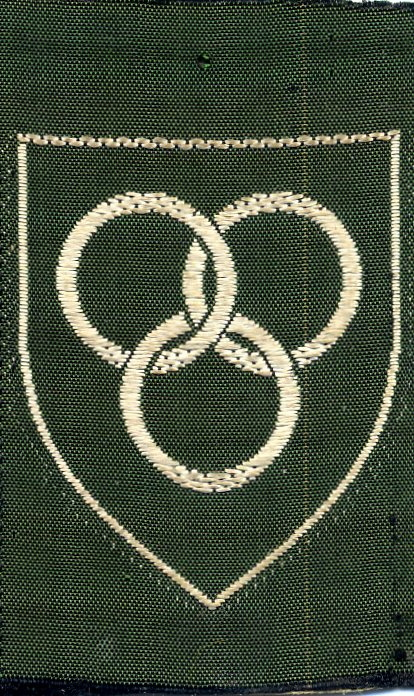
insigne des CJF -Brevet d'Éducation Physique 2e degré
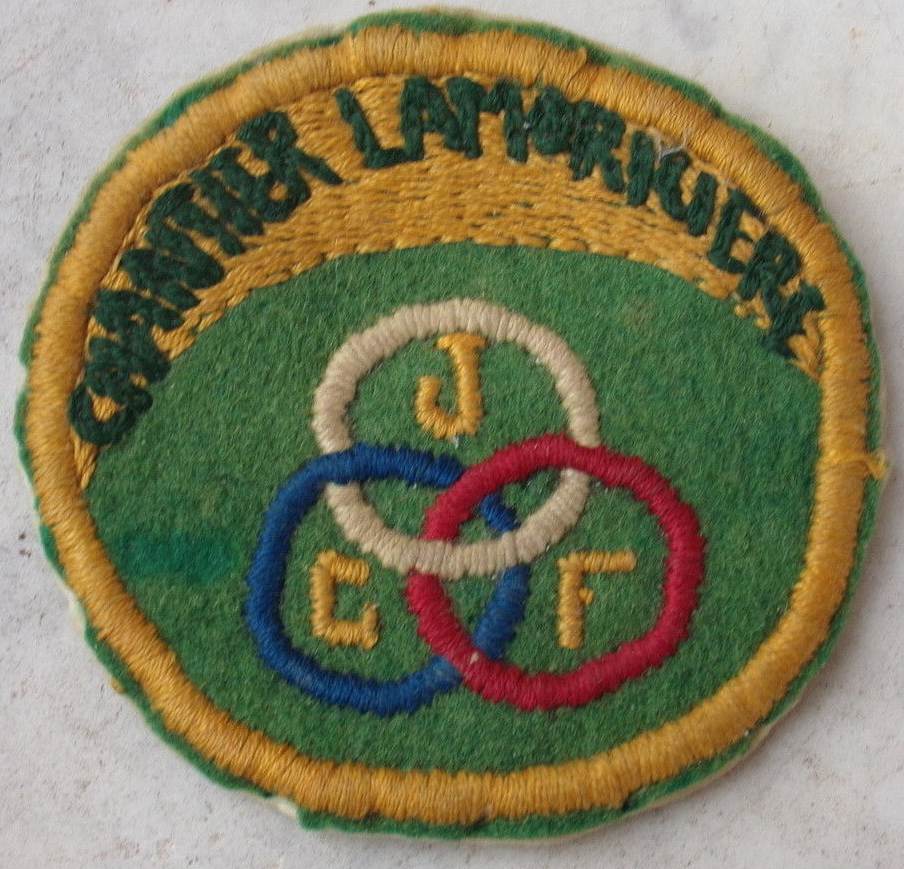
insigne d'Éducation Physique - CJF 105
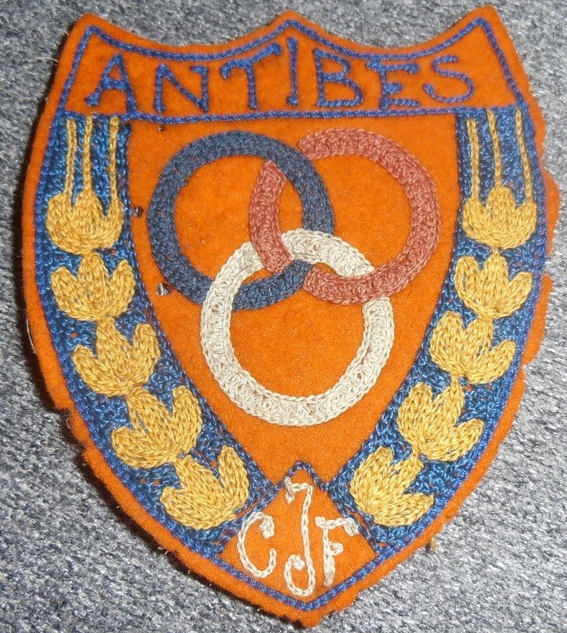
insigne d'Éducation Physique - CJF ANTIBES
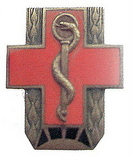
insigne des Infirmiers des CJF

Insignes des Anciens

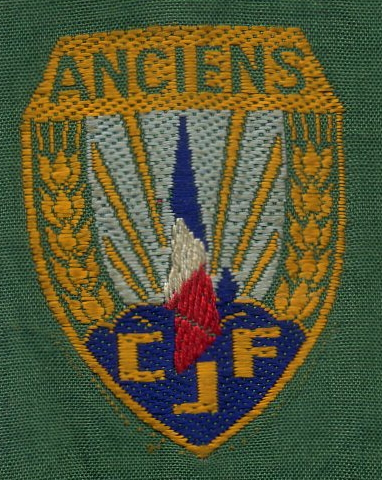
Insigne de bérêt des Anciens.
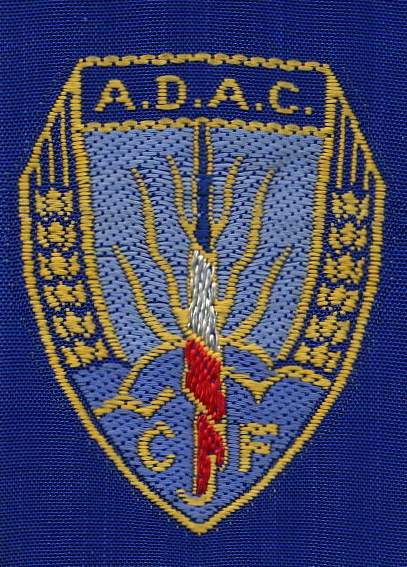
Insigne de bérêt de l'ADAC.
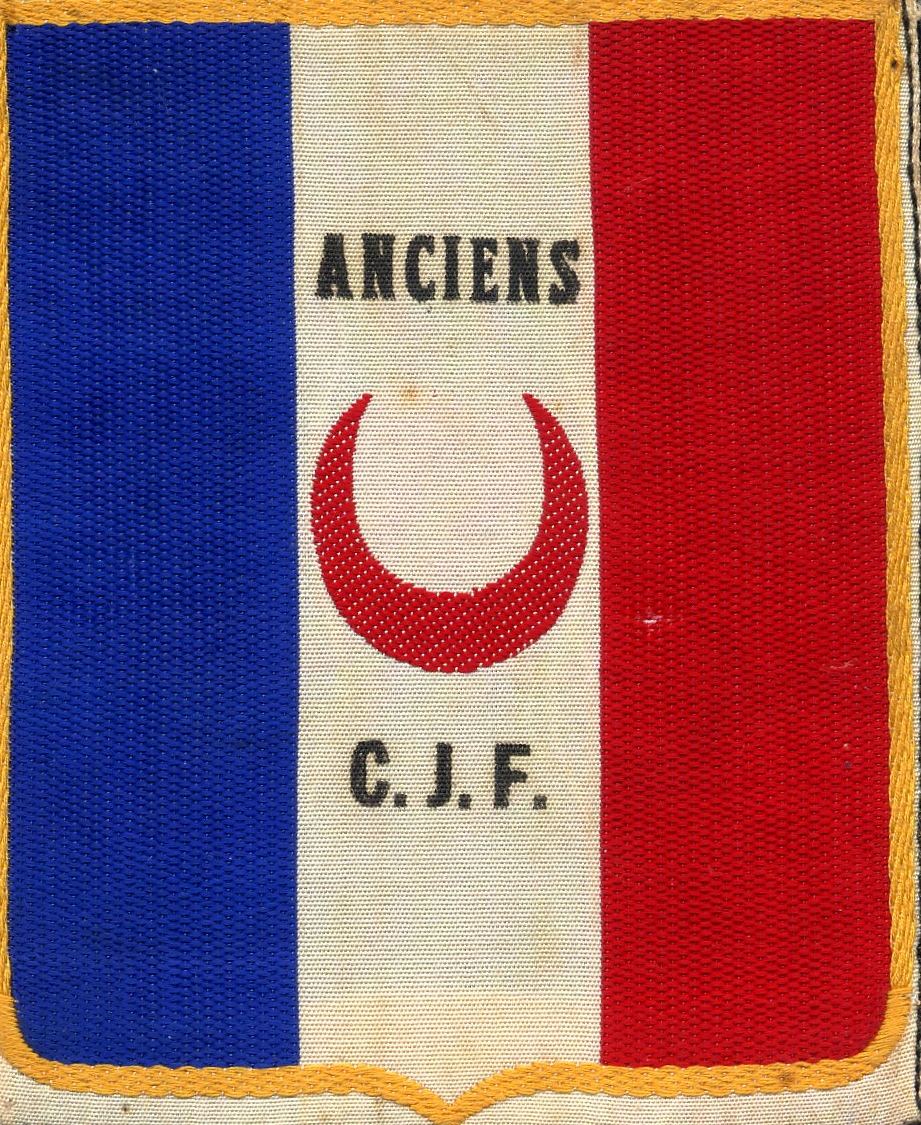
Insigne des Anciens AFN.

Uniformes & Insignes de grades des CJF

### Ouvrages
- Joseph de La Porte du Theil, Un an de commandement des Chantiers de la Jeunesse, Paris, Sequana, 1941
- Jean Boucron, Serge Bromberger, Gaston Courtois, Suzanne Peuteuil, Géo-Charles Veran, À 20 ans dans les Chantiers de la jeunesse (supplément au no 38 Vaillance du 24 août 1941).
- Robert Hervet, Les Chantiers de la jeunesse, Paris, France-Empire, 1962, 299 p.
- Jacques Évrard, La déportation des travailleurs français dans le IIIe Reich, Paris, Fayard, 1971
- Paul Edmond (préf. général A. Gèze), Images des Chantiers de la jeunesse française, Fontenay-sous-Bois, Éditions de l'Orme rond, 1985, 2e éd. (1re éd. 1982), 139 p. (ISBN 978-2-864-03002-7)
- Les Chantiers de la Jeunesse, 1940-1944, n° spécial, Carnets de la Sabretache, no 105-E, 1990
- Gérard Appolaro, "Les Chantiers de Jeunesse (1940-1945)", in bulletins no 53 et 54, Club marcophile de la Seconde Guerre mondiale, Marseille, 2000
- Pierre Giolitto, Histoire de la jeunesse sous Vichy, Perrin, Paris, 1991
- Antoine Huan (dir.), Histoire des Chantiers de la Jeunesse, 1992
- Histoire des Chantiers de la Jeunesse, racontée par des témoins, Actes du colloque d'histoire du 12 et 13 février 1992, Service historique de l'armée de terre (SHAT), Vincennes, préparé par la Commission d'histoire des Chantiers de la Jeunesse et animé par André Souyris-Rolland, préface du professeur Jean Imbert, avant-propos du colonel Paul Gaujac, 284 p., ANACJF, Versailles, 1993  (ISBN 2-904768-16-5)
- Pierre Martin, La mission des Chantiers de la Jeunesse en Allemagne (1943-1945), Paris, éditions de L'Harmattan, 2001 (ISBN 2-7475-1255-X)
- Christophe Pécout, Une jeunesse qui travaille, une jeunesse qui chante, une jeunesse qui croît : les Chantiers de la jeunesse et la revitalisation de la jeunesse française (1940-1944), thèse de 3e cycle, Histoire et STAPS, université de Caen et Rouen, 2006.
- Christophe Pécout, Les Chantiers de la Jeunesse et la revitalisation physique et morale de la jeunesse (1940-1944), Paris, L'Harmattan, 2007
- Laurent Battut, Le groupement 22 des Chantiers de la Jeunesse, 1940-1944, ANOVI, 2007, 260 p. (ISBN 978-2-914818-23-0)
- Les Chantiers de la Jeunesse dans la Résistance et les combats de la Libération, Mémoire des Chantiers, sous la direction d'André Souyris-Rolland, CERPA, Paris|année= 2009
- Olivier Faron, Les chantiers de jeunesse : avoir vingt ans sous Pétain, Paris, 2011, Grasset (ISBN 978-2-246-75971-3)
- Gabriel Carnévalé et Bertrand Sinais, Histoire postale des Chantiers de la Jeunesse (1940-1945), Marseille, Philoffset Éditions, 1983.
- Francis A. Boddart, Les chantiers de la jeunesse et la Dordogne, 1940-1944 : de la révolution nationale à la production industrielle, Périgueux, IFIE, Éditions Périgord, 2014 (ISBN 978-2-91626518-6).

### Articles
- Laurent Battut, « L'insigne général des Chantiers de jeunesse », Quand Même, Bulletin de liaison de l'Association Mémoire des Chantiers de la Jeunesse Française, 34 rue Charles Gide 34670 Baillargues, éditions AMCJF,‎ 2010, p. 9-12.
- Laurent Battut, « Les Chantiers de jeunesse, L'exemple du camp 40 : le camp de redressement des Chantiers », Histoire(s) de la dernière guerre, Aix-en-Provence, éditions Caraktères, no 8,‎ novembre-décembre 2010, p. 10-17.
- Laurent Battut, « Les Chantiers de jeunesse en région Ain-Dauphiné-Savoie », dans Les Militaires dans la Résistance Ain-Dauphiné-Savoie, actes du colloque de Grenoble de novembre 2008, 2010, p. 83-106, éditions Anovi 37720 Avon-Les-Roches.
- Laurent Battut, "Les Chantiers de Jeunesse en Combraille (1940-1944)" ; "Le groupement 5 de Rochefort-Montagne puis Pontgibaud" ; "Le groupement 22 de Messeix" ; "Le groupement 26 de Felletin", in revue FINES, tome III, p. 69-91, éditions de l'Association Archéologique FINES, Giat, 2009.
- Laurent Battut et Baptiste Lebacq, « Le groupement 101 des Chantiers de Jeunesse au Maroc », Militaria Magazine, Paris, Histoire et Collections, no 286,‎ 2009.
- Robert Hervet, Historia, no 64, février 1969.
- Robert Hervet, Miroir de l'Histoire, no 268, août 1972.
- Raymond Josse, « Les Chantiers de la Jeunesse », Revue d'histoire de la Deuxième Guerre mondiale, « Vichy et la jeunesse », no 56,‎ 1964.
- (en) Daniel Lee, « The Chantiers de la Jeunesse, General de la Porte du Theil, and the Myth of the Rescue of Jews in Vichy France », French Historical Studies, vol. 38, no 1,‎ février 2015, p. 139-170 (DOI 10.1215/00161071-2822733).
- Maïté Lascaud et Frédéric Dutheil, « Pratiques physiques et sportives, formation virile et morale dans les Chantiers de la jeunesse, 1940-1944 », STAPS, Revue Internationale des sciences du sport et de l'éducation physique, vol. 23, no 58,‎ printemps 2002, p. 35-48 (DOI 10.3917/sta.058.0035, lire en ligne, consulté le 20 décembre 2022)
- Maïté Lascaud et Frédéric Dutheil, « Pratiques physiques et sportives, formation virile et morale dans les Chantiers de la jeunesse, 1940-1944 », dans Pierre Arnaud, Thierry Terret, Jean-Philippe Saint-Martin, Pierre Gros, Le sport et les français sous l’occupation. 1940-1944, t. 2, Paris, L’harmattan, 2002, p. 97-111.
- Fabrice Mainier-Schall, « Uniformes et équipements des Chantiers de la Jeunesse française (1940-1944) », Batailles, no 5,‎ 2005.
- Christophe Pécout, « L’éducation physique dans les chantiers de la jeunesse (1940-1944) : exemple de trois initiatives originales », Guerres mondiales et conflits contemporains, Paris, Presses universitaires de France, no 218,‎ 2005, p. 15-25 (lire en ligne).
- Christophe Pécout, « Une entreprise de formation morale et physique de la jeunesse française, les Chantiers de la Jeunesse (1940-1944) », Les Cahiers de psychologie politique, no 10,‎ 2007.
- Christophe Pécout, « Les Jeunes et la politique de Vichy, le cas des Chantiers de Jeunesse », Histoire et Politique, politique, culture, société, no 4,‎ 2008.
- Christophe Pécout, « Les Pratiques physiques et sportives au service de l'idéal vichyste, l'exemple des Chantiers de Jeunesse », Sciences sociales et sports, no 1,‎ 2008.
- Christophe Pécout, « Les Chantiers de la Jeunesse, une expérience de service civil obligatoire », », Agora débats/jeunesse, no 47,‎ juin 2008.
- Christophe Pécout, « Les chantiers de la jeunesse (1940-1944) : une expérimentation pédagogique sous le gouvernement de Vichy », Guerres mondiales et conflits contemporains, Paris, Presses universitaires de France, no 234,‎ 2009, p. 53-62 (lire en ligne).
- "Quand même" no 4, novembre 2011, Bulletin de liaison de l'AMCJF (Association Mémoire des Chantiers de la Jeunesse Française), 179 Rue Charles-Gide. 34670 Baillargues
- Christian Pousse, « Le Groupement 27 des Chantiers de Jeunesse », Sparsae, Association culturelle d'Aigueperse, no 64,‎ 2009.